# クロノ・クロス
『クロノ・クロス』（英: Chrono Cross）は、スクウェア（現スクウェア・エニックス）によって1999年11月18日に発売された日本のPlayStation用ロールプレイングゲーム。『クロノ・トリガー』の続編にあたる。
キャッチコピーは「殺された未来が、復讐に来る」「1999年、スクウェアが送る最後のファンタジー」。CMでは「もうひとつの世界、もう一人の自分。人と次元が交差する、壮大な星のドラマ」を煽りにしている。

## 概要
この作品は、1996年にスーパーファミコンのサテラビューで配信されたテキストベースのアドベンチャーゲーム『ラジカル・ドリーマーズ -盗めない宝石-』の中のマルチストーリーの1つ、「Kid 盗めない宝石編」（『クロノ・トリガー』の流れを汲むストーリー）を雛形としている。ただし、設定やストーリーの内容は一部共通する所があるものの、大幅な変更が加えられている。
発売から1年後の2000年11月30日には「スクウェアミレニアムコレクション」の第3弾として数量限定の特別版が発売され、2002年2月21日には廉価版『PS one Books クロノ・クロス』として再発売された。2006年7月20日には同じく廉価版「アルティメットヒッツ」シリーズの一つとして再び登場となった。2011年7月6日にはゲームアーカイブスでもPlayStation 3とPlayStation Portable向けに配信が開始された（2012年8月28日からはPlayStation Vitaにも対応）。
開発はスクウェア第3プロダクションが行った。本作はドリーム・プロジェクトによる企画ではないものの、前作でメインシナリオを手がけた加藤正人、音楽を担当した光田康典、グラフィックの本根康之など、多くの前作のスタッフが制作に携わっている。キャラクターデザインは結城信輝が参加。また、バトルプランニングは、プロデューサーの田中弘道が手がけた。
田中弘道は「鳥山明の世界を表現するゲーム」をスクウェア社内で最初に企画した人物であり、元来はその企画に「クロノ・トリガー」のタイトルが与えられていた。しかし、「諸々の事情」でその企画は「クロノ・トリガー」ではなくなり、形を変えて1993年に発売された『聖剣伝説2』となった。その後、1995年に実際に発売された「鳥山明の世界を表現したゲーム」である『クロノ・トリガー』の開発には田中が直接関わることはなかった。後に田中は、加藤正人が『クロノ・トリガー』の続編を作りたいとして立ち上げた企画（後述）にも参加している。
2022年4月7日に初のリマスター版『クロノ・クロス：ラジカル・ドリーマーズ エディション』が複数のプラットフォーム（Nintendo Switch、PlayStation 4、Xbox One、Steam）で配信。『ラジカル・ドリーマーズ -盗めない宝石-』も同時収録されている。本作に登場するキャラクターの顔イラストが一新されている。

## システム
『ファイナルファンタジーVII』や『VIII』と同様、一枚絵のフィールドを3Dポリゴンのキャラクターが動くスタイルを採用している。グラフィックスは原色を多用したカラフルなものが多い。ただし、本作では従来では見られなかったような技術が試みられている。

### グラフィック
PlayStationを始めとしたゲームハードおよびコンピューターによるCG表現では仕様上、画面上のポリゴン数に反比例してコマ数は減るのだが、本作では「変動性フレームレート」により、カメラアングルを計算した上で現在画面に必要な最小ポリゴンを割り出し、画面には映っていない不要なポリゴンを省いた状態でフレームレートが算出される。それによって、ポリゴン表示数の制約が緩和され、常に変動値上で最大限のフレームレートを設定できるようになった。結果、同ハードでは従来不可能だったポリゴン表示数と、滑らかな動きを兼ね備えた画像処理能力を得ることとなり、より凝った演出を実現している。また、グラフィックの処理のほとんどにC言語ではなく、アセンブリ言語を用いたことで処理速度そのものも大幅に向上している。
これは本作のバトルでカメラモードを「ダイナミック」に設定することで、キャラクター寄りの大胆なカメラワークによる迫力の演出をより堪能できる。一方で、カメラモードが「ノーマル」のままだとカメラが引きがちになるため、ポリゴン数の過多で従来よりも画面が荒くなったり、ディレイが起こったりするなどのデメリットを持っている。なお、カメラモードは初期設定ではノーマルであり、バトル中の敵選択時のみ変更可能な上、電源を切るとノーマルへとリセットされてしまう。セーブデータにも反映されない。
また、残像、環境テクスチャマッピング（ポリゴンに周りの背景が移り込む）、進化したパーティクル技術などによる徹底した作り込みが行われており、バトル画面はもちろん、一枚絵であるはずの2Dマップの随所がリアルタイムで処理されている。それによって質感や臨場感を演出しており、窓から入る日差しや水の流れや波紋、はたまた魚や虫などの小動物まで、本作の自然に溢れた世界を表現している。

### セリフ自動生成プログラム
本作はプレイヤーキャラクターが総勢45名と非常に多く、ある程度自由にパーティーを組むことができる。ただし、前作同様、一度に連れて行けるメンバーは主人公と仲間2名のみ。このため、どのイベントでどのキャラクターがパーティーにいても違和感なくシナリオが進行するように、キャラクターを自由編成可能なイベントの多くで、汎用のセリフにそれぞれの特徴的な一人称や語尾などを組み合わせて各キャラクター用のセリフが自動生成されるシステムを採用している。これにより連れている仲間キャラクターが誰であろうと多くのイベントで喋るようになっているが、自動生成である関係上、キャラクターのセリフが個別イベントとは異なる口調や不自然な文体になったり、言動などに矛盾が発生することもある。

### 世界間移動
複数の時代を股にかけた前作と異なり、本作は「ホームワールド（HOME）」と「アナザーワールド（ANOTHER）」の二つのパラレルワールドを行き来しながら冒険する。移動は一部例外を除き、「オパーサの浜」にある時空のゆらぎに対して「星色のお守り袋」を使用することでのみ行う。星色のお守り袋を手放したり時空のゆらぎが消えた状態など、移動が制限されるシーンもある。

### バトルシステム
前作同様、エンカウント方式はシンボルエンカウント（フィールド上の敵シンボルに接触すると戦闘に突入）だが、本作はシームレスバトルではなく、敵に接触すると敵味方が対峙した戦闘画面に切り替わる。バトルシステムは前作とは全く異なる「クロス・シーケンス・バトル」というシステムを採用している。
クロス・シーケンス・バトル
各キャラクターに「スタミナ」が残っている限り、いつでも誰からでもコマンド入力が可能という点が本作のバトルシステム最大の特徴である。母体プロジェクトを同じくする作品『ゼノギアス』を踏襲した弱、中、強の組み合わせによるコンボ攻撃や、それによって得られる一時的なエネルギー「パワーレベル」を消費して6属性の「エレメント」を使用する、戦略的で奥の深いものとなっている。バトルシステムのデザインを担当した田中弘道によると、『ファイナルファンタジーIII』の進化系とのこと。
属性
前作同様キャラクターにそれぞれ固有の属性が備わっているが、本作では通常攻撃からエレメント、固有技、敵モンスター、さらにバトルフィールドにまで例外無く備わっており、強敵に挑む際は属性の組み合わせを意識する必要がある。
属性は白・黒・青・赤・緑・黄の6色で示され、青なら水系、赤なら炎系といったように、それぞれの色に合わせた特徴を持っており、白と黒、青と赤、緑と黄でそれぞれ相反している。敵味方を含むキャラクター全員に「先天属性」という1色の属性が設定されており、自分と同じ属性の攻撃を使用すると効果が上がり、逆に相反する属性の攻撃が弱点となる。これらとは別に特殊な属性として虹色が存在し、こちらは属性の強弱に影響しない。
戦闘画面左上には、3つの枠で示された「フィールドエフェクト」が表示される。戦闘開始時にはその地形に合わせた属性色が配置されているが、敵味方がエレメントを使用する度に、使用された属性色が最新3個分までそこへ記録されていき、古い属性色は押し出されて消えていく。フィールドを同色に染めていくほどその属性が強化、逆に反属性が弱体化されていく他、全て同色で染め上げると後述の「召喚エレメント」を使用可能になる。虹属性は召喚エレメントを使う際にはどの色としても扱われるワイルドカード扱いとなる。
エレメント
技や魔法にあたる。個々のキャラクターに備わったエレメントグリッドにあらかじめ配置しておくことで、戦闘中にその効果を使用できる。誰にでも配置・取り外しができる「共有エレメント」と、特定キャラクター専用の「固有エレメント」があり、攻撃系、回復系、補助系の3系統にまとめられる。さらに、共有エレメントは通常、消費、トラップ、召喚の4種類に分けられる。
全てのエレメントには固有レベルとレベル幅が設定されており、あらかじめメニュー画面でそのレベルに応じたグリッドへ配置しておく必要がある。戦闘中はそのグリッドがセットされたレベル分の「パワーレベル」を消費して使用し、一度使ったエレメントはその戦闘中は再度使えなくなる（例えば、通常エレメントの「ヒール」を同一の戦闘において2回使用したい場合、「ヒール」を2カ所に配置しておく必要がある）。これは固有エレメントも例外ではなく、戦闘が終了すれば補充不能な消費エレメントを除いて配置されたエレメント全てが再度使用可能になる。なお、戦闘中に使用したエレメントを復活させ、再度使用可能にする効果を持ったエレメントも存在する。
戦闘終了後、味方のパワーレベルとそのキャラクターが装備している回復系通常エレメントが余っていれば、そのエレメントを使用して自動回復を行える。
通常エレメント
基本的な共有エレメント。攻撃系、回復系、補助系と多岐にわたる効果を発揮する。レベル幅が設定されたエレメントは、本来のレベルのグリッドより低い位置や高い位置にも配置でき、その「＋」「－」により威力が上下する。一部の強力なエレメントは「先天属性限定」に設定されており、その属性と同じ先天属性のキャラクターでなければグリッドに配置できない。
消費エレメント
消費型の回復系共有エレメント。メニュー画面でも使用でき、一度使うと無くなる。消費エレメントは装備すると1グリッドに最大5個同時にセットされ、同一の戦闘において1つのグリッドで5回まで使用できる。使用すると消費されてしまうため、戦闘後には数量の回復はしないものの、手持ちのストックから最大5個までグリッドへ自動補充される。
トラップエレメント
フィールドにトラップ（罠）を張り、敵の使ったエレメントを奪い取る能力を持った、消費型の補助系共有エレメント。消費エレメントと同じく1グリッドに最大5個までセットされ、発動すると成否にかかわらず1つ消費される。トラップエレメントは、「↓ヒート」のように対応した通常エレメントの名前を持っており、トラップを張った状態で敵が同名のエレメントを使用すると、そのエレメントを無効化した上で奪い取ることができる。トラップは敵が使用してくることもあり、この場合はどのエレメントに対応したものかは伏せられ、味方がそのエレメントを使った場合はグリッドから直接奪い取られ無くなってしまう。
召喚エレメント
先天属性限定の攻撃系共有エレメント。フィールドエフェクトが全て同じ色の場合（虹属性の混入も可）のみ発動でき、レベルスター（後述）を1つ消費して強力な召喚獣による攻撃を行える。召喚エレメントは特定イベントで入手できるほか、対応したトラップエレメントを張ることで特定の敵から奪い取ることができるが、敵味方合わせて1種類につき1つだけしか存在できない。たとえば、「ゴーレム」を味方が手に入れると、それ以降は敵にトラップで再び奪われるまでゴーレムを使う敵が一切いなくなる。
召喚エレメントで敵を倒すと、強力な装備の材料となる輝く素材が手に入る（ボスモンスターを除く）。設定的には「エレメントがモンスター化した」ものとなる。
固有エレメント
キャラクター固有のエレメントで、それぞれ個性的な効果を持つ。味方キャラクターの固有エレメントはレベル3、5、7のものがそれぞれ1つずつ存在しており、グリッドからの着脱はできない。最初から配置、またはレベルスター獲得時に自動習得するものがほとんどだが、一部のキャラクターはレベル7の固有エレメントをサブイベントで入手する者もおり、この場合は自分でグリッドに配置することになる。固有エレメントの内容はかなり多種多様で、キャラクターの個性を出しているものが多い。
連携技
戦闘中、特定のキャラクターの組み合わせかつ対象の固有エレメント同士が使用可能な状態では、前作『クロノ・トリガー』のように「連携技」が発動可能になる。前作同様に2人技と3人技が存在し、通常とは異なる連携技専用の性能を持つが、発動可能な固有エレメントの組み合わせはごく一部に限られている。連携技が使用可能な状況では、一時的に対象のエレメントが連携技のものに変化し、使用すると対象者全員のパワーレベルとスタミナを同時に消費し、連携技に使われた固有エレメントは全て使用済みになる。例として、セルジュの「ダッシュ斬り」とグレンの「ハードヒット」がどちらも使用可能な状態になると、両者の該当エレメントが一時的に「エックス斬り」に変化し、これを使用した後は双方ともに使用済みになる。

逃走
本作は原則的に、強制されるものを含め全ての戦闘から100%の確率で逃走可能である。戦闘中にエレメントを付け替えることはできないものの、戦闘離脱時に使用可能だったエレメントにより自動回復を行えるため、立て直しは容易である。ただし、その戦闘中にアイテムを盗んでいた場合は逃走時に必ず落としてしまう。また、ボス戦では逃げても行動範囲が制限される場合が多く（ボスマップから移動できない）、中には逃げた後メニュー画面が開けないうちに強制的に戦闘が再開してしまうものや、逃走後にマップ上で状態異常やダメージなどのペナルティを負うケースもある。逃走した際にボスキャラクターの台詞が発せられることがある。
性別
本作のキャラクターはごく一部の例外を除いて、敵味方問わず「♂」か「♀」の性別が設定されており、戦闘中にカーソルを合わせることで確認できる。味方キャラクターとほとんどのボスキャラクターは性別が固定されているが、ほとんどの雑魚敵キャラクターはどちらの性別も登場する可能性があり、その場合は基本的に♂の方がHPが高くなっている。「盗む」系のエレメントの成功率にも影響し、異性から盗む場合は成功確率が倍になる。
レベルスター
多くのロールプレイングゲームにみられる経験値によるレベルアップのシステムを廃し、ボス戦に勝利すると入手できる「レベルスター」をキャラクター全員が共有し、能力値が上昇するようになっている。また、通常のバトルに勝利した時にもステータスが少しずつ上昇するが、これはバトルに参加したキャラクターのみであり、各キャラクター毎に定められた各レベルスター入手後の上昇上限値まで達するとそれ以降は次のレベルスターを手に入れるまでステータスは上昇しない。どちらの場合も、バトル終了時に戦闘不能だったキャラクターは成長しない。いわゆるレベル上げをしなくてもある程度の強さを持ってゲームを進められるため、エレメントを駆使してバトルを有利に進めることで戦闘を極力回避しながら最後まで進めることも可能である。逆に言えば、「ある特定のボスが倒せない」場合に、延々と周辺の雑魚敵を倒しレベル上げをして撃破するという手段が取れなくなっている。
レベルスターは召喚エレメントを使用すると現在値が減少するが、キャラクターの強さ自体には関係せず、宿屋などに泊まれば最大値まで回復する（いわゆる召喚エレメント限定のマジックポイント扱い）。1周目では47 - 48個まで集めることができ、ゲームを何度も周回することで最大99個まで獲得できる（最短で3周）。
武器・防具の鍛造
本作では装備品を店で直接購入することはできず、手持ちの素材をもとに、「鍛冶屋」で料金を払って装備品を鍛造してもらうという、同年に発売された『ファイナルファンタジーVIII』の武器改造に近いシステムとなっている。このため、素材がない場合は装備を作ってもらうことはできない。装備品の材料となる素材は、宝箱やイベント、戦利品などで手に入るほか、店でアイテムを売却する代わりに素材へ分解してもらったり、不要なエレメントをトレードして手に入れることができる。ただし、ごく一部のキャラクターには専用の装備が用意されており、隠しイベントなどで入手できる。

### 2周目の特典
本作では、ゲームをクリアしてセーブするとそのデータは「コンプリートデータ」に変化し、そのデータをロードした場合は強制的に「強くてニューゲーム」か「強くてコンティニュー」からの選択となる（そのデータでクリア直前のプレイの続きはできなくなる）。1周目でラストバトル直前のデータに上書きするとそこからプレイできなくなるので、別のデータにセーブする必要がある。「強くてニューゲーム」は前作にもあった要素だが、以下のような違いがある。
強くてニューゲーム
そのコンプリートデータのレベルスターと一部を除いたアイテムおよびエレメントを引き継いだ状態で、最初からゲームをスタートできる。コンプリートデータから直接引き継ぐ方式のため、前作のように任意のセーブデータの内容を引き継いでの「強くてニューゲーム」はできなくなった。
強くてコンティニュー
コンプリートデータとは別個に、プレイ途中の「1周目のデータ（通常のニューゲームから開始したデータ）」を用意しなければ実行できない。指定した「1周目のデータ」のシナリオ進行状態を保ったまま、最初に選んだコンプリートデータのレベルスターを1周目のデータへ反映させ、アイテムとエレメントを追加できる（2つのデータが合体する）。なお、一度でもどちらかの「強くて〜」を行ってセーブしている2周目以降のデータ、およびコンプリートデータは「強くてコンティニュー」で読み込むことができない。
事前に、クリア直前の1周目のデータを上書きせず、コンプリートデータとは別に残しておくことにより、「強くてコンティニュー」とゲームクリアを繰り返すことで手軽にアイテムとエレメントを増殖させることが可能である。
また、上記どちらかを行った2周目以降のデータでは、以下の特典が追加される。
試作時間変速器
2周目以降は始めから「試作時間変速器」というアイテムを所持しており、R2ボタンを押している間は4倍速（バトル中は2倍速）、L2ボタンを押している間は1/2倍速に、すべてのバトル、移動、イベントの画面スピード、およびゲームの進行速度をリアルタイムでコントロールできるようになる。ただし、ムービー、ロード時間、およびエンディングの演出の一部分の速度は変更できない。
身代わりの護符
本作ではストーリー全編を通じて、主人公（セルジュまたはヤマネコ）をパーティーからはずすことが一切できないが、2周目以降は始めから「身代わりの護符」というアイテムを所持し、戦闘中のみ主人公の代わりに別のキャラクターを代理としてバトルに参加させることができる。
いつでも最終ボスへ挑戦可能
2周目以降は、最終ボスへの道筋とそれを開くためのキーアイテムが最初から存在しており、ゲーム開始直後から最終ボスを倒してエンディングを見ることが可能である。最終ボスを倒した時点でのストーリー進行の時期や選択したルートによって、後述の「マルチエンディング」へと分岐する。
過去に仲間にしたキャラクターの召喚
クロノ・クロスを入手後、カオスフィールドにあるスプリガンの家で使用すると過去の周回で仲間にしたキャラクター（キッド以外）を呼び寄せるイベントを起こせるようになる。全ての仲間キャラクター44名を同時に揃えるには最低3周以上プレイする必要があり、さらにツクヨミを呼び出せるようにするためには、ツクヨミが仲間にいる状態で一度ゲームをクリアしなければならない。
敵のHP強化（デメリット）
全ての敵のHPが1周目と比較して2倍になる。HP以外のステータスはそのまま。最終ボスのHPは20000になる上に、マルチエンディングの中にはセルジュ1人（ゲーム最序盤）で倒さないと見られないものもある。すべてのエンディングを見るためには一騎討ちは避けられない。
2周目限定イベント
2周目のみ入ることができる場所があり、特殊なボスと戦えるおまけイベントが発生するようになる。

### マルチエンディング
前作と同じくマルチエンディングが採用されており、普通にラストボスを倒すだけではスタッフロールとエンディングテーマしか流れないバッドエンディングになる。真のエンディングを見るためのヒントはゲーム中でさり気なく示される。また、2周目以降ではいつでもゲームクリアが可能になり、ストーリー途中のままクリアした場合、その後の展開が描かれるものからコミカルな内容のものまで、多数のエンディングが用意されている。

### リマスター版の追加・変更点
2022年4月7日に発売されたリマスター版では以下の要素が加えられている。
多言語対応
日本語に加えて英語、フランス語、イタリア語、ドイツ語、スペイン語にも対応しており、切り替えることが可能。
3Dモデル、フォントのHD化
グラフィックの向上に伴い、鮮明な描写が可能となっている。オリジナル版のものに切り替えることも可能。
なお、規制対策のためからラズリーやマルチェラの下着がドロワーズに変更されているなどの違いもある。
キャラクターイラストのリファイン
会話時に出るキャラクターの顔イラストが一新された。オリジナル版と同じく結城信輝が手掛けている。オリジナル版のものに切り替えることも可能。
楽曲のリファイン
オリジナル版と同じく光田康典が手掛けている。また、本作のためにランチャーメニュー用の新曲が追加されている。
画面比率変更
画面構成は4:3のままだが、画面タイプをノーマル（両側に黒枠）、フル（16:9に左右引き伸ばし）、ズーム（画面中央を25%拡大し、上下が僅かに見切れて両側に黒枠）の3種類から選べるようになった。
背景フィルター
フィールドグラフィックが滑らかに秒描写されている。
ゲームスピード変更
オリジナル版ではゲームクリア後から使えた機能だが、リマスター版では最初から使用可能。
エンカウントのON / OFF
OFFにすることで敵との戦闘を避けてじっくりと探索できる。移動中に任意切り替えが可能。
オートバトルのON / OFF
ONにするとキャラクターが自動的に通常攻撃して戦闘を行う。戦闘中に任意切り替えが可能。エレメント攻撃は手動で行う必要がある。
バトル強化機能のON / OFF
ONにすると敵からの攻撃をほとんど回避可能になり、エレメントレベルが常に最大になる。戦闘中に任意切り替えが可能。
『ラジカル・ドリーマーズ -盗めない宝石-』を収録
こちらも多言語対応で、グラフィックのリファインなどが行われている。

## ストーリー
『クロノ・トリガー』における"現代"から20年後にあたるA.D.1020年、前作の舞台となったゼナン大陸の辺境にあるエルニド諸島で物語は幕をあける（なお、この「エルニド諸島」は設定上、前作の舞台には登場しない地域である。理由は後述）。前作はタイムトラベルがテーマだったのに対し、今作はパラレルワールドをメインテーマに置いている。今作の舞台となる世界も前作の歴史変革後に生まれた無数の未来のひとつであるため、「クロノ・トリガー2」ではなく、「クロス」（「トリガー」とクロスする、別の「クロノ」）と銘打たれている。2つの世界ホームワールド（HOME WORLD）とアナザーワールド（ANOTHER WORLD）を行き来しながら物語が進む。以下、それぞれ「ホーム」および「アナザー」と表記する。
話が進むと、2つのパラレルワールドは、主人公・セルジュが関係した事件をきっかけに誕生したことが明らかになる。今作の舞台となる世界自体が未来のタイム・クラッシュの影響によってできたパラレルワールドであり、前作の主人公・クロノの世界から見るとセルジュの存在する世界はイレギュラーとなる。さらに別の現象から分岐した複数の時間軸が存在し、それらを絡めながらのシナリオ展開となっているため、作中に登場するすべての時間軸を正確に把握しないとストーリーの理解が難しい。
シナリオ、世界設定は複雑で、またゲーム内で提示される情報も限られているので、前作をプレイしたかどうかによらず、すぐに理解するのは難しい。前作をプレイしたものにしかわからない単語が後半になるほど増えていき、伏線が明かされるクライマックスで前作と交差することとなる。ゲーム内で明示されず、『アルティマニア』などの関連書籍でしか明かされていない細かい設定も多い。
前作と同じく、ゲームの進行度に合わせてシナリオタイトルがセーブデータに表示される。
0. 古の砦 夜の幻影にさまよいて
プロローグ。セルジュは見知らぬ仲間と共に謎の砦に乗り込む夢を見る。そこで彼は、自らの手で金髪の少女をナイフで刺すという悪夢染みた光景を目の当たりにする。
通常はセーブが行えないため、このシナリオタイトルのみゲーム中では表示されない。なお、取扱説明書のセーブデータの解説画像にてこのタイトルが使用されている。
1．はじまりは 潮風そよぐアルニ村
エルニド諸島の辺境、漁村アルニ村。朗らかな村人たちに囲まれて生まれ育ったセルジュはある日、幼馴染のレナにトカゲの鱗を取ってほしいと頼まれる。
2. オパーサの浜 遥か時の呼び声
トカゲの鱗を約束の数集めたセルジュは、待ち合わせ場所の浜に行く。そこで何者かの声に「セルジュ」と名前を呼ばれる。その時、彼は不思議な光に身を包まれた。
3．アルニ村 懐かしき見知らぬ友よ
忽然と浜から消えたレナ。セルジュが村に戻ると、村人たちは口を揃えて他人扱いし、冷たく接してくる。さらにはレナまでセルジュのことを初対面であるかのように言い出し、「10年前に溺れ死んだ友達」に似ていると言い出す。
レナから友達の墓にお参りに行ってほしいと言われ、セルジュは風鳴きの岬へ向かう。
4. 風の岬 いとしき思い出の形見に
レナに教えられ、「レナの友達」の墓にやって来たセルジュ。その墓は「海で溺れ7歳で亡くなったセルジュ」のものだった。それを見た時、突然背後から現れた男たちに亡霊呼ばわりされてしまう。
彼らはカーシュ、シュガール、ソルトンという3人組だった。あわや連れ去られそうになるセルジュだったが、そこへ旅の娘キッドが助太刀に入る。彼女の姿はセルジュが夢で見た金髪の娘そのものだった。
ここでキッドを仲間にしなかった場合、レナとポシュルがパーティに加わる。
5．港町テルミナ 栄光の龍騎士団
3人組を撃退した後、セルジュたちはアルニ村を離れ大都市テルミナへ向かう。そこでセルジュはカーシュという男がアカシア龍騎士団の一員であるという話を聞く。
アカシア龍騎士団はエルニドの領主である蛇骨大佐が率いる治安維持組織。なぜアカシア龍騎士団が自分を狙うのか探るべく、セルジュたちは領主が住まう蛇骨館へと潜入する。
6．蛇骨館 過去への鍵をもとめて
蛇骨館に待ち受けていたのは、数々の罠と屈強な騎士たち。そして「時の預言者」と名乗る謎の老人だった。彼はセルジュを知っているような口ぶりで「ここはセルジュが住んでいた世界ではない」と言い出す。
10年前、セルジュが海で溺れた時「セルジュが助かった世界」と「セルジュが死んだ世界」の二つの世界が生まれてしまったという。その後、セルジュたちは「ヤマネコ」と名乗る男と遭遇。キッドは彼を一方的に敵視し、戦闘になる。
ヤマネコを打ち倒すも、それは彼の偽物であるカゲネコだった。その時セルジュは、「龍の涙」を通じてどこかの施設が黒い何かに包まれて行く光景を見て体調不良を起こしてしまう。
劣勢の中、ヤマネコの影に囲まれるセルジュたちだったが、キッドは蛇骨の娘リデルを人質に取る。蛇骨大佐は取引を提案するが、キッドは「信用できない」と跳ね除ける。次の瞬間、ヤマネコはリデルを無視して攻撃を敢行。もともとリデルに危害を加えるつもりがなかったキッドはリデルを庇って負傷し、海へと落下してしまった。そしてヤマネコはセルジュに向けて手を差し出し、「共に来るのだ。時の刺客、クロノ・トリガーよ」と告げた。だが、セルジュはその手を掴むことなくキッドの後を追い、海へと飛び込んだ。
7．ガルドーブ さざなみに誘われて
運び屋コルチャの助力で蛇骨館から脱出したセルジュたち。だが、キッドが突然高熱を出し寝込んでしまう。彼女はヤマネコの攻撃で負傷した際に毒を受けてしまっていた。
キッドを助けるか、諦めるかを選択した後、セルジュはここが自分の知る世界とは違う「並行世界（もう一つの世界）」ということを本格的に知る。
キッドを見捨てる選択肢をした場合、グレンとドクを仲間にすることができる。
8．隠者の小屋 もうひとりの剣士
ヤマネコと蛇骨たちは古龍の砦へ向かったらしい。コルチャのボートを借りたセルジュだが、そこに騎士グレンが現れる。
グレンのアドバイスにより、知り合いであるラディウスがいるという隠者の小屋へ向かったセルジュだが、ヤマネコの従者を名乗る道化師の少女ツクヨミから襲撃を受ける。
これを撃退したセルジュたちはラディウスの助言をもらい、古龍の砦へとボートを動かす。
9．海の悪夢 亡者のうたう船歌か
深い霧の中、セルジュたちが出会ったのは不気味な幽霊船だった。しかし、それは蛇骨大佐に反乱を起こした海賊たちの船「天下無敵号」だった。
海賊の頭目ファルガにより囚われの身となってしまったセルジュたちだったが、今度は本当に船内に幽霊が現れ海賊たちが襲われてしまう。
幽霊たちの親玉を倒したことでセルジュは感謝され、海賊たちと和解をする。
10．水龍の島へ 何処に眠る青の龍
古龍の砦につながる死炎山の赤き力を抑えるため、セルジュたちは水龍の力を借りようする。水龍の島でキッドは「自分がいた孤児院をヤマネコによって焼き払われ、姉同然に大切な人を奪われたと」と、自分とヤマネコの因縁の一端を語る。
水龍の力により死炎山の内部へと入ると、アカシア龍騎士団四天王のカーシュ、ゾア、マルチェラが立ち塞がる。
3対3の戦いはセルジュたちが制し、四天王は撤退していった。
11．古龍の砦 古の龍たちが夢の跡
ようやくたどりついた古龍の砦。そこにはかつて夢で見た光景が広がり、最上階には過酷な運命がセルジュを待っていた。
激闘の末、蛇骨大佐を打ち倒し、ヤマネコを追い詰めたセルジュたち。しかし、ヤマネコは「龍の涙」を用いた儀式を行い、自分とセルジュの精神を交換してしまった。「ヤマネコ」となったセルジュは仲間たちから攻撃を受ける。
「セルジュ」の手でトドメを刺されそうになるが、なぜか彼が「ルッカ」の名前を知っていたことからキッドが不審を抱き、詰問する。直後、本性を現した「セルジュ（ヤマネコ）」によりキッドはナイフで刺されてしまう。
セルジュが見た夢の光景が現実となってしまった瞬間だった。そしてヤマネコと化したセルジュは、セルジュと化したヤマネコの手により葬られた。
12．次元の狭間 さまよえる魂たちよ
ヤマネコによってカオスフィールドに飛ばされたセルジュは、魔族の老婆スプリガンの助けを借り、そこから抜け出そうとする。
そこへ道化師の少女ツクヨミが現れ、セルジュを翻弄しつつも「今はあなたがヤマネコ様だから」ということで仲間に加わった。
13．闇からの帰還 新たなる旅立ち
無事元の世界に戻ったセルジュ。もう一つの世界のヤマネコの動向を知るため、セルジュは次元を超えようとする。
14．失われた扉 孤立する世界と人と
オパーサの浜の次元の揺らぎは消えていた。道を失ったセルジュはアルニ村へ戻ることにする。だが村長ラディウスは、ヤマネコとなったセルジュの姿を見るなり一方的に「敵」と見なし攻撃を始める。
これを押し返したセルジュはラディウスに自分の正体を語り、邪悪さが感じられないということから信用を受ける。
15．テルミナ 龍騎士団の光と影
ホームの蛇骨館は消失していた。地下室にはパレポリ軍のエリート部隊「黒き風」の隊長イシトがいた。彼は「ヤマネコ」を知っており、セルジュに色々と話を聞かせてくれた。
ヤマネコは「凍てついた炎が神の庭にある」という話をパレポリ軍に話し、協力関係を結んだという。しかし、この世界のヤマネコと蛇骨大佐たちは神の庭に向かったまま行方不明となっていた。
この世界の神の庭は、今では死海と呼ばれていた。周囲は猛毒の珊瑚礁に囲まれ、入り口はないという。死海へ渡る方法をマブーレの亜人に聞くため、セルジュたちは船を入手しにテルミナを訪れる。
16．マブーレ 人外の者たちの村にて
マブーレは廃村と化していた。住んでいた亜人たちは、今は海上歓楽街ゼルベスというところに住んでいるらしい。
ゼルベスにてマブーレの賢者と接触したセルジュたちだが、彼はとぼけて話すら聞いてくれない。挑発に乗って、やむを得ず強硬手段に出たセルジュたちは賢者をねじ伏せ、死海に入る方法を聞き出すことに成功した。
17．血塗られた魔剣 グランドリオン
死海の入り口である「死の門」は赤き魔剣グランドリオンに封印されていた。グランドリオンを退けるため、聖剣イルランザーを手に入れなければならない。
イルランザーは亡者の島に安置されていた。そこにはラディウスの親友ガライの墓があった。かつてグランドリオンを手にしたことで狂気に取りつかれたラディウスは、ガライを手にかけてしまい、イルランザーを墓標としていた。
ガライの亡霊がセルジュたちの前に現れ、ラディウスを裏切り者と罵る。そしてイルランザーを手にするための試練として襲い掛かってきた。これを退けたセルジュたちは、イルランザーを持ち去ることを認められた。
18．死海 神に見捨てられた地にて
聖剣の力により魔剣は姿を消した。死海へと渡ったセルジュたちを待っていたのは、全てが停止した滅びの世界だった。
時が止まったようになっている海の上を歩き、セルジュたちは亡霊のように変わり果てたアカシア龍騎士団の姿を目の当たりにする。やがて一行は「滅びの塔」へと辿り着く。そこにいたのは、レナの父親であるミゲルだった。
オパーサの浜の次元の揺らぎを復活させるためには、ミゲルを倒さなければならない。苦闘の末、ミゲルを倒したセルジュたちは、星の外からやって来た生命体「ラヴォス」について教えられる。さらにこの世界のアカシア龍騎士団は全員死亡しており、死海に取り込まれてしまったことも教えられた。直後、何者かの声が聞こえ、凍てついた炎を渡すまいと死海を消滅させられてしまう。脱出に間に合わなかったセルジュたちを救ったのは、六龍神のリーダー格・天龍だった。天龍は去り際に、六龍神に会い、神の庭へ向かうように言い残した。
19．復活した扉 世界よ震えて沈め
死海から戻ると、オパーサの浜の次元の揺らぎが復活していた。再びホームからアナザーへと渡るセルジュたち。もう一つの世界ではセルジュの姿をしたヤマネコが反乱を起こしていた。
20．蛇骨館ふたたび! 囚われの敵
アナザーの蛇骨館はパレポリ軍によって占拠されていた。囚われたリデルを助けるため、セルジュはかつて敵対したゾア、カーシュと手を組むことになる。
パレポリ軍はリデルを尋問し、姿を消した蛇骨たちのことを白状させ、凍てついた炎のことを聞き出そうとしていた。間一髪のところでセルジュたちはリデルを救出する。さらには洗脳されていたコルチャのおじ・オーチャを助け仲間に加える。蛇骨館を脱出しようとするセルジュたちだが、そこへ人造人間ギャダランが立ち塞がる。
ギャダランを破ったものの、今度は戦闘兵器アディオスがセルジュたちを追撃する。だがセルジュたちの「強さ」に魅せられたギャダランによってアディオスは大破。この世界のイシトの協力もあり、セルジュたちは蛇骨館を脱出した。
21．急襲!! かなしみの追撃者
リデルたちと隠者の小屋へと逃れるセルジュ。そこには負傷した蛇骨大佐と付き添いのマルチェラがいた。リデルを助けたことで信頼を受けたセルジュは、蛇骨たちと和解を果たす。彼らもヤマネコに利用されていたに過ぎなかった。
その時、何者かが小屋を急襲する。外で待っていたのは離れ離れになったキッドだった。そして、その隣には「セルジュ」がいた。既に小屋は彼が率いるモンスターたちによって包囲され、逃げ場はなかった。
キッドは入れ替わっていることを知りながらセルジュを「ルッカの仇」として刃を向ける。窮地に立たされたセルジュたちを救ったのはファルガだった。
22．神の庭へ 閉ざされた時を超えて
ファルガの船まで撤退したセルジュは、キッドと冒険した日々に思いを馳せる。そしてツクヨミの言葉に従い、本来の姿を取り戻すべく行動を起こす。
ガルドーブにはもう一つの「龍の涙」が安置されていた。これを使えば元の姿に戻れるかもしれないが、巫女スティーナは龍神たちに認められた証を示さないと持ち出しは許さないという。
龍神たちとの戦いを乗り越え、スティーナの協力を得たセルジュは龍の涙の持ち出しを許される。妨害に現れたヤマネコを撃退し、セルジュはついに本来の姿を取り戻す。ヤマネコは去り際に「神の庭へ来い」と言い残していた。今度こそ決着をつけるべく禁じられた海域、神の庭へ向かう。
23．時の審判 運命の女神のほほえみ
神の庭に入るには死海の入り口を開く必要があった。龍神たちに認められたセルジュは、彼らの力により神の庭へと足を踏み入れる。
神の庭の中央には不思議な施設「クロノポリス」が鎮座していた。その深部には凍てついた炎が保管されており、そこでヤマネコことフェイトが待ち受けていた。
14年前、神の庭に迷い込んだセルジュは凍てついた炎と接触していた。その際に発動したガード・システム「プロメテウス」により、炎はセルジュしかアクセスできなくなってしまった。
ヤマネコの正体はこのクロノポリスのメインコンピューター「フェイト」。彼は炎を我が物にするべくセルジュの肉体を奪った。偽物が本物に勝てるわけがなく、凍てついた炎を巡る戦いはセルジュが制した。
こうしてすべての黒幕と思われたフェイトは消滅した。その時、キッドは凍てついた炎へと近づき、この世界の真実の一端を語る。クロノポリスの正体は1万年前、ラヴォスによって遠い未来から呼び出された時間研究施設だった。古代に生きるラヴォスは、未来の自分が少年たちに滅ぼされることを知る。そこで1万年先の未来から自身の欠片である「凍てついた炎」を呼び寄せ強化を目論んだ。それに巻き込まれる形でクロノポリスは過去へと飛ばされてしまった。
さらにクロノポリスの存在に危機を感じた「星」そのものが並行世界の未来から呼び寄せたのが龍神の造物主である龍人たちであった。遠い昔に殺し合った人と龍はこの次元においても過酷な生存競争を繰り広げ、結果、フェイトが龍神に勝利。龍神は凍てついた炎によって六つに分割され、封印された。その力を利用してフェイトが作ったのがエレメントであった。フェイトが倒れ、封印を解かれた龍神たちは次元を超えて合流し、合一。本来の姿へと戻った。さらにはツクヨミによって凍てついた炎が持ち去られてしまう。すべてはセルジュたちにフェイトを倒させ、龍神の封印を解かせるための策謀だった。利用されたことに気づいたセルジュたちだが時すでに遅く、龍神の復活に伴い、彼らの本拠地である「星の塔」が息を吹き返した。本来の姿を取り戻した龍神は人類に対する復讐を始めようとする。そしてキッドは昏睡状態となり目を覚まさなくなってしまった（キッドを助けるかどうかは任意。またこのイベントをこなさなくてもゲームクリアは可能となっている）。
24．星の塔へ 時の木霊に縛られて
龍神の復讐を止めるべくセルジュは空に浮かぶ要塞「星の塔」へ向かうことに。星の子の宇宙船に眠っていた装置をボートに取り付け、飛行能力を獲得。最後の決戦の地へと飛翔する。
25．クロノ・クロス 宿命の交わる時
星の塔は真の名を「ディノポリス」といった。その正体は、別の時間軸（並行世界の未来）から飛ばされてきた龍人の未来遺跡だった。龍神とは彼らが生み出した生体マシン（星のエネルギーの集合体＝プラズマ生命体）であった。
数々の真実を突きつけられながら、セルジュたちは塔の最上階を目指す。
最上階で待ち受けていたのは、凍てついた炎。そして合一した龍神こと「時を喰らうもの（時喰い）」だった。死闘の末、セルジュたちは龍神を打ち破る。龍神は「我は真に目覚める」という言葉を残し、星の塔から去って行った。そこへ予言者を名乗る老人、理の賢者ガッシュが現れる。あの「時を喰らうもの」は分身に過ぎず、本体は別の場所に潜んでいるという。そして凍てついた炎もまた、セルジュにオパーサの浜にて新たな時を紡ぐようにと言葉を残し姿を消した。
その時、すべての時間を喰らい、はじまりにもどす者が別時空で動き出した。セルジュたちは、未来の命運を懸けた最後の戦いへと赴く。
26．すべての夢みるものたちのために
新生命体「時喰い」、遠い未来で世界の時を止めるもの。すべての夢見るものたちのために、セルジュは星の音をつむいでいく。
時を喰らうものとは、前作『クロノ・トリガー』で少年たちに倒された「ラヴォス」が進化したまったく新しい生命体。様々な歴史の中で「無念を抱いて倒れて行った生命」を取り込み続け、今の形になったという。
龍神たちも1万年前にフェイトに倒された際に取り込まれており、このまま放置しておけばやがて目覚め、時空を喰らい尽くして歴史を滅ぼしてしまう。無念で構成された時を喰らうものを倒す方法はただ一つ。セルジュが「クロノ・クロス」を用いて憎しみと悲しみを浄化させるしかない。セルジュは凍てついた炎と接触したことによりラヴォス（時を喰らうもの）とのリンクが可能となっていた。このことから「調停者（ラヴォスと星の生命体の争いを調停する者）」となったセルジュは、その力とクロノ・クロスを用いて時を喰らうものを倒し得る唯一の存在となっていた。
時を喰らうものには龍神だけではなく、1万年前に繁栄していた王国ジールの王女サラも取り込まれていた。そのサラが14年前、セルジュの泣き声に導かれ、分身としてこの時代に遣わせたのがキッドであった。
遠い未来にて時間の研究をしていたガッシュは、時喰いによって世界が滅ぼされる未来を知る。しかも時喰いを唯一倒せる存在であるセルジュは、ヤマネコによって命を奪われてしまっていた。そこでガッシュは過去へ飛ぶことで歴史を変え、未来を救うという計画「プロジェクト・キッド」を発動させた。セルジュがたびたび見る「海岸で振り返るキッド」は、海で溺れた自分を助けてくれた「未来からやって来たキッド」の姿だった。これが二つの世界が誕生した理由である。
セルジュの生きる意味、それは時喰いを浄化してサラを解放させ、世界を救うことにあった。
セルジュが用いたクロノ・クロスによりサラたちはその悲しみと憎しみを癒され、時喰いと共に一つの夢へと還元された。こうしてホームとアナザーの世界は完全に分離。仲間たちもそれぞれあるべき世界へと帰って行った。
キッドは別れ際に「おまえがいつの時代、どんな世界で生きていようとも、必ず会いに行くから……」とセルジュに誓いの言葉を残していた。
時を遡ったセルジュは記憶を失い、レナと一緒にオパーサの浜を訪れた時間へと戻された。これからセルジュは、ガッシュの「計画」が関与しない人生が始まる。

## 世界設定

### 舞台
エルニド諸島
本作の舞台。周囲を岩礁に囲まれた閉鎖的な海域であり、大陸から入植者が現れるまでは自然に満ちた亜人や動物たちの楽園だった。現在は多くの人間と少数の亜人が生活しており、各地には龍人（龍の民）が遺したとされる遺跡や遺物が見られる。人々は海に近い地域に住んでいることもあり泳ぎに秀でているのが特徴。最初の入植者は1万年前、「神の庭」からやってきた人々と言われている。後に大陸からも入植者たち（蛇骨大佐の祖先）が現れ、100年前に入植を終えた。現在は蛇骨大佐が領主としてエルニドを治めている。名目上、エルニド諸島はパレポリの領地だがアカシア龍騎士団の存在もあり、迂闊に手が出せないでいる。
まだ龍人がいた頃、エルニドには「龍神信仰」なるものが存在しており、各属性を司る6匹の「龍神（六龍神）」が自然界のバランスを保っていると伝えられてきた。そのため龍神を崇拝するのは、ごく自然な行為となっていた。しかし龍人はいつしか姿を消し、その龍神信仰も現在では廃れ、ガルドーブの民が信仰を続けるのみとなっている。
実はこのエルニドとは、元々は何もない海域だったが1万年、古代のラヴォスがA.D.2400からクロノポリスを、それに対抗するべく「星」がA.D.2400の並行世界から龍人（アザーラの子孫）を呼び寄せた末に形成されたものである。1万年前はエルニド全体が「神の庭」と呼ばれ、龍人と亜人たちが共存して暮らしていた。しかし、クロノポリスとの戦争に敗北し龍人は絶滅。さらに後述のフェイトが龍神（龍人の自然制御マシン）たちを封じたため、フェイトが住まう海域が新たに「神の庭」と呼ばれるようになった。作中で呼ばれる「神の庭」は後者を指す。
タイムパラドックスによって歴史が変わり自らの消滅を恐れたフェイトは、クロノポリスの研究者たちの記憶を抹消し、次々と創り出した人工島に原住民として住まわせた。この時にエルニド本島を始めに土龍の島、水龍の島、黒龍の島などが創られたことがクロノポリスの残留思念から聞ける。後に大陸からの入植者たち（蛇骨大佐の祖先）が原住民を退けてエルニドに入り、こうして今の形になったのが「エルニド諸島」である。このため龍神からすれば、エルニドの人々は自分たちの居場所を奪い取った簒奪者（の子孫）に当たる。それに加え、原始時代に滅ぼしたはずの種族でもある（龍神たちの並行世界では人類との生存競争に勝利しているため）。マルチエンディングでは龍神率いる亜人によってエルニドの人々が駆逐されるというものも存在する。
これらの設定上、このエルニド諸島は前作の舞台には存在しない地域となっている（前作ではただの海だった）。詳しくは後述の年表を参照のこと。
モチーフになったのは現実のフィリピンのパラワン島にある同名のエルニドだが、設定上の関連はない。

### 地名
詳細設定は『クロノ・クロス設定資料集』や『クロノ・クロス アルティマニア』から表記。マップは前作同様に移動用のエリアマップ上を移動し、ダンジョンや町などの施設に入る。島間の移動には船を使う。エルニド本島はさらに拡大マップがあり、数箇所ある船が接岸できるポイントから行き来する。トカゲ岩や溺れ谷、死炎山などの通り抜ける形式のダンジョンは、基本的に一度通り抜ければそれ以後はダンジョンマップに移らずに素通りできるようになった。
アルニ村
辺境の漁村。主人公セルジュの故郷。ゲーム的には最初の村であり、プレイヤーの冒険はここから始まることになる。
南国情緒が溢れる漁村であり、人々は木と藁で造った高床住居で暮らしている。ホームではラディウスが村長になっているが、アナザーではラディウスが隠居しているためゴンジーが村長になっている。終盤のアナザーでは、ダークセルジュの破壊活動に対し村人たちはゴンジーの家に避難してしまう。そのため村長の家に入ることはできなくなる。レナを連れて行っても、モンスターが化けているかもしれないということで拒否される。
穏やかな漁村だが、亜人に対して排他的な一面があり、セルジュがヤマネコの姿で訪れた際(住民はセルジュだと気付いていない)には住民の反応が冷たいものとなる。
トカゲ岩
最初に訪れるダンジョン。オパーサの浜の近くにある。オトナ大トカゲ、コドモ大トカゲという珍しいモンスターがうろついている。このモンスターから採れる虹色のウロコで作ったアクセサリーが、ホームのアル二村の女のたちの間で流行している。
体験版ではここをクリアすると終わってしまうが、それまではキッドとグレンがPTに入って手助けしてくれる。またオトナ大トカゲの出現方法が本編と異なる。
オパーサの浜
幼少のセルジュとレナが「約束」を交わした場所。そして10年前、セルジュの生死を分けた場所。アナザーのセルジュはここで溺れ死んだが、ホームのセルジュは時を駆けたキッドに救われ生存している。
ゲーム的には並行世界を移動するための要となる場所。また最終ボス「時を喰らうもの」がいる時の闇の彼方にはここからしか行けない。クロノ曰く「天使も迷う場所」。
風鳴きの岬
アル二村の近郊にある岬。セルジュとキッドが「再会」した場所となる。アナザーではセルジュの墓が建てられており、序盤でここにキッドを連れて行くと隠しイベントが起こる。
ヒドラの沼
アル二村の近郊にある、ヒドラという珍しいモンスターが住まう沼地。ホームとアナザーで様相が大きく異なっている。
ホームでは、まれに龍族の亜種と言われるヒドラの姿が見られ、妖精ドワッフたちもここで暮らしている。ヒドラの血、肉、骨などすべての部位が病気や怪我を治す効果を持つ。これらは高額で取引されており、密猟者の存在によりヒドラの個体数が減少。妖精ドワッフたちは人間を敵視している。ヒドラが現存しているため、浄化作用が生きており、下記のアナザーのような汚染は発生していない。
アナザーでは、度重なる密漁によりヒドラが絶滅し、主を失ったことで浄化作用が喪失、汚染が進んだ結果、沼から毒素を含んだガスが吹き出すようになった。今やまともな生物の住めない危険地帯と化し、モンスターが跋扈している。また、住んでいたドワッフや滅びたヒドラの亡霊が出没することもある。
龍神の滝
アル二村と古龍の砦の中間に位置する滝。母なる星と龍神を奉った聖なる地であり、かつて龍族はこの地で星の力を集めてエレメントを生成していたという。しかし、大陸の人間がエルニドへ入植するようになってから龍神信仰は薄らぎ、この場の存在も忘れられていった。フェイトを倒した後、龍の涙の破片を組み合わせることでクロノ・クロスを生成できる。
ホームのラディウスの回想ではこの地でグランドリオンをガライと共に発見し、ラディウスはガライを切り殺してしまうことになる。
溺れ谷
アル二村とテルミナの境目にある谷。
テルミナ
エルニド最大の港町。首都的な役割を果たしており、エルニドの経済はここを中心に回っている。大陸文化の影響が強く出ており、アルニ村やガルドーブとはまったく異なる町並みが広がる。近郊には領主が住む「蛇骨館」がある。
ホームではパレポリ軍の占領下にあり、都市は活気を失いつつある。アナザーでは蛇骨大佐が健在であるため、活気のある都市となっている。
『設定資料集』によれば、元々は集落だったという。蛇骨大佐の祖先がエルニドの原住民を退け、入植した際にこの集落の長となり、統治の意味も込めてアカシア龍騎士団（自警団）が結成された。
蛇骨館
領主である蛇骨大佐とその娘リデルが住む館。アナザーでの内部はアカシア龍騎士団が警護している。正門には屈強な騎士「ルートヴィッヒ」が警護についており、ピエールを仲間にするルートで戦うことになる。
ホームでは3年前、蛇骨大佐らが行方不明となった後、崩落し廃墟と化している。『アルティマニア』によれば、「落雷かパレポリの内偵が起こした事故で焼失した」とのこと。
蛇骨館・崖
蛇骨館の北側にある切り立った崖。アカシア龍騎士団が常に監視しており、不審者を見つけると投石攻撃を行う。アルフを仲間にするルートで訪れることになる。
影切りの森
鬱蒼とした森で、各所にモンスターが徘徊している。日がまったく射さず、影ができないことからこの名前がついた。森の奥にある地下水脈には蛇骨館に入るための通路が存在する。スラッシュを仲間にするルートで来ることになり、四天王のゾアと戦うことになる。
ガルドーブ
龍を奉る海上の村。人間と亜人が上手く共存している珍しい場所。海の上にある関係上、桟橋には常に数隻の船（ボート）が停泊している光景が見られる。村には「龍の社」があり、中には龍の巫女が守る秘宝「龍の涙」が安置されている。アナザーではディレアが村長を務め、ホームではディレアが亡くなっているため後任のスティーナが長となっている。
マブーレ
人間により住む土地を奪われた亜人たちがひっそりと暮らす場所。エルニドでも辺境と言われている。洞窟や岩をくり抜いて作った住居が見られる。
ホームでは亜人たちは生活のためにファルガが設立した海上娯楽都市ゼルベスに移り住んでおり、透明化したエフトが徘徊する状況に陥っているが、特定条件を満たすと人と亜人が共存する町として復興を果たすことができる。アナザーでは亜人たちの町として存続しているが、人間を非常に毛嫌いしており、一度でも人間を連れて来ると住民の反応が冷たいもとなる。逆にパーティメンバーを亜人のみで訪れた場合は普通に接してくれる。
かつては「黒龍の島」と呼ばれていた模様。
ゼルベス
ホームにある海上移動娯楽都市。船そのものが娯楽施設となっており、人によっては一度乗ったらなかなか降りることができないという。スタッフとして働く亜人たちの姿が見られる他、下部にある「グランドスラム」ではモンスター同士の闘技場が存在する。
海賊船・天下無敵号
アナザーにおける「ゼルベス」の姿。こちらは海賊となったファルガがキャプテンを務めており、蛇骨大佐に反旗を翻した者の集まりとなっている。終盤ではアナザーにおけるセルジュたちの拠点となる。
隠者の小屋
小さな孤島にある小屋。かつてラディウスとその親友ガライが修行場所として使用していた。アナザーでは隠居したラディウスの住居となっている。
死炎山
火山。古龍の砦に行くためにはここを通り抜ける必要がある。
古龍の砦
序盤における大規模なダンジョン。龍族が遺したと言われる古代建造物。現在でも装置が稼働している珍しい場所。マシンナリーを守護者としたモンスターの姿などが見られる。
カオスフィールド
この世界にはないもう一つの世界。死者たちの魂がここにやってくることもあり、住民たちはいずれも生きている者ではない。しかしスプリガンやセルジュのように生者の姿も見られる。
亡者の島
元々は普通の島だったが、ラディウスが海に流した魔剣グランドリオンがここへ流れ着いた結果、その影響により亡鬼が闊歩する魔境と化した。ホームでは深部の岬にガライの墓があり、ダリオ（アナザー）はアナザーにおけるこの場所で命を落としている。
水龍の島
自然が多く残る孤島。妖精ラズリーの故郷がある。ホームでは水龍が現存し、水と緑が豊かな妖精たちの居住地となっているが、作中では人間に住処を追われたドワッフたちに襲撃され、多大な被害を出す。
アナザーでは水源が減少し、木々も枯れ果てた姿となっている。
土龍の島
砂漠が広がる島。島内には洞窟があり、主にここの探索がメインとなる。ホームでは砂漠地帯となっているが、アナザーでは砂の減少により剥き出しの荒れ地となっている。
世界のへそ
世界の中心にあると言われる孤島。周囲は断崖絶壁に遮られ、空路でなければ立ち入ることができない。
海月海
三つの大岩が海上から突き出し、トライアングルを形成している不思議な海域。海の底には「光る何かがある」と言われている。実は星の子たちが乗ってきた（墜落した）宇宙船がある。
死海
ホームにある、猛毒を含んだ珊瑚礁に囲まれた危険な海域。「死せる海」、「魔の海域」、「龍神に呪われた地」とも言われており、エルニドで最も立ち入ってはいけない場所として語られている。しかし、噂とは裏腹に内部に入った者はおらず、どのような状態なのか一切不明。死海に入るためには「死の門」を通る必要があるが、ここは魔剣グランドリオンから放たれる瘴気によって封鎖されている。内部には「凍てついた炎」が眠っているとされる。
ホームでは10年前までは神の庭と呼ばれていた。しかし、セルジュが生存したことで死海化してしまった（理由は後述）。内部は海と壊れた建造物くらいしかないが、海面は時間が止まったようになっているためここを歩いて移動することになる。所々にある建造物群は、ラヴォスによって呼び寄せられた未来の建造物（と地域）である。そのためここは「未来の時間」が流れている。
ホームのアカシア龍騎士団は、「凍てついた炎がある」というヤマネコの言葉に従ってここを訪れたが、現在はほぼ全員が死海に取り込まれ、亡霊のような状態となって彷徨っている。そのため触れることも会話することできない。
死海の光景は「殺された未来の復讐」が実現されたのを端的に表したもの。セルジュが時喰いを解放せず取り込まれた結果、覚醒した時喰いによって時空を喰らい尽くされた（時間が止まり世界が滅んだ）ことを示している。また、死海のコンピュータ端末には地殻調査のレポートがあり、ラヴォスが世界を滅ぼすことを示唆するような内容となっている。
A.D.2400年の廃墟であるため、現実世界よりも遥かに近未来的な建造物の廃墟が広がっており、中心部に辿り着くまでに「ハイウェイ廃墟」と「都市廃墟群」を通過する必要がある。中心部にはタイムクラッシュの爆心地であり、同年代のあらゆる建造物が混ざり合ったような異質な建物「滅びの塔」がある。死海全域は残留思念や暴走したロボット類が徘徊する危険地帯となっている。
死海化した際にホームのフェイトは消滅したため、アナザーのフェイトはこの次元に干渉することができなくなった。そのため新たな管理者としてミゲルを置いた。後にミゲルが倒された後、セルジュたちに凍てついた炎を渡すくらいならばとフェイトによって死海は完全に破壊された。
滅びの塔（タイムクラッシュ爆心地）
死海の中央に鎮座しており、「未来の建造物」がまるで溶けて入り混じったような場所。未来のデパート、地下鉄のステーション、劇場、図書館などの廃墟で構成されている。「殺された未来」が集う場所でもある。最深部には前作の舞台の一つ、リーネの広場があり死海の管理者となったミゲルがいる。ミゲルが語る「殺された未来」とは、『クロノ・トリガー』本来の歴史のこと。即ち、ラヴォスによって滅ぼされるはずだった未来のことである。セルジュが時喰いに取り込まれると結果として時間が止まり、歴史が滅ぶ。クロノたちがラヴォスを倒したという歴史も消えるため、「殺された未来の復讐」が実現してしまう。
神の庭
アナザーにおける死海。そして、フェイトが住まう海域一帯を指す言葉。中央には時間要塞クロノポリスが鎮座している。上述の死海と同様、ここも「未来の時間」が流れている。こちらはセルジュが死亡しているため「殺された未来」が反映されず、施設が現存している。神の庭に入るには「神の門」を通る必要があるが、六龍神たちによって封印されているため通常の手段では進入できない。
実は、1万年前まではエルニド諸島全体が神の庭と呼ばれていた。当時は龍神たちが暮らす領域だったが、フェイトによって龍神たちは封印されたため、クロノポリス側に奪われることとなった。そのため現在は、フェイトがいる海域を神の庭と呼んでいる。
時間要塞・クロノポリス
A.D.2400年の平和な時代に中央政権により設立された研究施設。ガッシュが魔法の知識と未来の科学を掛け合わせ、時に関する研究を続けた結果設立された。深部には「凍てついた炎」が保管されている。
クロノたちによりラヴォスが倒され、1999年の「破滅の日」が訪れなかった時間軸に存在し、セルジュたちの時代からは遥か未来の施設であるため、本島は「未来遺跡」とも表示される。正式名は「クロノポリス軍事研究センター」であり、表向きは軍事技術開発を行っているとされているが、実際には時間に関する研究を行っている。分岐したホームとアナザーのことも知っており、ラヴォスに関する研究も行っていた。しかし、ラヴォスに関しては常に流動的なデータしか観測できず、そのすべてを解析することは不可能だった。反時間転移の実験を行い、成功すれば時間を制御できるというところまで来ていたが、失敗したことでこの時間へ着てしまう。初代責任者および設立者はガッシュ。中枢コンピュータ「フェイト」が管理している。
凍てついた炎を用いた時間制御実験を行った結果タイム・クラッシュが発生し、施設および職員もろともB.C.10000へと飛ばされてしまう（ラヴォスが凍てついた炎を呼び寄せた際に巻き込まれた）。人類による崩壊を恐れた星は、クロノポリスに対抗するために別次元から龍人たちの未来都市ディノポリスを召喚。激しい戦闘の末にフェイト=クロノポリス・人類側が勝利し、以後フェイトが人類の守護者としてエルニド全体を統括していくことになる（クロノポリスが過去に飛ばされたことに関しては、違う時間軸で自らが滅ぼされることを知ったラヴォスが自らの運命を切り開くためにクロノポリスを呼び出したことが示唆されている）。
その後、クロノポリスとフェイトはエルニドに人工島を次々と作りだし、捕らえた龍たちと自然エネルギーを利用してエレメントを開発。運命の書の端末をエルニド中にばら撒いた後に研究員たちの未来に関する記憶を消去し、エルニドで生活させた。つまり作中に登場するエルニド海の人々はクロノポリスの研究員たちの子孫である（蛇骨大佐のように大陸から入植者もいる）。
ホームでは死海化しているため、アナザーにのみ存在し、現在では神の庭と呼ばれている。クロノポリス内に存在する青半透明の職員たちはタイムクラッシュが起きた際に施設内で働いていた研究員たちの残留思念である。設立理由はサラを解放し、時喰いの恐怖から歴史を守るため。
天龍の島
龍神の一体、天龍が住むと言われる場所。長い階段を登った先には草原を切り取ったような平地が広がる。一見すると自然が多く残る場所だが、実際には島そのものが龍人の未来都市（城）となっている。大部分が海の下に沈んでおり、天龍の島と呼ばれているのはこの都市の最上部である。
星の塔 / ディノポリス
本作における事実上のラストダンジョン。天龍の島の正体。1万年前、フェイトによって龍神と共に封印されていたが、龍神の復活に伴い息を吹き返した。
ラヴォスが呼び出したクロノポリスに対抗すべく「星」自らが並行世界のA.D.2400年から召喚した龍人（アザーラの子孫）たちの未来都市（城）であり、真の名は「ディノポリス」。別の時間軸におけるクロノポリスに相当する存在であるが、「星」と生きることを選んだためか内部構造は大きく異なっている。外観は大地を削って作ったような長方形であり、上部から竜の翼のような突起が伸び、高度の飛行能力を持つ。このためセルジュたちは内部に侵入するため、星の子の技術を用いてボートを改造した。
六龍神と同じく6つのエレメントを司るプラズマ生命体のボスモンスターが内部を守っており、登場するボスの数もこれまでのダンジョンの比ではないくらい多い。一度クリアすると「星の塔・再生」という名称になり二度と入ることができなくなる。
なお、内部で巨大な顔が出てくるが、これはゲーム的には科学者の一人という扱い。初期段階では特定のキャラクターになるはずだったが、ボツになったという。
アナザーエデンにも同名のダンジョンが登場している。
時の闇の彼方
ラストバトルの舞台。「時を喰らうもの」の本体が潜む、始まりも終わりもない場所。オパーサの浜から「時のたまご」を使用することで行くことができる。「時のたまご」を使用した瞬間にラストバトルになるため、内部を探索することはできない。
次元の狭間
隠しダンジョン。この世界にあるいくつかの狭間の一つで、様々なモンスターと戦うことができる。ダンジョンというよりは闘技場に近く、内部を探索するタイプではない。「巨大スペッキオの部屋」には2周目以降でなければ入れない。
軍事国家パレポリ
大陸にある軍事国家。実際のゲームではこの国に行くことはできない。A.D.1005年に滅亡したガルディア王国に代わり実権を握った。エルニド諸島は名目上、パレポリの領地ということになっているがアカシア龍騎士団の存在があり手が出せない（兵隊を送り込めない）でいる。接触してきたヤマネコと手を組み、神の庭にある凍てついた炎を狙っていた。アナザーでは蛇骨館にスパイを送り込み諜報活動をさせ、ホームでは蛇骨大佐らがいないためテルミナに兵隊を送り込んで占拠していた。

### キーワード
50音順に記載。
アカシア龍騎士団（Acacia Dragoons）
本作の序盤における敵対組織。領主である蛇骨大佐に仕えており、アナザーの騎士団はセルジュを拉致しようとしていた。ホームでは3年前から主だった団員が行方不明となっており、蛇骨館は焼失している。元々はテルミナ守護のために組織された自警団だが、現在は凍てついた炎を求める蛇骨大佐諸共ヤマネコの傀儡になっている。
エルニド諸島は名目上、パレポリの領地であるため要請があれば友軍として駆けつける義務がある。20年前の戦争では蛇骨大佐を始めに猛者たちが参戦し、アカシア龍騎士団の名を知らしめた。飼育されている「竜」に騎乗して戦うという独自の戦闘スタイルを持っており、竜の機動力を活かした戦い方は侵略軍も迂闊に手が出せないほど（このためパレポリもテルミナに兵隊を送り込めなかった）。設定資料集によれば、竜の飼育は馬よりも難しく、竜に騎乗するのが許されるのは騎士団でもごく少数とのこと。
『設定資料集』によれば、蛇骨の祖先（初代領主）が集落テルミナの長に任命された際、エルニド諸島を統治する意味で結成されたという。なお、蛇骨の祖先は入植者の一人であり、エルニドの原住民たちを退け、その功績によってテルミナの長に任命されたとのこと。
『ラジカル・ドリーマーズ』に登場したほぼ同名の組織が由来だが、そちらでは「アカシア竜騎士団」という表記になっており、登場する団員の個人名が異なるほか、蛇骨大佐を含め団員の多くは既に死亡している。
凍てついた炎（The Frozen Flame）
エルニドに伝わる伝説の宝。あらゆる傷を癒し、どのような夢をも叶えると言われている。さらには時間操り、望みを叶える力を持つと言われるが、その力を使いこなせる者は限られることから、使用者を選ぶかのようであるため「意志を持つ生ける石」と呼ばれる。また燃えるように赤く輝く外見から「輝く炎」との異名も持つ。
その正体は、星の外からやってきた鉱物生命体ラヴォスの欠片。「凍てついた炎」とはラヴォスの欠片の総称。であり、エルニド以外にも多くの欠片が存在する。特にA.D.2300にエルニドで発見された炎は強大な力を秘めており、劇中ではキッドはこれを「真の凍てついた炎」と呼称している。本作の争点となるのはこの「真の凍てついた炎」である。人類の祖先もこれに触れることで異常進化（作中では「進化」ではなく「変化」とも表現される）し、異常な速度で脳が三倍まで膨れ上がったとされる。
前作の原始時代にて、赤い珍しい石「ドリストーン」として重宝されていたものと同種のものとされているが、ドリストーンの方は太古の昔であるB.C.6500万年、ラヴォスがまだ空高く浮かぶ星であった頃からも存在が確認されており、『アルティマニア』のコラムでも「凍てついた炎」と「ドリストーン」は別個に分けて記載されている。とりわけ、ラヴォスの力を利用して建国、繁栄を極めた古代魔法王国ジールの国民は、ドリストーンを最大限に利用。魔神器、サラのペンダント、グランドリオンなど、ドリストーンによる産物は多岐にわたる。
劇中の争点となる秘宝「凍てついた炎」は、A.D.2300のエルニドにおいて発見された、炎の中でもとりわけ強大な力を秘めた代物で、接触したもののDNAを書き換える力まであるといわれている。クロノポリス軍事研究センターでの時間研究に利用されており、それが作中世界でラヴォスにタイム・クラッシュでクロノポリスが引き寄せられる原因となる。
本ストーリーはこれを巡る者たちの闘いを描いており、クロノポリス深部に保管されていた。しかし、フェイト製作時にガッシュが仕掛けたプログラム「プロメテウス」により、セルジュ以外のアクセスを受けつけないようになっていた。ヤマネコ（フェイト）はこれを攻略するためにセルジュの肉体を奪い、その末に本来の姿を取り戻したセルジュに敗れた。その間隙を突いて今度は龍神（時喰いの分身）が行動を起こし、ツクヨミと合一するべく呼びかけた。その際、龍神は危険な炎を人の手に渡すことを危惧し、ツクヨミが持ち去ってしまった。最終的にラストダンジョンでの戦いで龍神が撃退された後、炎はセルジュにオパーサの浜で時のたまごを使うように言い残し、姿を消した。死海にも凍てついた炎が眠っていたが、こちらはフェイトによって死海ごと消滅させられている。
『アルティマニア』によれば、ワヅキとミゲルが神の庭を訪れた際に聞いた声は、凍てついた炎の声（炎の思考を二人が言語化したもの）によるものとのこと。また同著では、「ラヴォスは人類にとっての母（人類を進化させた）」という旨を述べている。このため「人間は星とラヴォスの子」と述べており、ツクヨミに関しては「龍と人の子」として人類との懸け橋的存在であったという。
『ラジカル・ドリーマーズ』に登場する同名の秘宝が由来だが、そちらではヤマネコが所持していた。
イルランザー（Einlanzer）
アカシア龍騎士団の猛者たちが受け継いできた、その象徴である白き聖剣。古代の龍人によって鍛えられ、邪気を払う白の聖剣として人々に知られる。ガライ、ダリオと継承されてきたが、ホームではダリオの死後行方知れずとなっている。実はラディウスに発見され亡者の島に安置されていた。アナザーではダリオの遺体と共に発見され、歴代のアカシア龍騎士たちの魂が眠る墓地に墓石代わりに突き立てられている。ストーリー中盤、邪気を放つようになったグランドリオンに唯一対抗できるアイテムとして登場する。装備品としてはグレンのみ装備可能となっており、進行によってはホーム・アナザー双方を入手して二刀流にすることも可能。
グランドリオン（グランドリーム）が星の外から来たラヴォスの力であるのに対し、イルランザーは星と共に生きた龍人が生み出したものとなっている。
『ラジカル・ドリーマーズ』に登場した同名の聖剣が由来。大まかな設定も（龍人に関わる部分を除いて）同一である。
運命の書（Record of Fate）
セーブポイント。エルニドの各地に点在する。
日常のあらゆることを記録し、これからのことを「お告げ」として教えてくれる。「お告げ」は運命であり、逆らうとよくないことが起こると言われている。エルニドの民の中には、この「お告げ」を聞かないと不安で仕方がないという者もいるほど。
その実態は、フェイトが人類を監視・管理するために仕掛けた端末。世界の情報を収集すると同時に利用する人間の脳に直接指示をインプットし、当人の気付かぬうちに取るべき行動の暗示をかけていた。さらに直接脳に働きかけ、性格や感情までも支配している。タイムパラドクスによって歴史が変わり、フェイトが自分たちの消滅を恐れたことで運命の書は作成された。アルティマニアによれば、エレメントと同時期に創られた模様。
アナザーワールドでは完全に機能していたが、ホームワールドでは死海形成後に運命の書へのフェイトのアクセスが不可能となり、データ受信が精一杯となる。以降のホームワールドはフェイトの制御から離れ、アナザーとは違う歴史が形成されていくことになる。
エレメント（Elements）
装備するだけで誰でも魔法のような力が使えるアイテム。このためエルニドでは重宝されている。世間的には赤、青、黄、緑、白、黒の六属性が存在していることになっている。世界各地から掘り起こされており、希少価値のあるものは高値で取引されている。逆に価値の低いものは安値で売られ、日用品として使用されている（設定資料より）。この世界に登場する「モンスター」は、廃棄されたエレメントが生物の死骸に影響を与えた結果生まれたものとなっている。エレメント自体がモンスターになるケースもあるが、こちらは「召喚エレメント」と呼ばれており、主人公たちの力となってくれる。
考古学の権威フォン・ド・ヴォー博士は、「エレメントは遥か一万年以上も前、惑星外生命体によって運ばれてきたエネルギー発生チップ」と述べている。間違いではないが正しくもなく、その実態は自然界のエネルギーを引き出し、利用するための器。1万年前、フェイトが分割・封印した龍神たちの力を利用して創り上げたものである。本来ならば人類が暮らすには次元には存在しない、並行世界（龍人）の力である。詳細は龍人の項を参照のこと。
実は上記の六属性以外にもう一つ、失われた第七の属性「虹」も存在する。こちらは「クロノ・クロス」のみが対象となっている。
グランドリオン（日本版：Grandleon、北米版：Masamune） / グランドリーム（日本版：Grandream、北米版：Mastermune）
かつて勇者が振るい魔王を打ち倒したと言われる、使い手によってその性質を変化させる剣。前作では聖剣としての面が表に出ていたのに対し、本作では呪われし赤き魔剣としてセルジュたちの前に立ちはだかることとなる。
大陸で発見された際、狂気に駆られたラディウスがガライを殺害。正気を取り戻したラディウスによって海へと流され、やがて流れ着いた島を「亡者の島」へと変貌させてしまった。それから時を経て、亡者の島へと調査にやって来たダリオが手にしたことでカーシュに襲い掛かり、反撃されたことでダリオは海へと落とされる。その後、グランドリオンはヤマネコによって回収された。ホームでは死海の入り口を瘴気で塞ぐために安置されたが、アナザーでは行方不明。
物語終盤に戦える隠しボスを倒すことで邪気を祓われ、剣に宿る精霊グランとリオンが目覚めたことで本来の性質を取り戻す。さらに長姉ドリーンが協力することでセルジュの「シースワロー」と融合し、セルジュ専用の最強武器「グランドリーム」となる。このイベントを終えたままストーリーを進めると、クロノ・クロスを使わずともキッドを助けるイベントが起こせる。
素材を集めることでこれより一段上の威力の武器を入手可能ではあるが、グランドリームはすべてのタイプに特効という特徴を持つため、強攻撃が常にクリティカルになるなどセルジュ専用の実質的な最強武器である。ただし終盤のイベントをこなさないと入手できないため、周回プレイには引き継げない。なお、このグランドリームとは、前作で新生グランドリオンと金の石を装備して繰り出す隠し三人連携技の名称と同じである。またグランドリオン（のもとになった赤きナイフ）や魔神器も「ドリストーン」を用いられている。時喰いが負の感情や無念で構成された存在であるのと同じく、『クロノ・クロス』でもこのグランドリオンは使い手を負の感情で支配し狂わせるという特性を持つ。
前述の通り、凍てついた炎はラヴォスの欠片の総称。即ち、グランドリームは凍てついた炎が武器になったものと言える。
劇中では語られないが、魔剣と化した理由は『クロノ・クロス設定資料集』によると、「悪しき者たちの邪気にあてられ、持ち主の負の心を増幅させる暗黒の魔剣となりはてた」とのこと。
クロノ・クロス（Chrono Cross）
エルニドに伝説として語られる不可思議な力。その正体は、失われし第七の属性「虹」を司る究極のエレメント。アイテム欄では「クロノクロス」と表記される。
その力は星の音である6つのエレメントを束ね、聞く者の憎しみと悲しみを癒す。調停者であるセルジュだけが使える無念を晴らす力であり、時喰いを倒す唯一の方法である。龍神の滝は特殊なパワースポットであり、太古の昔、龍族はこの場を利用してエレメントの生成を行っていたという。龍族が利用していたエレメント生成技術、ヤマネコとセルジュの儀式によって砕け散った龍の涙の破片「憎しみの涙の破片」、「愛の涙の破片」を組み合わせることでクロノクロスが生み出される。文字通りホームとアナザー、二つの世界にある破片が「交差（クロス）」したことで誕生した。
なお、クロノポリスの研究員は「DNAの記憶は、詩であり、音楽でもある。アデニン、グアニン、シトシン、チミン……、リズムとメロディ。生命は、永遠の音楽のなかで夢をみているのではないだろうか？」と考え、凍てついた炎は自らが内包するメロディにより触れた者のDNAを書き換えるのでは？と推測している。
クロノ・トリガー（Chrono Trigger）
作中で何度かセルジュに送られた言葉。時喰いを倒しに行く際はクロノから「新たなるクロノ・トリガー」と呼ばれた。例外としてガッシュは「時のたまご」をクロノ・トリガーと呼んでいる。
古代王国ジール / 魔法王国ジール（The Kingdom of Zeal）
古代に存在し、繁栄を遂げた一大国家。原始の猿たちが凍てついた炎（ラヴォスの欠片）に触れたことから異常進化（変化）し、魔法なる力を得た末に建国された。しかし、女王ジールがラヴォスの力を利用しようとした結果、目覚めさせたことで攻撃されジールは崩壊。その際に発生した次元の歪みに飲み込まれ、王女サラや三賢者たちは行方不明となった。
世間的には存在そのものが疑われている伝説上の国家とみなされており、A.D.2400年以降のクロノポリスでも実在したという証明はできないでいる。
殺された未来（A future that was eliminated）
劇中で何度か出た言葉。ラヴォスによって滅ぼされるはずだった未来、つまり『クロノ・トリガー』における本来の歴史を指す。だがクロノたちによってラヴォスは倒されたため、この未来は回避された。生まれることなく抹消された歴史。故に「殺された未来」なのである。しかし、セルジュが時喰いに取り込まれると時間が止まり、ラヴォスが倒されるという歴史がなくなってしまう。滅びの未来は避けられないものとなり、「殺された未来の復讐」が実現する。そしてそれは「時間が止まる＝すべての歴史が滅ぶ」ことを意味する。この破滅の道連れとも言うべき結果が「殺された未来の復讐」なのである。
死海の光景は「殺された未来」を示したもので、セルジュが時喰いを解放せず取り込まれる可能性が高いことを暗示したもの。しかし未来は流動的なものであるため、あくまで「この時点では」ということに過ぎない。
サラのペンダント（日本版：Sarah's Pendant、北米版：Schala's Pendant）
キッドが所持しているアクセサリー。前作にも登場した「古代のペンダント」と同じもの。赤き石ことドリストーンで作られており、時間に働きかける力を持つ。サラがキッドを誕生させる際に「自分とは違った人生を歩んでほしい」という望みと共に託したもの。キッドが瀕死になった時、少しだけ時間を戻して安全な場所へ移動させ、傷も治す。
一方で、このサラのペンダントは、次元の渦に飲まれて分身を作ったサラの手から一度離れ他者の手に渡った後、ガルディア王国に代々伝わり前作のマールのものになったともされており、劇中でもこの伝承の一部をカーシュが語っている。
タイム・クラッシュ（Time Crash）
A.D.2400のクロノポリスにおいて行われた、凍てついた炎を用いた時間制御実験（反時間転移）の結果引き起こされた現象 。これによりA.D.2400に存在したクロノポリスがB.C.10000（1万年前）へとワープすることになった。これが本作の時間軸の始まりである。星の塔にてガッシュはこれを予期せぬ事態であったと弁明している。しかし、ルッカは「ガッシュは流れ着いた未来で全てを知ってしまった」と計画的であったことを述べている。『アルティマニア』においてはルッカの意見の方が正解である、と記述されている。理由としては、まだセルジュたちに真実を話す時ではないとガッシュが判断したからとのこと。
調停者（炎に選ばれし者）（Arbiter）
劇中でミゲルがセルジュに送った言葉。凍てついた炎を通してラヴォス（が進化した時喰い）とリンクし、ラヴォスと星の生命の争いを調停する者を指し、作中ではセルジュがこの調停者として選ばれている。時喰いへのリンクが可能なため、併用してクロノクロスを用いれば時喰いを構成する負の感情を晴らすことができる。調停者は絶大な力を手にするが、それを時喰いを構成する負の感情の還元に向けなかった場合、セルジュ自身が時喰いと同化する危険性を持つ。劇中ではセルジュのみが「調停者」と呼ばれているが、『アルティマニア』によれば魔神器を操ったサラもそれに近い存在であったとされると記されている。
『ラジカル・ドリーマーズ』ではセルジュではなく、凍てついた炎に魅入られたリデルがこれに近い立ち位置となっている。
時を喰らうもの（時喰い）（Time Devourer）
本作の最終ボス。劇中では「時喰い」とも呼ばれる。
A.D.1999に倒されたラヴォスが様々な歴史の中で無念を抱いて死んでいった者たちの生命と同化することで誕生した新種の生命体。時の闇の彼方に巣食い、目覚めた暁には時空を喰らい尽くし時を止めてしまうと言われている。この存在（特にサラ）を察知したガッシュが、プロジェクト・キッドを立ち上げることとなった。
時を喰らうものが目覚める方法は二つ。一つは、このまま無念を抱いた生命を取り込み続けること。もう一つは、調停者であるセルジュが同化してしまうこと。セルジュが時を喰らうものを解放しない場合、やがて時喰いに取り込まれる運命にある。ホームに形成された死海は、セルジュが時喰いに取り込まれる可能性が高いため「滅びの未来」が暗示されたもの。逆にアナザーではセルジュが死亡しているため死海は存在しないが、遠い未来にて時喰いが目覚めればすべては無に帰す。セルジュが時喰いを解放しない限り未来はない。
ラストダンジョンにも「時を喰らうもの」がいるが、こちらはこの次元にて活動するための仮初の肉体。本体はあらゆる生物の無念が結集された負の塊であるため、通常の手段では倒すことができない。ラストダンジョンに登場する「時を喰らうもの」を倒しても事態の解決にはならず、セルジュたちは時の闇の彼方に巣食う本体に戦いを挑むことになる。
時を喰らうものを倒す方法はただ一つ。時喰いへのリンクが可能な調停者セルジュが究極のエレメント・クロノクロスを用いること。それは星の音である六つのエレメントを一つに束ね、聞く者の憎悪を晴らす。これを用いてサラたちの心を救うことで真エンディングとなる。クロノクロスを用いず倒した場合はイベントが起こらず逃げられてしまい、エンディングだけが流れるバッドENDとなる。ただし2周目以降はマルチエンディングが流れる。
ゲーム上、本体の性別は「♀（女性）」と表示される。『アルティマニア』では、こちらは「進化形態」もしくは「進化体」と表記されている。
時を喰らうもの（分身）（Dragon God）
龍神の本来の姿だが、その実態は龍神の本体が1万年前にフェイトに敗れた際、無念のあまり時喰いに取り込まれたもの。凍てついた炎によって封印されていたがフェイトが死んだ後、封印から解かれた六龍神とツクヨミが合一したことで復活を遂げた。劇中ではこちらを指して「龍神」とも呼称される。ラストダンジョンで戦うことになる実質的なラストボスだが、龍神そのものは既に上述の時喰いに取り込まれているため時喰いの分身体と化しており、この姿はこの次元で活動するための仮初めのものに過ぎない。そのためこれを倒しても事態の解決にはならず、「時を喰らうもの」本体が動き出したためセルジュたちは時の闇の彼方に巣食う本体を倒しに行くことになる。自我を持っており人格や言葉遣いなどは天龍に近く、人間に対する憎悪はとりわけ激しい。2周目からは、こちらを倒さず先に時を喰らうもの本体を倒した場合、分身体が亜人たちを率いてエルニド諸島の人々を駆逐するバッドエンドとなる。
1万年前のクロノポリスとの戦いで敗れた龍神は、その無念から既に時喰いに取り込まれていた。
『アルティマニア』では、こちらは「初期形態」と表記されている。
人間 / 人類（Humans）
原始時代にいた「猿」がラヴォスの欠片に触れたことで異常進化した存在。星の外からやって来たラヴォスの力（魔法）を得ているため、この星においては異質な存在とされる。これらの事情から劇中やアルティマニアでは、「人類はラヴォスの子」と表記されている。龍人たちからすれば「星を喰らい尽くす（自然を破壊する）」天敵として見られており、大陸部でも人間国家が自然を破壊しながら急速に都市部を拡大していることからドワッフたちからも「進化の異端種」として強く敵視される。さらには未来世界からクロノポリスが出現した際にも、星が危機を感じたことから星にも快く思われていない様子。
ネオ・シルバード（北米版：Neo Epoch）
遠い未来にて理の賢者ガッシュが完成させた小型のタイムマシン。彼はこれに乗ってセルジュたちの時代へとやってきた。作中で姿を見ることはできるが、搭乗はできない。
フェイト（FATE）
本作の黒幕的存在。"運命の書"を通してエルニドの人々を導く役割を持つ。劇中では「神」または「運命」とも呼称される。
その正体は、A.D.2300に既に完成されていた「大型試作機マザー・ブレイン」を取り込んで誕生したマザーコンピュータで、時間要塞・クロノポリスの全てを管理している。歴史が変動するとタイムパラドックスによりフェイト自身が存在できなくなる可能性があるため。記録された歴史どおりに人々が行動するようアナザーのエルニド諸島のすべての事象を管理していた。元々はホームのエルニド諸島も管理していたが、10年前の死海形成によりフェイトの介入が不可能になり、データ受信が精一杯となっていた。そのためホームのミゲルを管理者として置いた。A.D.2400のエルニド海域において発見された凍てついた炎を用いて、人間と敵対する龍人の生きたプログラム（龍神）を弱体化させて6つに分け（これがエレメントの属性である）、管理していた。
エルニドの人々は未来人（研究員）の子孫でもあるため、フェイトはエルニドの人々を愛しつつ導いていた。しかし、いつしか炎の中に人間への羨望と歪んだ愛憎を抱き、己の目的のために炎を利用せんと考えるようになった。なお、フェイトのベースとなったマザーブレインは、（未来が書き換えられたために同一のものではないが）前作での荒廃した未来世界に登場する中枢コンピュータ「マザーブレーン」に当たる存在。前述のマザーブレーンは「人類を排除し、機械が統べる理想の世界」を実現しようとしていたのに対し、フェイトは「人と機械が融合した新たなる種の誕生」を夢見るようになった。これは「あらゆる願いを叶えると言われる」炎を守護している内に「夢を見るようになった」ことが理由として挙げられている。
劇中より14年前、磁気嵐によりクロノポリスのシステムがダウン。この隙に漂着したワヅキが炎に導かれ、ワヅキが連れていた瀕死のセルジュが炎に接触。セルジュが抱いていた死のイメージ（ヒョウ鬼）がワヅキを変化させ、フェイトは息子の死に怯え精神状態が不安定だったワヅキの精神に入り込んだ。またこの時、調停者としての権利がセルジュに移ると同時に、システム・プロメテウスが起動。これによりフェイトは炎へのアクセス権を失った。ワヅキ親子はアルニ村へと戻ったが、フェイトは完全にワヅキの精神を掌握、ヤマネコとなった。プロメテウスのプログラムを停止させるべく、手始めにセルジュを殺害。しかしそれでもプロメテウスが機能していたため、今度は接触してきたツクヨミと手を組み、製作者であるルッカと交渉するも決裂。その後、拉致・殺害した。これも失敗に終わり、最後の手段としてセルジュが炎に接触する時まで待つことにした。その後、ヤマネコと名乗りエルニド諸国で暗躍することとなる。またルッカ殺害のため孤児院を焼き払ったため、キッドに怨まれ追われることとなった。
パレポリ軍と手を組む一方で、蛇骨大佐の友人として取り入り地盤を固めつつ、セルジュがアナザーに来た際はカーシュらに命じて身柄を拘束しようとしたがキッドの介入により失敗。そこで今度はまんまとセルジュを古龍の砦までおびき寄せ、龍の涙を用いた儀式によって肉体を入れ替えた。
基本的にヤマネコのベースはワヅキであり、フェイトそのものとは異なる（プログラムとしてのフェイトはクロノポリスに存在しており、ヤマネコが指示をして操るシーンがある）。後にセルジュへと憑依することで、フェイトの精神はさらに複雑な感情を生み出し、その思想と行動は混迷を極めることとなる。彼は一貫して「生きる意味、理由」といったものをセルジュに対面するたびに問い続けるが、人としてその生を終える最期の時まで、その答えを見出すことは叶わなかった。最終的に本来の姿を取り戻したセルジュに敗北。神が死ぬという事実に驚愕しながら消え去った。彼の行動原理は炎を手にいれ「人と機械が融合した新たなる種の誕生」を目指したもの。そしてエルニド諸島の人々が違った歴史を歩み、未来が変化することで自分の消滅を恐れたことによるもの。結果的に「自分が消える」という歴史が誕生することとなった。
セルジュたちによって人類の守護者たる「運命」が倒れ、星の塔（ディノポリス）の封印が解かれて龍神たち（星）の復讐が始まった。
二つの月（Double Moon）
この世界には月が二つ存在する。理由はタイム・クラッシュによって未来世界から月もやってきてしまったため。月そのものはストーリーに絡まないが、タイム・クラッシュが起こったことを暗示する伏線的なものとなっている。
プラズマ生命体（Elemental Dolls）
星のエネルギーの集合体であり自然そのもの。作中では六龍神やラストダンジョンで登場する「ドル」の名を冠するボスたちが該当する。ラストダンジョンのボスたちは、戦闘のたびにセルジュたち人間に対する怨み言を述べている。
プロジェクト・キッド（Project-KID）
時喰いの覚醒を阻止することを目的として、ガッシュにより計画されたプロジェクト。具体的には、キッドに助けられたセルジュが調停者として覚醒し、時喰いを解放することで未来を救わせることを指す。調停者を生存させ、時喰いを解放させるために、アナザーからホームへの分岐は計画的に行われ、時喰いを浄化する唯一の手段であるクロノ・クロスを誕生させることとなった。すべてが終わった後、時を超えたキッドが10年前に海で溺れそうになるセルジュを救うことになる。劇中にたびたび挿入される「海岸で振り返ったキッドが微笑むムービー」は、助けられたことを覚えていたセルジュの記憶である。
未来にいたガッシュはある程度の事象を把握しており、『アルティマニア』によればラヴォスによるタイム・クラッシュやクロノポリスとディノポリスの戦争などもすべてプロジェクトのために仕組まれたものであったという。
プロメテウス（Prometheus）
前作『クロノ・トリガー』でクロノたちがラヴォスを倒した後、その一人であるルッカ・アシュティアが仲間の「ロボ」に対する想いから完成させた、機械の暴走防止用のセーフティ・プログラム。自我を持つシステムでもあり、人格は前作の登場人物「ロボ（本名：プロメテス）」に酷似しているが、システム自体は別物。ルッカと同じ思想を持つガッシュが、これを密かにフェイトに組み込んだ。なおPS版以降の『クロノ・トリガー』のエンディングムービーにて、ロボによく似た小型のロボットがルッカと共に登場している。
凍てついた炎に対するアクセスを遮断する役割を持っており、このためフェイトは炎に対するアクセス権を失ってしまった。凍てついた炎と接触し、「調停者」となったセルジュでなければ炎が保管された部屋に入れない。ヤマネコはこれを攻略するためセルジュの肉体を奪い、凍てついた炎を前にしてフェイトにプロメテウスの抹消を指示。こうしてプロメテウスは消去された。フェイト自身が自らの意志でプロメテウスを排除しなかったのは、プロメテウスの存在に気づいても瞬時に記憶を削除するコードが最優先で発令されていたためとヤマネコは推測している。このため機械のフェイトではなく、分身であるヤマネコが指示を下した。
星色のお守り袋
キッドからセルジュに託されたもの。キッドが仲間にいない場合はツクヨミの手から渡される。二つの世界を移動するための最重要アイテム。
中にはキッドの恩人である「あの人（過去の時間へ飛んだセルジュ）」が落とした木彫りのペンダントが入っている。そしてもうひとつ、ルッカが創った「時のたまごの試作品」が収められている。この作用もあり、セルジュは二つの世界を自由に行き来することが可能となる。
マジカル・ドリーマーズ（MAGICAL DREAMERS）
エルニドで知らない者はいないとまで言われる、圧倒的な人気を誇るビジュアル系バンド。メンバーはボーカル兼リーダーのスラッシュ、メインダンサーのミキに加え、そのバックで踊るユウとミイ、雑用係の2人の計6人で構成されている。スラッシュ個人が所有する巨大な船を使い、世界中をツアーして回っていたりと活動範囲はかなり広い。老若男女を問わずファンが多いが、特にスラッシュには熱狂的なファンが多い。単純なおっかけばかりで、自分たちの音楽を理解してくれないという現実に不満を抱くメンバーもいる。
ラジカル・ドリーマーズ（RADICAL DREAMERS）
大陸を騒がせる恐ろしい盗賊団としてアル二村に伝わっているが、実は団員はキッドのみ。
キッドはラジカル・ドリーマーズを単なる盗賊団ではなく、「ラジカル＝（革新的な）」夢を見る者たちの総称として述べており、つまりキッド自身も「夢を見る者たち」の一人と考えている。ゲーム中には示されないが、この背景にはルッカの教えが関係している。
ゲーム『ラジカル・ドリーマーズ』では設定が異なり、キッドだけでなく、セルジュと仮面の魔導師ギルを加えた3人組の名前となっている。こちらの3人は、クロノポリスで見られる異世界の手記にて登場している。キッドが再加入する前にも読むことはできるが、キッドを連れた状態で聞くと固有の台詞が見られる。ただし一度しか読めないので、キッドを仲間にする前に読むとこのイベントは発生しない。
龍人 / 龍の民（Dragonians）
エルニドにおいては身近であり、畏敬の念を抱く存在。別称として「龍の民」とも呼ばれる。1万年前までエルニドで過ごしていたが現在は姿を消しており、遺物や遺跡が各地に遺されるのみ。
その正体は、前作『クロノ・トリガー』の時間軸（B.C.6500万年）に絶滅したはずの恐竜人（Reptites）が別の次元で生き残り、星に近い進化を遂げた存在。前作の登場人物「アザーラ」の子孫に当たる。元々は別の次元の未来であるA.D.2400年代に未来都市「ディノポリス」を設立しており、後述の生体マシン「龍神」を築き上げた。しかし、ラヴォスが凍てついた炎ごと呼び寄せた「クロノポリス」に対抗するべく、「星」の力によってディノポリスは元の次元から人類が繁栄したこちらの次元（作中の現在のおよそ1万年前にあたるB.C.10000年代）に召喚された。つまりはセルジュと同様に「本来の次元には存在しないはずの生命」だった。
その後、龍族はエルニドにて暮らしていたが、クロノポリスの人類たちとの戦争の末に敗れ、絶滅。そして龍神はフェイトによって封印され、6つに分割されてエレメントとして利用されることとなった。「神の庭」とは、元々は龍族たちが住むエルニド全体を指していたが、1万年前にフェイトによって龍神を封じられたことで人類に住まいを奪われ、今ではフェイトがいる海域が「神の庭」と呼ばれるようになった。即ち、龍神からすれば人間は自分たちの領域を奪い取った簒奪者に他ならず、さらに言えば遠い昔に滅ぼしたはずの種族であった。
そもそも太古の昔、この大地を支配していたのは恐竜人たちだった。しかし、ラヴォスが飛来した際に出現した「凍てついた炎」に猿（原始人）が触れたことで進化（龍からすれば変化とのこと）を始め、恐竜人に代わって支配者として君臨。こうして建国されたのが魔法王国ジールである。このため龍人側は、セルジュに対して「人類はラヴォスの子であり、母なる星を喰らい尽くす（自然を壊す）」と述べている。マルチエンディングで龍神がエルニド諸島に戦争を仕掛ける際は、この自然破壊（星の痛み）も復讐の理由に挙げている。
『設定資料集』では「龍族」と表記されているが、実際は「龍人」のことを指している。
龍神（Dragon God）
エルニドで信仰されている、自然を司る龍の姿をした六体の神々。六龍神とも呼ばれる。ゲーム中のエレメントに対応した属性で構成されており、それがそのまま自然界のバランスを取っている。上級召喚エレメントは彼らの所有物であるほか、様々な形でストーリーにかかわることが多く、セルジュらに助言を与えるほか、力を貸してくれる場合も多い。いわゆる観念的な存在ではなく実体を持って生きている。理由は不明だが、ホーム・アナザーともに死滅している龍神も存在する。
その正体は、前述の龍人が未来の「ディノポリス」で築いた一種の生体マシン。星のエネルギー（自然そのもの）の集合体であり、本来の役割は自然制御マシンである。龍の姿はこの次元で活動するための仮のものとなっている。ラヴォスの欠片に接触して進化した人を「ラヴォスの子」と呼び、この星を害する（自然を破壊する）存在として敵視している。対して亜人たちに関しては共存していたことから友好的。
古代にフェイト率いるクロノポリスに敗れ、凍てついた炎により分割・封印されたことで力を失っていた。セルジュらを利用してフェイトを倒させた後、次元を超えて合流・合一し、人類に報復するべく上述の「時を喰らうもの（分身）」となる（1万年前にクロノポリスに敗れた際に時喰いに取り込まれていた）。本作の最終ボスに近い存在だが、上述の事情から一概に悪と言える存在でもない。また天龍は消滅する死海からセルジュたちを救っており、その理由として「お前たちがどのように生き、どのように死すのかを見届けたくなった」という旨を語っている。
いずれも自身の司るエレメントのカラーを基本としているほか、とりわけホームに生きる龍神たちはいわゆる「ドラゴン」「龍」という語句からは想像できないような、個性的なものが多い。また、それぞれが性別を持つが、先天属性が対立する同士のものは性別も雌雄が別々になっている。なお、星の塔に登場する「ドル」の名を持つプラズマ生命体は、同属性の龍神たちとは性別がそれぞれ逆になっている（例として天龍が♀なのに対し、同じく白属性のドルホーリーは♂）。
各個体については登場キャラクターの龍神の節を参照。
龍族（Dragons）
上記の龍人とは異なり、こちらはいわゆる「ドラゴン」あるいは「龍」のような生命体であり、恐竜が恐竜人への進化を辿らずにそのまま発達した種とされる。物語開始時ではすでにエルニドでさえあまり見られなくなっており、その遺骸が見つかることはあっても、生きたものはほとんど目撃されない。パーティー参加キャラクターの「龍の子」や、その母親がこれに該当する。また、その亜種としてヒドラという生物も登場するが、こちらも両世界のエルニドで絶滅ないし絶滅寸前の状態にあり、目撃されることはほとんどない。アカシア龍騎士団でも飼育している騎乗用の龍が存在するが、これがいわゆる龍族と呼ばれるものと同一であるかは不明。設定資料集では、こちらは「竜」と記されている。
『アルティマニア』によれば、原住民、亜人、龍族は問題なく共存しており、そこへ蛇骨一族を始めに大陸から入植者が現れたと記されている。
龍の涙（Dragon Tear）
凍てついた炎と並ぶとされるお宝。人間に対し共生の証として龍族が託したと言われる水晶。二つの世界に存在している。儀式によって精神を入れ替えたり、姿を変えさせたりと不可思議な力を持つ。
ヤマネコはオーチャの義弟（パパチャ）を唆してガルドーブからこれを盗ませた。そして古龍の砦にセルジュを誘き出し、龍の涙を用いた儀式により肉体を奪い取った。終盤ではもう一つの世界に残された龍の涙を使い、セルジュは本来の肉体を取り戻した。いずれも儀式の際に砕け散ったため存在していない。
なお、二つの龍の涙が砕けたことでヤマネコが使ったものは「憎しみの涙の破片」、セルジュが使ったものは「愛の涙の破片」となり、これと龍人が遺したエレメント精製技術を組み合わせることで「クロノ・クロス」を生み出すことができる。
マルチエンディングでは、キッドは龍の涙を凍てついた炎と勘違いしヤマネコから奪い取っている。

### 歴史年表
表記は主に『クロノ・クロス アルティマニア』から。さらに『クロノ・クロス 設定資料集』の内容も合わせて記載。

#### 『クロノ・トリガー』終了後の時間軸
『クロノ・トリガー』のメインエンディング終了後（歴史改変後）がベースになっている。
A.D.1000
『クロノ・トリガー』での冒険終了後、クロノたちがラヴォスを倒し帰還。この後ルッカは、プロメテウスの前身となるAIプログラムのシステム理論を完成させる。
A.D.2300年代
『クロノ・トリガー』本編の同時代と異なり、クロノたちが未来を変えたことで文明が発達した平和な時代となっている。
B.C.12000の魔法王国ジールより時を越えて現れた理の賢者ガッシュが時喰いの存在を知り、クロノポリスの前身となる時間研究所を設立し、所長に就任する。
島なきエルニド海に重力場を発見。続いて（真の）凍てついた炎が発掘される。
エルニドに人工島造営開始。その後、ガッシュは製作途中だったフェイトにプロメテウスを仕掛け姿を消した。
A.D.2400年代
人工島にクロノポリスを設立。マザーブレインをもとに作られたフェイトが起動する。
凍てついた炎を用いた反時間転移実験が開始されるが、実験は失敗。
古代のラヴォスが炎を呼び寄せたことでタイムクラッシュが発生し、クロノポリスはフェイトや内部の職員たちもろとも遠い過去の時代へ飛ばされる。

#### 恐竜人が絶滅しなかった時間軸
こちらの時間軸は『クロノ・トリガー』のマルチエンディングのひとつ「ディノ・エイジ」がベースになっている。
B.C.65000000
アザーラ率いる恐竜人が人類に打ち勝つ。
時期不明
アザーラの子孫である恐竜人が龍人（龍の民）に進化。星に近い存在となる。
A.D.2400年代
龍人、ディノポリスを設立。生体マシン「龍神」を完成させる。
前触れなくタイムクラッシュが発生し、ディノポリスは龍神や内部の龍の民たちもろとも異なる時空の過去に飛ばされる。

#### タイムクラッシュ発生後
B.C.10000年代
タイムクラッシュにより遥か未来のA.D.2400年代からラヴォスに呼び寄せられクロノポリスがこの時代に転移する。
同時期に「星」がこれに対抗するべく、龍の民が繁栄した別の時空の未来からディノポリスが呼び寄せられる。
未来の人類と龍の民は太古の時代にて暮らすことになるが、やがて両種族の間で戦争が勃発する。
クロノポリスとディノポリスの激しい戦いの末、フェイトが龍神に勝利する。龍の民は滅亡し、龍神は六つに分割され封印される。
フェイトがエルニド海の多島海化計画（今のエルニド諸島の形成）を実行。並行して運命の書やエレメントを作成。
フェイトによりクロノポリスの研究所員たちの未来の記憶が消去され、エルニド諸島に移住し最初の住人（原住民）となる。
A.D.900（120年前）
大陸の人間がエルニドに入植開始（原住民と入植者たちとの戦い）。
最初の入植者の中で蛇骨一族が頭角を現し、集落テルミナの初代長に就任。以降は蛇骨一族がエルニドを統治するようになる。その後、アカシア龍騎士団（自警団）が結成される。
A.D.1003（17年前）
アカシア龍騎士団の蛇骨大佐（40歳）が軍人として大陸へ着任。ラディウス（45歳）、ガライ、ザッパ（35歳）も蛇骨大佐と共に大陸へ赴き、その名をとどろかせる。
セルジュ誕生。
A.D.1005（15年前）
ガルディア王国滅亡。軍事国家パレポリが権力を握る。
A.D.1006（14年前）
セルジュ（3歳）が自宅の裏手でヒョウ鬼に襲われ瀕死の重傷を負う。
セルジュの泣き声に導かれたサラの時間介入（キッドの誕生）により磁気嵐が発生。フェイトの機能が一時的に停止し、神の庭が開かれる。
サラの介入により龍神の時間的封印が弱まり、一部が分離。これによりツクヨミ（月龍）誕生。
ワヅキとミゲルたちが遭難して神の庭へ漂着。凍てついた炎と接触したセルジュは治癒し、一命を取り留める。ワヅキの精神に異変が起こる。
フェイトが再起動。同時にプロメテウス回路が起動。凍てついた炎のガード・システムがフェイトの命令を拒否。
ミゲルが神の庭に取り込まれる。ワヅキとセルジュはアル二村へ帰還。ほどなくしてワヅキが失踪する。なお、同著には「（ワヅキは）10年ほど前に姿を消した」と表記されている。
A.D.1007（13年前）
ラディウス（49歳）が大陸にてグランドリオンを発見。狂気に取りつかれガライを殺害する。
ルッカがキッドを引き取り、育てる。
A.D.1010（10年前）
セルジュ（7歳）がオパーサの浜で溺れる。セルジュの生死によって以下のホームとアナザーに分岐。

#### ホームの年表
A.D.1010（10年前）
セルジュ（7歳）が生還。同時期に神の庭が死海化し、ホームのフェイトが消滅。
アナザーのフェイトはこちらの世界には干渉できず、ミゲルを管理者として置き、監視のみを行う。
A.D.1011（9年前）
ファルガ（31歳）がゼルベスを連れて蛇骨大佐のもとから逃亡を試みる。
ルチアナ（19歳）、ゼルベスを助けようとするも子供のみ助かる。マルチェラ誕生。
ファルガがスラッシュ（10歳）を旅人に託す。
ファルガ、自身の船を歓楽街に仕立て、海上歓楽都市ゼルベスの原型を作る。
A.D.1015（5年前）
ヤマネコがツクヨミを伴い、孤児院を襲撃。ルッカを拉致する。キッド（11歳）は消息不明に。
セルジュ（12歳）とレナ（11歳）が風鳴きの岬で約束。
A.D.1016（4年前）
ヤマネコが凍てついた炎の情報を持って蛇骨大佐（53歳）に接触。
ラディウス（58歳）がダリオ（22歳）にイルランザーを継承させる。自身はアル二村へ移住し、村長に就任。
A.D.1017（3年前）
ダリオ（23歳）とリデル（21歳）が婚約。
ダリオ、カーシュ、シュガール、ソルトンが亡鬼討伐のため亡者の島へ。グランドリオンを手にしたダリオが狂気に支配され、カーシュとの交戦の末、崖から落下。
記憶を失ったダリオが離れ小島へ流れ着く。
蛇骨館の人々が凍てついた炎を求め、死海へ向かい消息不明となる。
A.D.1020（現在）
セルジュ、オパーサの浜から次元を超える。キッドと出会い、冒険へ。

#### アナザーの年表
A.D.1010（10年前）
セルジュ（7歳）が死亡。後を追うように間もなく母のマージも亡くなる。
セルジュの死後もシステム・プロメテウスは依然機能したままであり、フェイトは凍てついた炎へのアクセス権は取り戻せなかった。
A.D.1011（9年前）
ファルガ（31歳）がゼルベスを連れて蛇骨大佐のもとから逃亡を試みる。
ルチアナ（19歳）、ゼルベスを助けようとするも子供のみ助かる。マルチェラ誕生。
ファルガがスラッシュ（10歳）を旅人に託す。
復讐のためファルガが海賊船「天下無敵号」を亡霊戦に偽装させ、蛇骨配下の船を襲い始める。
A.D.1015（5年前）
ヤマネコがツクヨミを伴い、孤児院を襲撃。ルッカを拉致する。キッド（11歳）が時を駆けた「未来のセルジュ」に救出される。
ヤマネコが「未来のセルジュ」と対面。
A.D.1016（4年前）
ヤマネコが凍てついた炎の情報を持って蛇骨大佐（53歳）に接触。
ラディウス（58歳）がダリオ（22歳）にイルランザーを継承させる。自身は隠者の小屋に隠居する。
A.D.1017（3年前）
ダリオ（23歳）とリデル（21歳）が婚約。
ダリオ、カーシュ、シュガール、ソルトンが亡鬼討伐のため亡者の島へ。グランドリオンを手にしたダリオが狂気に支配され、カーシュとの交戦の末、崖から落下。
ダリオ死亡。遺体と共に漂着したイルランザーを墓標とし、テルミナへ葬られる。所有者を失ったグランドリオンはヤマネコに回収された。

## 登場キャラクター
仲間になるキャラクターは正式にパーティーに加わった時点で名前を変えられる。ただし、前作の主人公である「クロノ」という名には変えることができない。ここではデフォルト名を記す。
キャラクター名の後ろの括弧内に英語表記を記す。日本版と北米版で名称・綴りが異なるキャラクターは、攻略本『アルティマニア』に掲載されている日本版のラテン文字表記には「日本版：」、北米版での表記に「北米版：」を記す。「声」は『アナザーエデン 時空を超える猫』での配役。

### 主要キャラクター
セルジュ（Serge）
声 - 下野紘
【年齢：17歳 / 性別：男 / 身長：170cm / 体重：58kg / 体格：普通 / 利き腕：右 / 出身：アルニ / 職業：家事手伝い / 使用武器：スワロー】
本作の主人公。前作と同様に無口で基本的には喋らないが、選択肢はある程度、彼の性格を感じさせるものとなっている。ゲーム内での選択肢に登場する一人称は「ボク」。
青髪で頭に赤いバンダナを巻いている。アルニ村で生まれ育つ。事故からもう一つの分岐した歴史へとワープしてしまい、そこでキッドと出会い、ヤマネコに狙われながらも冒険に身を投じることになる。
『設定資料集』によれば、厳しくも優しい母親と朗らかなアルニ村の人々に見守られて育ったことで明るく元気な少年へ成長したという。自分が存在する世界と、自分が抹消された世界。二つの世界を行き来する能力に目覚めるが、なぜそんな能力を持っているのかわからず、為すべきこともわからず、だからこそ事態を至極前向きに捕らえ、真実を見極めるべく世界を旅することにした。
『アルティマニア』では「一つのことに思い悩みがちだが、楽天的でもあるのでなんとかなるさと考える」性格だという。またキッドに対しては「初めて会うはずなのに懐かしさを感じさせる」と表記されている。
その正体は「凍てついた炎」と接触し、星との調和を行うことができる唯一の存在「調停者」である。14年前、3歳のセルジュは自宅の裏手でヒョウ鬼に襲われ、致命傷と毒を受けてしまう。本島の医者では手の施しようがなかったためマブーレの賢者を頼ることになった。父ワヅキとその友人ミゲルに連れられ、セルジュ一行はマブーレに向かう途中で嵐に遭い、死海へ流れ着く。そこで保管されていた「凍てついた炎」と接触したことで一命を取り留めるが、炎は彼を「調停者」として認識。さらにルッカ・アシュティアが秘密裏に開発したシステム「プロメテウス」が起動してしまい、セルジュしか炎にアクセスできなくなってしまった。
ヤマネコ（フェイトの分身）は自らの願望を叶えるため炎を欲していたため、プロメテウスを停止させるべくセルジュの排除を目論んだ。そのためアナザーのセルジュは事故に見せかけて溺死させられた。ホームのセルジュも同様に死に掛けるが、時を駆けた未来のキッドによって救われる。彼がたびたび見るキッドが振り返るシーンは、この時のことを覚えていたセルジュの記憶である。実はセルジュが死んでしまったアナザーこそが本当の時間軸であり、本来ならばセルジュは死ぬ運命であったという。クロノ曰くホームは「偽物」とのこと。キッドによって助けられたため矛盾が生じ、それが二つのワールドを生み出すきっかけとなった。セルジュが二つの世界を行き来できるのは、二世界分岐の鍵になっているのと、二世界の境界が不確かであるため。序盤でセルジュは誰かの声に呼ばれ、並行世界を移動しているがこれは「エンディング後のキッド（つまり未来のキッド）」によるものである。
中盤では古龍の砦にてヤマネコが行った龍の涙を用いた「儀式」により、互いの肉体が入れ替わってしまう。用済みとなったセルジュはヤマネコによって異次元空間カオスフィールドへと送られてしまうが、ツクヨミの協力によって脱出。かくして、セルジュは元の姿を取り戻すべく行動することとなった。しかし、死海に取り込まれたミゲルを通じてフェイトが並行世界への移動を妨害していたため、アナザーへ行くことができなくなっていた。死海にてミゲルを倒し、そして龍神たちの試練を乗り越え、もう一つ世界にある龍の涙を手にし本来の姿を取り戻した。
終盤ではついにヤマネコ（フェイト）と決着をつけることとなる。炎を巡る戦いはセルジュが制し、運命の神は消滅。直後、炎はツクヨミによって持ち去られてしまう。また龍神たちが反旗を翻し、人類に対する報復に出る。エルニドに伝わる龍神たちの正体は、並行世界の未来から呼び寄せられた「恐竜人（並行世界の人類）」の自然制御システム（自然そのもの）であった。フェイトも未来から呼び寄せられた存在であり、両者はこの時代にて争い、戦いはフェイト側が勝利。フェイトは凍てついた炎を用いて龍神たちを六つに分割して封印、エレメントとして利用していた。ツクヨミと龍神たちは言葉巧みにセルジュを誘導し、フェイトを倒すように仕向けていた。
セルジュは星の塔を舞台に星の覇権を賭けて龍神と闘い、激闘の末勝利する。しかし、セルジュたちが倒した龍神は「時喰い」と呼ばれる存在の分身でしかなかった（元々は別の存在だったが既に時喰い本体に取り込まれていた）。それは宇宙から飛来した生命体ラヴォスが、数々の歴史の中で無念を抱いて倒れた者たちの怨念を取り込んだことで進化した生命体。時の闇の彼方で巣食い、やがて遠い未来にて目覚める。その暁には時空を喰らい尽くし、すべての歴史、すべての世界の時間を止めて滅ぼしてしまう。
凍てついた炎とはラヴォス（時を喰らうもの）の一部であり、これと接触したセルジュは時を喰らうものとリンクすることが可能となっている。この力を用いて時を喰らうものと星の生命体の争いを調停する者を「調停者」と呼ぶ。負の感情で構成された時を喰らうものは、通常の手段では倒すことができない。時を喰らうものにリンクし、その肉体を構成する無念をクロノクロスの力によって癒す必要がある。これはセルジュにしかできないことだった。セルジュの為すべきこととは、この時を喰らうものを浄化することであった。そうなるように理の賢者ガッシュによって導かれていた。
セルジュはラストバトルにてクロノクロスを用いて時喰い本体を浄化。ラヴォスと和数の無念は一つの夢へと還元された。これによって二つに分かれた世界は個別の事象となり、歴史は修正され、セルジュや仲間たちはこれまでのことを忘れ、それぞれ元の世界へと返される。そしてセルジュもまた時を遡り、物語の始まりであるレナとの約束を果たすところまで戻されてしまった（ただし断片的にだがこれまでのことをいくらか覚えている）。
こうしてセルジュはガッシュの「計画」が関与しない人生を歩むこととなった。再びキッドと再会したその時、二人だけの物語が始まると『アルティマニア』にて語られている。
『ラジカル・ドリーマーズ』の主人公と同名だが、職業や髪の色などの容姿が異なっており（『ラジカル』では旅の楽師で金髪）、本作では前述のように無口となっている。
キッド（Kid）
声 - 豊口めぐみ
【年齢：16歳 / 性別：女 / 身長：165cm / 体重：45kg / 体格：細身 / 利き腕：両方 / 出身：不明 / 職業：無職 / 使用武器：ダガー（二刀流）】
本作のヒロイン。通称「ラジカル・ドリーマー」。セルジュがアナザーで出会った、16歳の勝気な少女。金髪のポニーテールで快活な格好をしている。一人称が「オレ」だったりと言葉遣いはまるで男の子。気が強く姉御肌で男勝り。大嘘吐きで小利口に立ち回り、自分はそういう風に生きるしかないと口にしている。しかし、根は困っている人は見捨てられないお人よしでもある。序盤から登場しセルジュをぐいぐいと引っ張っていき、時には蹴りを入れたりするなど容赦がない。しかしカーシュに拉致されそうになったセルジュを救ったり、ヤマネコが放ったリデルを巻き添えにする攻撃から彼女を庇ったりと、根幹では強い正義感と犠牲心を持つ。一方で時折、生への望みを否定するような暗い影が覗くが、これはキッドも知らないもう一つの人格を宿しているからである（後述）。
世間的には盗賊「ラジカル・ドリーマーズ」として恐れられているが、実は団員はキッド一人。これは単なる盗賊団ではなく、自分と同じく夢見る者たちをラジカル（革命的な）と捉え、その総称として名乗っているため。幼い頃ルッカの孤児院で育ち、彼女を姉のように慕っていた。そのため、孤児院を襲撃しルッカを連れ去ったヤマネコを憎んでいる（この際、彼女は「未来の」セルジュによって救出される）。大切な人と居場所を理不尽に失い、ずっと孤独の中で生きてきたことから上記のような性格になったことが示唆されている。またこの焼き討ちで生き残ったのはキッド一人だという。設定資料集には「ルッカの蘇生」を目的にエルニドへやってきたと表記されている。
物語中では語られないが、実はキッドも知らない「もうひとりの人格」を持っている。「生への執着が強い」キッドとは対照に、こちらは「生への望みが薄く献身的」な性格。こうなった理由については、「キッド」がこのような側面を抱えていたのか、それとも「もうひとりの人格」が自分とは別の人生を歩みたいと願って「キッド」を生んだのか、どちらが主人格かは不明となっている。ダークセルジュと行動しているのは、この「もうひとりの人格」である。
ヤマネコを追うと同時に、伝説の宝である「凍てついた炎」を捜し求めている。これは、ヤマネコがルッカと接触した際、脅し文句の中に登場した「凍てついた炎」の存在を聞き、人の手に渡ってはならないものだということを察知していたためでもある。またこのことからヤマネコには絶対に炎をわたしてはならないと考えるようになった）。リデルを庇った際にヤマネコの攻撃を受け、猛毒によって命を蝕まれることとなってしまい一時離脱してしまう。ここで助けた場合は復帰するが、助けない選択肢を選び、以後も後述のイベントを起こさなければパーティーに戻ることは無くなる。猛毒から助けなかった場合、イシトが助けたことが『設定資料集』で語られており、マルチエンディングのひとつではそれを反映して助けられたキッドがイシトの下でスパイとして活動している。
セルジュとヤマネコが入れ替わった際にはヤマネコ（ダークセルジュ）と共に行動し、ヤマネコとなったセルジュに刃を向け敵となってしまう。この時のキッドは「もうひとりの人格」に乗っ取られていることが示唆されている（ツクヨミを連れていると聞ける）。フェイトが倒れた後、タイムクラッシュについて語るのもこの人格の方である。その後、凍てついた炎に接触しようとしたところ意識を失ってしまう。キッドの心は悪夢（自身の過去）に囚われ目覚めなくなっていた。キッドの側で「クロノクロス」を使用するとセルジュが過去の時間へ向かい、焼け崩れる孤児院からキッドを助けるイベントが発生する。これをクリアすればキッドはパーティーに復帰する。通常はクロノ・クロスを使ってキッドの過去へ行くことになるが、隠しボスを倒してグランドリームを手に入れた状態でイベントを起こせば、ドリーンたちが星色のお守り袋を利用し、キッドの意識を取り戻させてくれる手伝いをしてくれる。その場合、キッドが見る悪夢は過去に遭った本当の出来事であることが判明する。『アルティマニア』によれば、キッドはセルジュに助けられたことを覚えているとのこと。
物語の中盤からラストダンジョン出現まで長期間パーティーから外れることになり、前述のイベントを起こさず仲間に加えないままクリアすることも可能。キッドを仲間に加えなければレナやグレンなどが加入する。ただし、一度もキッドを仲間に加えなければ上記の救出イベントが起こせなくなる。
なお、エンディング後に彼女が名乗るフルネームは「サラ・キッド・ジール（日本版：Sarah Kid Zeal、北米版：Schala "Kid" Zeal）」であり、前作に登場した魔法王国ジールの王女サラの分身である。本人はみなし子と思っていたが、星の塔で先頭にして凍てついた炎を前にすると自身の正体を知る。または最終決戦直前にキッドを加えて砂浜のルッカに話しかけると自身の正体を知り、「オレはオレだ。そのサラってやつとは違うッ！」と否定する。サラが身につけていたものと同じペンダントを所有しており、彼女の身が危機に瀕した時には時を巻き戻す力が作用する。
なお、『アルティマニア』のインタビューによれば、「ホームのキッドは大陸で暴れ回っているかもしれない」とコメントされている。
エンディングのルートによってはヤマネコを倒して仇討ちをなしとげ、蛇骨に代わってアカシア騎士団の長となるパターンもある。
グッドエンドでは自分の存在理由と目的を知り、時喰いを浄化したことで歴史が修復されてしまうが必ずセルジュに会いに行くと約束。エンディングでは、彼を求めて世界を旅する姿が描かれ、綺麗な女の子として成長した彼女が、セルジュと初めて出会った海岸に立つところでこの物語は終わる。
『ラジカル・ドリーマーズ』の登場人物と同名で、大まかな設定や容姿もほぼ共通している。ヤマネコとは宿敵同士。
ヤマネコ（日本版：Yamaneco、北米版：Lynx）
【年齢：??歳 / 性別：男 / 身長：194cm / 体重：80kg / 体格：がっしり / 利き腕：右 / 出身：不明  / 職業：不明 / 使用武器：鎌】
猫の姿をした謎の亜人。アナザーに迷い込んだセルジュの旅の行く手をあちこちで遮る、セルジュとキッドの宿敵。ホーム・アナザーの両ワールドで名が知れ渡り、各地で悪行を働いている悪党でもあるが、その言動には謎が多い。パレポリ軍に凍てついた炎の所在を教え取り入る一方で、蛇骨大佐の友人として「凍てついた炎」の情報を持ち込みアカシア龍騎士団を傀儡とするなど、策謀家としての面も持つ。また設定資料によれば、眷属として「モンスター山猫（ゲームでは「カゲネコ」と表記）」を率いている。ヤマネコの影から生まれた存在であり、何者にも姿を変えるという。
後にセルジュと精神を入れ替え、セルジュの身体を操るヤマネコは「ダークセルジュ」として行動する。代わりにヤマネコの身体となったセルジュは、戸惑いつつもそのまま「ヤマネコ」としてしばらく行動することになる（ゲーム中の名前表示も「ヤマネコ」）。ヤマネコに姿を変えたセルジュの元からは、セルジュ時代の仲間全員が別離してしまう。ヤマネコの姿のまま仲間たちのもとを訪れても、セルジュと信じてもらえずけんもほろろに追い返されてしまう。例外としてヤマネコ変貌時に戦闘メンバーに加わっていた仲間だけはセルジュのことを知っているが「今は力になれそうもない」と断られる。ただしツマルだけは仲間に戻ってくる。
ヤマネコの正体はセルジュの父ワヅキであり、ワヅキは凍てついた炎に近づいた影響で不安定になっていた。そこへセルジュが持つ死のイメージ（ヒョウ鬼）が反映され変化し、さらにはフェイトの精神までが反映され、精神に異常をきたしてしまう。息子を連れて神の庭から帰還するも、10年前自分を見失ったワヅキは完全にフェイトと一体化して「ヤマネコ」が誕生した。10年前のアナザーにてセルジュを殺害したのもヤマネコの仕業。ホームでは、蛇骨大佐が死海へ遠征した3年前よりツクヨミと共に消息不明となっており登場しない。
クロノによれば、ヤマネコ（ワヅキ）自身はあくまでフェイトの分身とのこと。しかし、ヤマネコ（ダークセルジュ）自身は「このわたしがフェイトなのだよ」と正体を明かしており、実際にヤマネコが倒れた際はフェイトも消滅している。セルジュたちと深く関わるのはヤマネコ（ワヅキ）の方であり、コンピューターのフェイトは一言しか台詞を発しない。
コンピューターのフェイトは炎を守護する内に「人と機械が融合した新生命体」の存在を夢見るようになり、野望を叶えるべく凍てついた炎を利用しようとする。クロノは「もしかしたら、フェイト自身、炎を通して、いつか新たな種として生まれかわる夢をみてたのかもしれない」と推測している。凍てついた炎へのアクセスを妨害するガード・システム「プロメテウス」を排除するべく行動を起こす。ワヅキの精神を掌握した後、10年前にアナザーのセルジュを殺害し、炎の保護システムである「プロメテウス」の製作者ルッカを拉致。しかし、いずれも炎と接触できなかったため、セルジュがアナザーに来るの待ち構え、龍の涙を用いて肉体を奪った。クロノによれば「セルジュがいずれ次元を超えてアナザーに来るのは分かっていた」とのこと。これに関して理由の説明はないが、アナザーのヤマネコ（ワヅキ）はルッカを拉致する際に「未来のセルジュ」と顔を合わせている。成長したセルジュを一目で「息子」と分かったのは、彼が「父親」だからである。なお、このイベントは任意のためこなさなくても進行に問題はない。
マルチエンディングでは、セルジュが冒険を放棄したので古龍の砦で肉体を奪えずいつまでも待ち続けたり、ダークセルジュの状態でアカシア龍騎士団が運営するぼったくりバー（暴力バー）に入ってしまい酷い目に遭うなどコメディリリーフも担っている。
『ラジカル・ドリーマーズ』の悪役のヤマネコ大君と同名だが、容姿や設定は大きく異なっている。『設定資料集』では、当初の容姿は人間としてデザインされていたことが描かれている。
ダークセルジュ（Dark Serge）
古龍の砦にて龍の涙を用いた儀式により、セルジュの肉体を奪った状態の姿。見た目はセルジュだが顔立ちは邪悪なものになり、言動もヤマネコのものになっている 。服装もヤマネコと同一。一度は正体に勘づいたキッドを不意打ちで刺したが、キッドが復活してからは気にした様子もなく行動を共にしている。この姿になった彼は各地で破壊活動を行ったため、「セルジュ」は世界の敵として認識されてしまう。後にセルジュが元の姿に戻るべく古龍の砦に現れた時は、妨害するべくこの姿のまま一戦交えた。しかし撃退されたためキッドと共にクロノポリスを訪れ、凍てついた炎を掌握しようとする。だがそこをセルジュに阻まれ、決着をつけるべくフェイトとしての正体を明かし、男性の上半身を持つ漆黒の巨人となり死闘を演じる。偽物が本物に勝てるはずがなく敗北し、神が死ぬという事実に驚愕しながら消滅した。
『アルティマニア』によればセルジュの肉体に残っていた「感情」の影響を受けたことで精神構造は混迷を極めたとのこと。彼がダークセルジュとして行った破壊活動は、人間に対する羨望・憎しみが入り混じった複雑な心理の表れ。つまり「人類をめちゃくちゃにしたくなった」のである。セルジュが元の姿を取り戻しかけるまでは破壊活動に専念しており、凍てついた炎の掌握は後回しにしていた。
ツクヨミ（日本版：Tukuyomi、北米版：Harle）
声 - ゆかな
【年齢：18歳 / 性別：女 / 身長：不明 / 体重：不明 / 体格：不明 / 利き腕：右 / 出身：不明 / 職業：宮廷道化師 / 使用武器：ショット】
道化師（ピエロ）のような姿をした謎の少女。自称18歳。最初はアナザーでヤマネコの従者としてセルジュたちと敵対するが、後にセルジュ（ヤマネコの肉体）に同行するようになる。セルジュに好意を抱きキッドを敵視するが、彼女と似通った台詞を言うこともある。冒険途中にセルジュの元からいなくなり、その後帰ってこない唯一の仲間キャラクターである（ただし、3周目以降にカオスフィールドでクロノクロスを使うことで再度仲間にすることもできる。その場合はツクヨミを仲間にした状態で何かしらのエンディングを迎えておく必要がある）。離脱前に星の子を仲間にしておくとイベントが追加され、ツクヨミが涙を流しているシーンが描かれる。
正体は、14年前に誕生した「7番目の龍神」である「月龍」。サラがこの時代に接触し、キッドを誕生させた際のひずみの影響で龍神の時間的封印が弱まったのをきっかけに、龍神から分離して誕生した。龍神たちほど大きな役割は持たず、エレメントを統合する付属的な感じで存在している。本来はヤマネコやセルジュとは対立する立場に属しており、凍てついた炎を手にいれるという使命のために行動している。過去、ヤマネコと共に孤児院を襲撃しルッカを拉致するのに協力した。最終的にフェイトが倒れたことで龍神と共に人類への復讐を開始。7つに分かれた龍たちと結合し「時喰い」となった。
ヤマネコの正体を知りながら協力した理由については、「凍てついた炎」を手に入れるためであると推測できる。どちらも「プロメテウス」の排除が優先だったため、手を組んだという。結局、龍神たちの謀略は成功し「神」はセルジュたちに倒され、漁夫の利を得た形になった。しかし、ツクヨミ自身は最後までセルジュたちと戦うことには迷いを見せており、離反する際も「セルジュたちとは戦いたくなかった」と告げている。
謀略や非道を働く一方で、セルジュたちと関わってからは人間に対する愛情や罪悪感などを垣間見せるようになる。特に龍神がエルニドを占拠するマルチエンディグでは、使命を果たしてもまったく喜んでおらず、むしろ罪悪感を抱いたままセルジュの墓に花を添えていた。またエンディングによってヤマネコ（セルジュ）と一緒にマブーレの復興に尽力したり、戦いから離れて新婚のように2人で幸せなひと時を選ぶものもある。
『アルティマニア』によれば、彼女が道化師のメイクを施しているのは本心を悟られないためだが、すべてを隠すことはできずつい本音を口にしてしまうという。また立場的にキッドの対なる存在として設定されたため、キッドと似通った部分が多い。

### 仲間になるキャラクター
上記のキャラクター以外にも計41名のキャラクターが仲間になり、仲間にしたかどうかでシナリオに多少の分岐が発生する場合もある。また選択されたストーリーや時期、特定の条件などにより仲間にならない場合もある。どちらの世界で仲間になるかはキャラクターごとに決まっており、もう片方の世界の同一人物は仲間にはならない。全員を仲間にするためには最低でも周回プレイを3回行う必要がある。
パーティーメンバーの入れ替えは、キッドから貰えるアイテム「試作テレシフター」によって行える。前作とは違い、パーティーから外れたキャラクターは一ヶ所に集まるわけではなく、それぞれが元にいた場所に戻ることになる（一部、進行に合わせて居場所が変わるキャラクターもいる）。
レナ（日本版：Rena、北米版：Leena）
【年齢：16歳 / 性別：女 / 身長：166cm / 体重：42kg / 体格：普通 / 利き腕：右 / 出身：アルニ / 職業：家事手伝い / 使用武器：家事用品（フライパンなど）】
セルジュの幼馴染で、明るく快活な16歳の少女。幼少の頃からお転婆で気が強く、口より先に手が出るタイプ。弟のウーナにたびたび鉄拳制裁を行っている。ホームではセルジュと平穏な日々を送っており、アル二村の女の子たちの間ではやっている大トカゲのウロコを創ったアクセサリーに興味津々。
仲間にできるのは、幼い頃にセルジュと死に別れたアナザーの方である。セルジュに想いを寄せているが、アナザーでの占いによれば少なくとも当分はその恋は実らないらしい。弟のウーナと母、祖母がいるが、父親のミゲルは14年前から行方不明。
設定資料によれば、側にいるだけで温かな気持ちにさせてくれるセルジュの眼差しが好きだったという。近くの砂浜で「約束」をした直後、セルジュは水難に遭って帰らぬ人になった。
風鳴きの岬でキッドを仲間にしなかった場合のみ仲間にできる。Lv7固有エレメントは序盤の選択肢で「おぼえている」、「ずっとおぼえている」、「セルジュはボクだ」から2つ以上選び、終盤でレナを連れて彼女の祖母と会話することが条件となっている。
ポシュル（Poshul）
【年齢：不明 / 性別：女 / 身長：112cm / 体重：12kg / 体格：ころころ / 利き腕：不明 / 出身：アルニ / 職業：不明 / 使用武器：グラブ】
大型犬に似たレナのペット（『設定資料集』によれば親友とのこと）。メス。人語を話すことができ、語尾に「でしゅる」とつける。首輪の鍵を外すと巨大化するため、首輪は厳重に封印されている。キッドからは「犬」として見られている。
全仲間キャラクターの中で唯一、ホーム・アナザーの両ワールドで仲間にできる可能性がある。ただし、仲間になるのはどちらか一方のみ。また、どちらの世界のポシュルを仲間にしたかで台詞が異なる場面もある。特にホーム側のポシュルについては、ゲーム序盤の仲間では唯一セルジュと同じ世界出身の存在となっている。
ラッキーダン（日本版：Luckydan、北米版：Mojo）
【年齢：不明 / 性別：男 / 身長：190cm / 体重：9kg / 体格：寸胴 / 利き腕：不明 / 出身：東洋 / 職業：呪いの人形 / 使用武器：グラブ】
アナザーのアルニ村で、元漁師の男が幸運の使者として崇めていた藁人形が突然動き出したもの。語尾に「わらし」がつく。あるイベントで名前が「ハッピーダン（日本版：Happydan、北米版：Mojoy）」へと変わる。ホームには登場しないが、どこかに兄がいるらしい。
アルフ（日本版：Alf、北米版：Guile）
【年齢：26歳 / 性別：男 / 身長：188cm / 体重：70kg / 体格：長身・細身 / 利き腕：右 / 出身：大陸 / 職業：魔法使い / 使用武器：ロッド】
26歳の流浪の魔術師。空中を滑るようにして華麗に振る舞い、仮面にその素顔を隠す。アナザーで仲間にできる。ホームには登場しないが、スネフからは「マヂックギルドのホープ」と呼ばれている。
スラッシュ （日本版：Slash、北米版：Nikki）
【年齢：19歳 / 性別：男 / 身長：182cm / 体重：52kg / 体格：やせ / 利き腕：右 / 出身：ゼルベス / 職業：吟遊詩人 / 使用武器：ギターのピック】
ヴィジュアル系吟遊詩人団「マジカル・ドリーマーズ」のリーダーを務める19歳の青年。ホーム・アナザーの両ワールド共に、行く先々で人だかりができるほどの人気者。アナザーでのみ仲間にできる。ホームではゼルベスにて興行の準備中。
実はファルガと人魚ゼルベスの間に生まれた息子で、マルチェラの実の兄にあたる。幼い頃、ファルガによって旅人に預けられた。昔は売れず、吟遊詩人を辞めてしまおうと思っていたが、ある女性の言葉に勇気づけられてヤル気をとりもどし、その影響で「マジカル・ドリーマーズ」というバンド名にしたらしい。ホームでは彼のツアーがマブーレ復興に関わる。アナザーの方は若干ナルシストな性格をしている。
ピエール（Pierre）
【年齢：23歳 / 性別：男 / 身長：180cm / 体重：59kg / 体格：貧弱 / 利き腕：右 / 出身：テルミナ / 職業：自称勇者 / 使用武器：ソード】
23歳の美男子（ナルシスト）。“自称”勇者で、自分の力に過剰な自信を持っている。派手好きで見た目のみに金をつぎ込むため貧乏しており、アナザーのザッパの家のカーシュの部屋に居候している。ホームには登場しない。カーシュに毛嫌いされており、互いに嫌味を言い合う。
『設定資料集』によれば、独特の服装のセンスを持ち、勇者バッジを持つことで自分は本当の勇者だと思い込んでいるという。当初は蛇骨に謁見してアカシア龍騎士団に入ろうと考えていた。
能力値自体は大したキャラクターではないが、勇者シリーズ装備を3点すべてそろえると、見違えるほどの強さを発揮する。
凍てついた炎を前にした際は、勇者とは「恐怖を知り、それでも勇気を持って戦える者」であることを知り、自分はその基準に達していないと悟る。しかし、それを認めた上で努力を積み重ねると炎の前で誓った。ラストバトルに連れて行くと自らを「真の勇者になった」と語る。
アルフ・スラッシュ・ピエールの3名は、三択で誰か1名のみが仲間になる。
コルチャ（Korcha）
【年齢：16歳 / 性別：男 / 身長：168cm / 体重：56kg / 体格：やせ / 利き腕：右 / 出身：ガルドーブ / 職業：運び屋 / 使用武器：ルアー（釣り竿）】
ガルドーブに住む16歳の少年。自作のボートで運び屋をやっている。釣り好きだが、腕はよくないらしい。キッドに好意を抱いており、協力する代わりに嫁になるように条件を出してくる（キッド本人は好意に寒気を感じている）。また、やせ型ながらもテルミナからガルドーブまで海を泳いで（平泳ぎ）帰るタフネスを誇る。両ワールドで同じように暮らしているが、アナザーでのみ仲間にできる。キッドに対する思いは本物であり、彼女を助けないルートを選択すると「お前にそのお守りを持つ資格はない」と激怒し、キッドのお守りを取り上げてしまう。
『設定資料集』によれば、ガルドーブ生まれでありながら釣りは絶望的に下手だったため、運び屋家業に手を出すようになったという。またガルドーブでは子供たちのヒーロー的な存在。
釣り道具を武器として装備できる唯一のキャラクター。
ラズリー（日本版：Lazzuly、北米版：Razzly）
【年齢：不明 / 性別：女 / 身長：109cm / 体重：5kg / 体格：小さい / 利き腕：不明 / 出身：水龍の島 / 職業：妖精 / 使用武器：ロッド】
ホームのヒドラ沼でモンスター・オクトガルに捕まっていたボク少女の妖精。水龍の島で暮らしていたが、風に流されてしまった。自然破壊や争いをする人間を嫌っているが、そうじゃない人間もいると信じている。彼女を仲間にしたかどうか、彼女をパーティーに加えてヒドラを倒したか、水龍の島に立ち寄ったかどうかなどで、姉・ロゼッタの生死、およびドワッフ一族の行末が変化する。なお、アナザーでは風に流されたまま行方不明となっており、登場しない。
スカートの中は普通の下着だったが、2022年に発売されたリマスター版ではドロワーズに変更された。
メル（日本版：Mell、北米版：Mel）
【年齢：10歳 / 性別：女 / 身長：129cm / 体重：38kg / 体格：やせ / 利き腕：右 / 出身：ガルドーブ / 職業：いたずらっ子 / 使用武器：ブーメラン】
いたずら盛りな10歳の少女。絵を書くのが大好き。コルチャの義理の妹（妹分）で、コルチャに淡い恋心を抱いている。そのためキッドに嫉妬してエレメントを盗み出すといういたずらをした。アナザーで仲間にできる。ホームではどこかへ出かけており、会うことができない。
『設定資料集』によれば、コルチャに対する恋愛感情を抱いているが、それがどういう感情なのかわからないという。
コルチャ・ラズリー・メルの3名はキッドを助けるルートで仲間にできる。
ママチャ（日本版：Mamacha、北米版：Macha）
【年齢：38歳 / 性別：女 / 身長：167cm / 体重：68kg / 体格：たくましい / 利き腕：右 / 出身：ガルドーブ / 職業：主婦 / 使用武器：家事用品】
38歳の陽気なおばさん。コルチャの母で、メルの義理の母。息子と同様、テルミナからガルドーブまで海を泳いで（背泳ぎ）帰るタフネスを誇っている。両ワールドで同じように暮らしているが、アナザーでのみ仲間にできる。グレンが仲間になるルートでは、セルジュの正体と素性に疑問を抱く彼を一喝し、その場を取りなした。またコルチャに船を貸すとロクなことに使わないので、セルジュたちに快く貸し与えた。
グレン（日本版：Grenn、北米版：Glenn）
【年齢：20歳 / 性別：男 / 身長：174cm / 体重：64kg / 体格：中肉中背 / 利き腕：右 / 出身：テルミナ / 職業：騎士 / 使用武器：ソード】
アカシア龍騎士団所属の剣士。20歳。自らを騎士団の下っ端と述べているが、領主の娘リデルの護衛を務めている。兄ダリオの許嫁リデルに恋心を抱いているが、そのことに罪悪感を抱いている。父、兄ともにアカシア龍騎士団四天王筆頭であったためやや劣等感も抱いており、短気なところもある。しかし正義感は強く、規律を破ってでも信念を貫き通そうとする。子供の頃、父ガライが亡くなった後は兄と共に父の同僚であり親友であったラディウスが後見人を務め、世話になっている。
アナザーで仲間にできる。ホームでは3年前から行方不明。
ヤマネコにいいように操られる龍騎士団に疑問を抱き、古龍の砦に向かった蛇骨大佐たちを追うべくママチャに船を借りようとする。その際にセルジュと遭遇し、行き先が同じことから同行する。四天王であるカーシュとも幼馴染であるためごく自然に敬語を使わず接しており、死炎山で闘う際は専用のやり取りが見られる。
「グレン」という名は、前作に登場した歴史に名を残す伝説の勇者の名にあやかって父から名付けられたものだが、血縁上などの直接的な関連はない。睡眠と蛇骨まんじゅうが好き。蛇骨まんじゅうは非常食に持ち歩いており、味もなかなか。ホームでは3年前から行方不明。
物理戦士系のキャラクターの中でも非常に強力な戦士であるが、多くのキャラクターが登場する本作でも特別な扱いが多数みられるキャラクター。ストーリー面ではパーティーに参加していると、いくつかのイベントに固有の会話が発生するほか、パーティーメンバーで唯一長剣二刀流を扱える人物となる。さらに、聖剣イルランザーを装備できる（展開によっては2本手に入れて二刀流にできる）唯一のパーティーメンバーでもあり、主人公であるセルジュ以外でこういったストーリー進行に関わるレアアイテムを専用装備とされているのは彼だけである。また、彼とセルジュの合体技「エックス斬り」は、前作の主人公と勇者の合体技と同じもの。
ドク（Doc）
【年齢：27歳 / 性別：男 / 身長：175cm / 体重：66kg / 体格：普通 / 利き腕：左 / 出身：大陸 / 職業：村医者 / 使用武器：ショット】
27歳でガルドーブの医師。腕利きの医師であり、医学の未発達なガルドーブでは彼の存在で大変な騒ぎとなっている（設定資料より）。しかし過去に患者を死なせてしまったことがあるため、自分に自信がない。アナザーでのみ仲間にできる。ホームではオルハの妹・ティアを治療している。
ママチャ・グレン・ドクの3名はキッドを見捨てるルートで仲間にできる。
ジルベルト（日本版：Jillbert、北米版：Greco）
【年齢：33歳 / 性別：男 / 身長：201cm / 体重：123kg / 体格：ヘビー級 / 利き腕：右 / 出身：大陸 / 職業：墓守 / 使用武器：グラブ】
アナザーのテルミナで墓守をしている33歳の元プロレスラー。欲望のままに戦っていたが、親友のゲッツが命をかけて助けてくれたことで改心、ゲッツの妹アストラッドを養いながら自分の罪をつぐなう生活をしている。ホームには登場しない。セルジュが持つ「闇」の深さに気づき、その手伝いをするべく仲間になる。
凍てついた炎を前にした際は、「光あるところに闇も生まれる」と悟るが、気づくのがもう遅すぎたかもしれないと親友に対し独白している。
『設定資料集』によれば、プロレスは大陸では人気のあるスポーツだが、エルニドでは野蛮なことから敬遠されているという。
スカール（日本版：Skarll、北米版：Skelly）
【年齢：32歳 / 性別：男 / 身長：187cm / 体重：23kg / 体格：骨太 / 利き腕：左 / 出身：大陸 / 職業：道化師 / 使用武器：グラブ】
元サーカスのピエロ。アナザーで仲間にできるが、肉体はすでに死んでおり、骨だけのアンデッドになっている。骨だけの体だが、生前は太っていたらしく、食事もとれるらしい。ゾウイカスミのパスタが大好物。テルミナに年老いた祖母がおり、スカールを溺愛していた。なお、ホームでは徴兵されたまま消息不明となっている。
『設定資料集』によれば、生前は太ったピエロで人を笑わせるのが好きな人間だったという。
彼を仲間にするには、各地に散らばった骨をすべて集めるという長いイベントをこなさなければならない。
ルチアナ（日本版：Lutianna、北米版：Luccia）
【年齢：28歳 / 性別：女 / 身長：174cm / 体重：44kg / 体格：やせ / 利き腕：右 / 出身：大陸 / 職業：科学者 / 使用武器：ショット】
28歳の女性科学者。元はパレポリで研究していたのだが、ある実験の際に兄が死亡。その後、蛇骨館へと移り生物の研究をしている。天才的な頭脳の持ち主だがマッドサイエンティストなところがあり、蛇骨大佐でさえ持て余す程暴走することも。現在最も力を注いでいるのは、進化に関する研究。様々な生物を実験台にしている。
前作のメインキャラクターであるルッカとは知り合い。アナザーで仲間にできる。ホームでは3年前から行方不明。
笑い方は「オホホホホホホ……」でルッカと似通っている。
『設定資料集』によれば、もとはパレポリの研究施設で軍事兵器の開発に携わっていたが、科学者の兄が事故で犠牲になってからは手を引き、以降は軍事兵器の開発から完全に外れたという。またマルチェラを蛇骨館に連れてきた張本人でもある。マルチェラの母ゼルベスを助けようとしたが叶わず、以後は娘を引き取ったという。
改良種フィオ（日本版：Fio、北米版：NeoFio）
【年齢：5歳 / 性別：女 / 身長：121cm / 体重：20kg / 体格：不定形 / 利き腕：両方 / 出身：蛇骨館 / 職業：人型植物 / 使用武器：グラブ】
アナザーの蛇骨館でルチアナが作り出した、二足歩行が可能な植物「フィオ」の改良種。年齢は5歳。カブ夫と仲が良い。ホームには登場しない。
ツマル（日本版：Tumalu、北米版：Pip）
【年齢：不明 / 性別：男 / 身長：不明cm / 体重：不明kg / 体格：不明 / 利き腕：不明 / 出身：蛇骨館実験室 / 職業：モンスター / 使用武器：グラブ】
アナザーの蛇骨館でルチアナが作り出した新種の生物（モンスター）。何かに詰まりたがるために「ツマル」と名づけられた。進化の可能性を秘めており、使用したエレメントによって初期形態も含め全6種類の姿に変化する（第2形態：悪魔形態と天使形態、最終形態が魔獣形態、聖獣形態、神獣形態）が、成長に一部不具合がある。通常セルジュの時の仲間はヤマネコに変化したときは離脱して仲間にできないが、ツマルのみ再度仲間にすることができる（見た目は気にしないとのこと）。ホームには登場しない。
最終形態ではレベル7の固有技が変動する。魔獣形態の「地獄乱舞」と聖獣形態の「ツマル砲」は物理攻撃に対し、神獣形態の「昇天」は魔法攻撃である。
スプリガン（日本版：Sprigun、北米版：Sprigg）
【年齢：224歳 / 性別：女 / 身長：133cm / 体重：39kg / 体格：小柄 / 利き腕：左 / 出身：次元の渦 / 職業：魔族 / 使用武器：ロッド】
魔族の老婆で、年齢は224歳と仲間にできるキャラクターの中では最年長。笑い方は「キシシ」。どちらの世界にも属さない異空間「カオスフィールド」に暮らしており、脱出を目的とするセルジュと意気投合し仲間になる。エレメントグリッドが特殊でほとんど配置ができない代わりに、モンスターの力を取り込み、その姿と能力をそっくり再現する「スタイルコピー」という力を持つ。様々なモンスターに変身してそれぞれの固有能力で戦える。特定のモンスターをスプリガンもしくは専用のアイテムを装備した仲間が倒すことで、新たなモンスターを覚えていく。なお、覚えたモンスターは「グランドスラム」で参加させることもできる。
テルミナの占い師とは知り合いらしく「スプリガンのあねさん」と呼ばれている。凍てついた炎を前にした際は、この力は取り込めないと判断。炎の声を一度は拒絶するが、「人にもっと優しくできていれば楽に生きられた」ことに対しては肯定している。
ラディウス（Radius）
【年齢：62歳 / 性別：男 / 身長：172cm / 体重：54kg / 体格：やせ / 利き腕：右 / 出身：大陸 / 職業：アルニ村村長 / 使用武器：ロッド】
ホームのアルニ村の村長。62歳と純粋な人間に限れば最年長。若い頃はアカシア龍騎士団の四天王の一人であり、同じく四天王のガライとは親友だった。アナザーの方は、その繋がりからダリオ、グレンの二人を後見人として子供の頃から世話をしていた。ホームでセルジュがヤマネコに変化している時に誤解して襲い掛かり、その後説得に応じ仲間になる。アナザーのラディウスはアルニ村の村長ではなく、小島に隠居していて、助言したり意識を失ったキッドを保護するなどセルジュたちの旅を助ける。ホームの方はヤマネコと面識があり、悪人と見抜き警戒している。かつて魔剣グランドリオンをガライと共に発見。手にしたことで狂気に魅入られ「ガライがいなければ自分が四天王最強」という欲望を引き出されてしまったことにより、親友ガライを殺害してしまうが、すぐに正気に戻り激しく後悔。以降はガライに対する強い呵責を持っており、ダリオやグレンが自身を父の仇と見るなら、その刃を受け入れるつもりだった。ヤマネコが死海に設置した魔剣を浄化するべく、聖剣イルランザーの在り処を教える。
DISC2では、アナザーのラディウスが蛇骨大佐たちを匿っている。このイベントの時に仲間のラディウスを連れて行くと、アナザーのラディウスの攻撃を捌くというイベントが発生する。お互いに「さすがワシじゃ」と自画自賛する。
凍てついた炎を前にした際は、その力に魅入られそうになるがすぐに正気を取り戻した。そしてガライがもう自分を許していることを知る。
ザッパ（Zappa）
【年齢：52歳 / 性別：男 / 身長：173cm / 体重：82kg / 体格：がっしり / 利き腕：右 / 出身：大陸 / 職業：鍛冶屋 / 使用武器：ハンマー】
テルミナにて夫婦で鍛冶屋を営んでいる、元アカシア龍騎士団四天王の一人。カーシュの父で年齢は52歳。ホームではパレポリ軍占領やアカシア龍騎士により、鍛冶屋を閉めているが、アナザーでは営業が続いている。ホームでのみ仲間にできる。ホームの方は少し優しい性格になっている。
ガライの剣イルランザーを超える武器を鍛えることを夢としており、その実現のために万能の素材と言われる虹色の貝殻を探している。
バンクリフ（日本版：Bancliff、北米版：Van）
【年齢：14歳 / 性別：男 / 身長：150cm / 体重：40kg / 体格：小柄 / 利き腕：左 / 出身：テルミナ / 職業：商人見習 / 使用武器：ブーメラン】
テルミナに住む14歳の少年。こまっしゃくれた皮肉屋。売れない画家の父をもち、貧乏ゆえに母を死なせてしまった過去を持つ。ホームではそのまま貧乏生活が続き、貧困の反動で極度の守銭奴になってしまった。アナザーでは母親の死後に父親が絵を捨て商売を選んだため、メイド付きの豪邸で暮らす裕福な生活を送っているが、本人は満たされていない。どちらの世界でも芸術を愛する心を持つ。
仲間にできるのは、貧しい生活を送るホームの方である。選択肢によってはホームの彼が仲間にならず、父子ともに家を追い出されてどこかに去ってしまう。バンクリフを連れてアナザーの父親に話しかけると隠しイベントが起こり、金と地位に目が眩んでた父親は貧しい頃だった自分の気持ちを思い出す。
イシト（日本版：Ishito、北米版：Norris）
【年齢：26歳 / 性別：男 / 身長：177cm / 体重：62kg / 体格：普通 / 利き腕：右 / 出身：パレポリ / 職業：特殊工作員 / 使用武器：銃】
パレポリ軍の特殊部隊“黒き風”の隊長。26歳で機工学の知識を持っている。凍てついた炎の情報を探っており、蛇骨館で調査をしている。アナザーでは任務に忠実だが、ホームでは軍に対して疑問を抱いている。ホームでのみ仲間になる。
ストーリー序盤から、彼と分かるわけではないがある場所で目にする機会がある。マルチエンディングではヒドラの毒からキッドを救い、彼女を（勝手に）スパイにして共に蛇骨館の厨房で下働きをしていた。キッドも彼には恩を感じている様子。
『設定資料集』によれば、当初は何の疑問もなくパレポリに所属していたが、セルジュたちと行動する内に軍を裏切れないとわかっていながらも信念を貫き通す覚悟を持つようになったという。
キノコ（日本版：Mash、北米版：Funguy）
【年齢：不明 / 性別：男 / 身長：183cm / 体重：30kg / 体格：軽い / 利き腕：右 / 出身：テルミナ / 職業：キノコ怪人 / 使用武器：アクス】
キノコ好きの男が鍋を楽しんでいたところ、セルジュたちが持っていた「もけもけだけ…に良く似たきのこ」に目をつけ譲ってもらうことに。それを食べたことでキノコ怪人となってしまった。実はリサの父親で、人間だった頃はテルミナでエレメントショップを経営していた。ホームでのみ仲間にできる。語尾に「〜だす」とつけるなど方言を用いる。
アナザーでは人間の姿のままだが、ホームでの変化を反映し寝込んでしまう。一人娘に店番を任せ、山菜の宝庫・影切りの森へ行くのが日課になっている。リサはというと、友人のレナに「そんなにきのこが好きなら、いっそのこときのこになっちゃえばいいのよ！」とグチを零している。まさに笑えない冗談となってしまった。マルチエンディングでは、アナザーの彼はセルジュとリサの仲を認めるような発言をしており、セルジュに対しても好意を持っている様子。
凍てついた炎を前にした際は、森の仲間（キノコ）になったことで自然に対する理解を深めたと独白し、自然に帰ることを口にしている。
龍の子（日本版：Dragon child、北米版：Draggy）
【年齢：0歳 / 性別：男 / 身長：65cm / 体重：120kg / 体格：小さい / 利き腕：左 / 出身：溺れ谷 / 職業：龍族 / 使用武器：グラブ】
古代の龍族の卵からかえった龍の子供。このため、年齢は0歳と最年少。肉親が生きていると信じており、探し出そうとする。卵はアナザーで拾うことになるが、ホームの古龍の砦にある孵化器で卵を孵して仲間にできる。このため、本来の出自はアナザーではあるものの、パーティーにいない間はホームの隠者の小屋に居ついているという、別世界を根城にした唯一のキャラクターとなっている。本来のホームにおける龍の子は登場しない（『アルティマニア』では両者が混同され、アナザーの龍の子が登場しないと記述されている）。アナザーの溺れ谷には大昔に亡くなった母龍の成れの果ての骨が巨大な化石となって横たわっており、霊となって龍の子を待っているほか、既に機能を停止したアナザーの孵化器にはかつて兄弟と思しき卵が孵った殻の跡がある。
「龍」という語句がよく出てくるゲームであるが、作中、純粋かつ本当の意味で龍族と呼べる生物はこのキャラクターとその母親（霊ではあるが）のみである。
星の子（日本版：Star child、北米版：Starky）
声 - 小桜エツコ
【年齢：不明 / 性別：男 / 身長：89cm / 体重：5kg / 体格：宇宙人型 / 利き腕：両方 / 出身：他の惑星 / 職業：宇宙人 / 使用武器：銃】
何万年も前に他の惑星からやってきた宇宙人。乗ってきた宇宙船が海月海に墜落し、その際バラバラに壊れてしまう。その欠片である「星のかけら」を集めて修理しようとしている。ホームで仲間になり、彼を仲間にすることがストーリー進行に必須となる。アナザーには登場しない。マルチエンディングでは、アナザーに彼と同族と思しき二人組（容姿はまったく同じ）が登場しており、この星の支配を企んでいることが語られている。
『設定資料集』によれば、海月海に墜落した際に同族たちは全員死亡し、生き残ったのは休眠から目覚めた彼のみだという。その後、前向きに元の世界へ戻るべく行動する。
また、本編で詳しく語られなかった彼の正体を深掘りする話が、『アナザーエデン 時空を超える猫』のクロノクロスコラボでの追加コンテンツで語られることとなる。
スネフ（Sneff）
【年齢：53歳 / 性別：男 / 身長：167cm / 体重：63kg / 体格：普通 / 利き腕：右 / 出身：不明 / 職業：奇術師 / 使用武器：カード】
ギャンブル好きの自称・魔術師。53歳。ホームのファルガに多額の借金をしているため、海上歓楽街ゼルベスの舞台で働かされている。得意な魔術は対象を猫に変える「ドッペルヘンゲー」。ゲーム中でアナザーにスネフは登場しないが、逆にアナザーにのみ登場するアルフとはお互いに知り合いらしい。
ジャネス（日本版：Jyaness、北米版：Janice）
【年齢：22歳 / 性別：女 / 身長：169cm / 体重：47kg / 体格：ムチムチ / 利き腕：右 / 出身：ゼルベス / 職業：トレーナー / 使用武器：ニンジン】
22歳。世にも珍しいウサギの亜人。ホームの海上歓楽街ゼルベスの中にあるモンスター格闘場「グランド・スラム」の名トレーナー。人参が好物である。グランド・スラムで3回勝ち抜くと仲間にできる。アナザーには登場しない。
イレーネス（Irenes）
【年齢：16歳 / 性別：女 / 身長：178cm / 体重：52kg / 体格：細身 / 利き腕：右 / 出身：海中 / 職業：人魚 / 使用武器：ピック（竪琴）】
亜人が暮らす島「マブーレ」出身の人魚で、年齢は16歳。ファルガの妻だった人魚ゼルベスの妹にあたり、スラッシュとマルチェラの叔母である。ホームで仲間にできる。アナザーには登場しない。
オーチャ（Orcha）
【年齢：44歳 / 性別：男 / 身長：171cm / 体重：92kg / 体格：太り気味 / 利き腕：右 / 出身：ガルドーブ / 職業：コック / 使用武器：家事用品】
ガルドーブ出身の料理人。44歳。料理の腕は天下一品。アナザーでは蛇骨館で料理長をしている。パレポリ軍に蛇骨館が占拠された後は、飲んだ者の心の闇の部分を増幅させる作用があるボルクルスの実を飲まされており、特定の鈴の音を聞くと闇の人格が浮き上がり「地獄オーチャ」に変貌する。その際に「ひゃぼぼぼぼ」と奇声を発する。拷問係としてパレポリ軍に利用されていたが、セルジュたちに助けられ正気を取り戻して仲間になる。ホームでは故郷で酒場を経営している。ママチャの実の兄（コルチャの伯父）であり、実の弟（名前不明）がホームのアルニ村のレストランのコックとして働いている。他に、義理の弟としてママチャの夫のパパチャがいるが、ゲーム内では姿を見せない（なお、間違えられやすいがアルニ村の弟はパパチャではない）。
『設定資料集』によれば、三人兄妹であり、オーチャは長男、ママチャは長女、次男はホームのアル二村で働いているが名前は不明。ホームでは義理の弟パパチャに唆され、龍の涙を盗みガルドーブを出たところ、嵐に遭い流れ着いた先で蛇骨に拾われた。逆にアナザーの方では誘いには乗らなかったため、龍の涙はガルドーブに安置されていた。
凍てついた炎を前にした際は、「自分の中にある闇の部分」を否定するのではなく、自分自身として認め受け入れることが大事だと気づいた。
ギャダラン（日本版：Gyadrun、北米版：Grobyc）
【年齢：26歳 / 性別：男 / 身長：203cm / 体重：182kg / 体格：改造済み / 利き腕：右 / 出身：不明 / 職業：暗殺兵器 / 使用武器：グラブ】
大国パレポリにてルチアナの兄により製造された、暗殺用の人造人間。数年前に研究所の爆発事故で死亡したと思われていたが、実際は特殊部隊の刺客として暗躍している。身体中に武器が仕込まれているため見かけに寄らず重い。自分の戦闘力に自信を持っており、自分より強い者の命令しかうけない。アナザーの蛇骨館でセルジュたちに倒された後、彼らの強さを認め蛇骨館からの脱出に協力、それからは仲間として共に行動する。ホームには登場しない。
『設定資料集』によれば、自分のことに関しては何も知らず、ただ敵を倒した時に得る充足感を求めて戦っているという。
ファルガ（日本版：Farga、北米版：Fargo）
【年齢：40歳 / 性別：男 / 身長：184cm / 体重：74kg / 体格：マッチョ / 利き腕：右 / 出身：不明 / 職業：海賊船長 / 使用武器：ソード】
屈強な海賊船船長。40歳。セルジュのことを「セー公」と呼ぶ。アナザーでのみ仲間になる。海賊船を幽霊船に偽装させ、蛇骨大佐らの船を襲っている。
恋人の人魚ゼルベスが死んだ後、ファルガはホームでは海上歓楽街ゼルベスを作り現実逃避し、アナザーでは妻の死は蛇骨大佐一味の仕業だと思い込み、海賊船「天下無敵号」の船長となり蛇骨大佐に復讐の機会をうかがっている。仲間になる際、蛇骨大佐と決着をつけるべく勝負を挑むが、彼がセルジュに協力を申し出たのを見て決着は後回しにした。なお、スラッシュとマルチェラはファルガの子供である。アナザーでは怪鳥らっしゅまるをペットにしており、この名前は息子と娘から取ったもの。アナザーとホームの両者を引き合わせると仲間のファルガが叱咤し、ホームのファルガを改心させる。
『設定資料集』によれば、元々は蛇骨大佐のもとで亜人さらい（拉致）をして働いていたが、その際に出会った亜人ゼルベスと恋に落ち、駆け落ち同然に離反した。
蛇骨大佐（日本版：Jyakotu、北米版：General Viper）
【年齢：57歳 / 性別：男 / 身長：201cm / 体重：98kg / 体格：がっしり / 利き腕：右 / 出身：エルニド / 職業：領主 / 使用武器：ソード】
エルニド地方の領主。57歳。領民からの評判は非常に良く、娘のことも愛している。かつてはパレポリ軍の一員として大陸で活躍した勇士で、その剣技は今も大陸にも響くほど。当時の階級が呼び名に残っている。ヤマネコの甘言に乗り、軍事国家パレポリに対抗するべく凍てついた炎を求めた末、古龍の砦においてセルジュたちに敗北。直後に全力を出して巻き返しを狙うもヤマネコから「もう用はない」として剣で背中を貫かれてしまう。己の過ちを悟り、リデルに詫びながら倒れた。
その後、ヤマネコはキッドを連れて立ち去り、残された蛇骨はカーシュたちに保護され、隠者の小屋で絶対安静の状態となっていた。その間隙を突いたパレポリ軍によりテルミナと蛇骨館は制圧され、リデルは囚われの身となってしまう。彼女を助け出した後、信頼を得てアナザーで仲間になる。仲間になった後はセルジュのことを「セルジュ君」と呼ぶようになる。
彼を含め、アカシア龍騎士団や蛇骨大佐に関係する者たちは、ホームでは3年前に死海へ遠征した際に全員が行方不明となっている（これについてはヤマネコ、ツクヨミも例外ではない）。
『設定資料集』によれば、一時領主から離れ、ラディウス、ガライ、ザッパと共に大陸に着任し、パレポリの軍人として活動していた過去がある。ヤマネコは軍人時代からの友人だという。蛇骨が凍てついた炎を求めたのは、「自分たちはなんのために生き、なんのために死ぬか」という疑問を晴らすため。軍を退役した後は再び領主に戻り、10年以上に渡って統治してきた。蛇骨の祖先はエルニドに入植した者たちの一人で、戦争では先住民たちを退けて活躍した。その功績により領主となり、代々の当主が「蛇骨」の名を継いできた。
ダリオ戦後、孤児院として復興を始めた蛇骨館に連れていくと子供たちから「園長先生」と呼ばれる。マルチエンディングではすっかり園長先生になっているものもある。またヤマネコに暗殺されたというエピソードも存在する。これは『ラジカル・ドリーマーズ』にも通じる設定であり、こちらでも蛇骨大佐はヤマネコ大君によって殺害されている。
リデル（日本版：Riddle、北米版：Riddel）
【年齢：24歳 / 性別：女 / 身長：171cm / 体重：47kg / 体格：細身 / 利き腕：右 / 出身：エルニド / 職業：領主の娘 / 使用武器：ロッド】
蛇骨大佐の娘。24歳。控えめな性格（『設定資料集』では気の強い性格と表記）をしている反面、パレポリ軍の詰問に屈しない強い芯の持ち主。婚約者のダリオと、カーシュ、グレンとは幼い頃からの友人。アナザーで仲間になる。ホームでは3年前から行方不明。『ラジカル・ドリーマーズ』のリデルとは異なり、金髪ではなく竜胆色の髪である。
キャラクターの中でも最もエレメントグリッド数が多い。また、参加することで一部イベントに専用の会話が発生するほか、ダリオ戦では外せない存在である。
凍てついた炎を前にした際は、アナザーで亡くなった「大切な人」がずっと見守ってくれていたことを知る。
カーシュ（Karsh）
【年齢：27歳 / 性別：男 / 身長：181cm / 体重：72kg / 体格：がっしり / 利き腕：右 / 出身：エルニド / 職業：騎士 / 使用武器：アクス】
アカシア龍騎士団四天王の一人である27歳の青年。鍛冶師ザッパの息子であり、シュガールとソルトンを部下にもつ斧の達人。父親譲りの短気さに隠れがちだが、母親譲りのルックスを持った作中屈指の美男子。猪突猛進かつ豪快な性格、良く言えば一本気。リデルのことになると途端に冷静さを無くす。自分の名前に「様」を付けることが多い。序盤でヤマネコの命令によりセルジュを拉致しようと襲い掛かるが、キッドの助太刀により阻まれる。リデルのことが好きだったが、その気持ちを伝えることはなかった。親友のダリオが死亡したある事件に関わっている。アナザーで仲間になる。ホームでは3年前から行方不明。
リデルがパレポリ軍の手に落ちた際は、彼女を救出するべくヤマネコの姿になったセルジュを協力者に迎える。イシトを連れていると「パレポリの犬」呼ばわりするが、特に気にした様子もなく作戦の説明を始めている。
亡者の島の調査に来た際に魔剣グランドリオンを発見し、その末にダリオを崖から落としてしまった過去を持つ。ダリオは事故死として処理されたが、シュガールとソルトンはカーシュが殺したのではないかと考え後に反旗を翻される。しかし戦いの中で二人はカーシュへの信頼を復活させ、和解した。カーシュの独白ではグランドリオンを手にしてダリオを殺してしまったように思えるが、実際に魔剣を手にしたのはダリオであり、カーシュは咄嗟の反撃で彼を突き落としてしまったに過ぎなかった。一部始終を見ていたヤマネコから「真相を話したところで誰が信じる？」と諭され、真実は胸の奥にしまっていた。
『設定資料集』によれば、ダリオ亡き後、龍騎士団を率いる立場となったことが記載されている。自分はダリオよりも数段劣ると自覚しているが、それでも彼の後を継ぐという決意は揺らいでいない。
ゾア（Zoah）
【年齢：28歳 / 性別：男 / 身長：191cm / 体重：92kg / 体格：巨大 / 利き腕：右 / 出身：エルニド / 職業：騎士 / 使用武器：グラブ】
アカシア龍騎士団四天王の一人である、仮面で顔を隠した屈強な男性。セルジュたちとの戦いでは二度（ルートによっては一度）敗北するが、いずれも素直に負けを認めて引き下がっている。過去の戦いで傷を負い、それを隠すため仮面をつけている。非常に寝つきが良く、滅多なことでは起きない。アナザーで仲間になる。ホームでは3年前から行方不明。初期には「亡国の皇子であり、セルジュらを陰ながらバックアップする」などの設定が存在した。
『設定資料集』によれば、13年前の闘いで傷を負い、半死半生のところを蛇骨に助けられたという。
マルチェラ（日本版：Marcella、北米版：Marcy）
【年齢：9歳 / 性別：女 / 身長：145cm / 体重：38kg / 体格：小柄 / 利き腕：左 / 出身：大陸  / 職業：騎士 / 使用武器：グラブ】
僅か9歳でアカシア龍騎士団四天王になった少女。9歳の年齢は純粋な人間に限れば最年少である。母ゼルベスはマルチェラを産んですぐに亡くなった。その後ルチアナに引き取られ、蛇骨館で育てられた。スラッシュの実の妹。外見は可愛らしいが、性格は無邪気で極めて残忍。敵対していた頃はなぜかセルジュを大変嫌っており、その仲間まで大嫌いと言い放っていた。仲間になった後はセルジュに心を許し「セル兄ちゃん」と呼ぶようになり、これまでのことを謝っている。また負傷した蛇骨大佐の看病をするなど優しい一面も持つ。アナザーで仲間になる。ホームでは3年前から行方不明。
『設定資料集』によれば、彼女は母親の顔も知らず、感情を学ぶよりも先に剣を手にして育ったという。また卓越した身体能力は亜人の血によるものであることが語られている。
スカートの中は普通の下着だったが、2022年に発売されたリマスター版ではドロワーズに変更された。
ミキ（Miki）
【年齢：19歳 / 性別：女 / 身長：171cm / 体重：43kg / 体格：細身 / 利き腕：右 / 出身：ゼルベス / 職業：踊り子 / 使用武器：グラブ】
スラッシュの吟遊詩人団「マジカル・ドリーマーズ」の一員。19歳。踊り子で、男性から人気がある。「ナオン（女）」「ワンフー（ファン）」などの業界用語をよく使う。ホームでのみ仲間にできるが、仲間になる方のスラッシュとミキはそれぞれ別世界同士となる。
リーア（日本版：Leea、北米版：Leah）
【年齢：6歳 / 性別：女 / 身長：104cm / 体重：32kg / 体格：幼児体型 / 利き腕：両方 / 出身：世界のへそ / 職業：原始人 / 使用武器：アクス】
約6,500万年前から大地の怒りによって、A.D.1,020年の地球のへそにタイムスリップしてきた6歳の少女。原始人なだけあり、幼いながらも物凄い怪力の持ち主。亡くなった父親が空の上にいると信じている。ホームで仲間になる。アナザーには登場しない。
将来生む子の名前を考えており、真エンディングにて帰る際に原始語で「つよい」、「おおきい」を意味する名前である「エイラ」にすると語っている。ただし、前作ではエイラが「ラヴォス」の名前を説明する際に、「ラ」は「火」を意味し、「ヴォス」が「大きい」を意味する言葉とされていた。
スティーナ（Steena）
【年齢：24歳 / 性別：女 / 身長：175cm / 体重：50kg / 体格：長身・細身 / 利き腕：右 / 出身：ガルドーブ / 職業：シャーマン / 使用武器：ソード】
ガルドーブの龍の社の巫女。24歳。龍が眠ると言われる土地、エルニド諸島において世の理のすべてを知り、龍の伝説を語り継ぐ者。ガルドーブを訪れる旅人たちに龍の伝承を静かに語る。アナザーでは現在の長である巫女ディレアの傍らで後継者として仕えるが、ホームではディレアは亡くなっているため跡を継いでガルドーブの長になっている。ホームでのみ仲間になる。
ホームにて龍の涙を借りにきたセルジュたちと出会うが、龍神の加護がなければ貸し出せないと断ってしまう。六龍神の加護を得た後、約束通り龍の涙を貸し与え、自らも仲間になる。
『設定資料集』によれば、巫女はガルドーブで最も魔力の高い未婚の女性が継ぐ立場にあることが語られている。また物心ついた時から巫女の立場におり、その「使命」を「宿命」と受け取り不満を感じることはなかったという。
オルハ（Orlha）
【年齢：23歳 / 性別：女 / 身長：165cm / 体重：54kg / 体格：筋肉質 / 利き腕：左 / 出身：ガルドーブ / 職業：酒場店主 / 使用武器：グラブ】
アナザーのガルドーブで酒屋を営んでいる女性。23歳。ガルドーブに来たパレポリ兵を一人で倒すなど格闘技の腕はなかなかのもの。ヤマネコの姿の時に会うと信用してもらえないが、このイベントを起こした後、セルジュが元の姿を取り戻してから再び会いに行くとアナザーで仲間にできる。双子の妹ティアがいたが、エルニドには双子を忌み嫌う風習があったため幼い頃に生き別れた。ホームでは、あべこべにティアの方がガルドーブに残ったため、登場しない。ホームのドクのもとに連れて行くとイベントが起こり、ティアと再会し、別れを得たのちにLv7固有エレメント「姉妹連拳」を取得する。
仲間にする条件が期間限定であり、ヤマネコの姿の時に戦闘イベントを起こして再会の約束を交わす必要がある。その後、セルジュが元の姿を取り戻してから話しかけると仲間となる。
カブ夫（日本版：Kabu、北米版：Turnip）
【年齢：3歳 / 性別：男 / 身長：133cm / 体重：28kg / 体格：丸い / 利き腕：右 / 出身：隠者の小屋 / 職業：野菜 / 使用武器：ソード】
謎のカブ人間。前世は騎士だったという。セルジュに戻った後、ホームで仲間にできる。このためオルハと並んでPTへの加入期間が最も遅い。同じ植物仲間である改良種フィオとは仲が良い。年齢は3歳であり、その誕生は3年前に蛇骨大佐たちが死海へ遠征して行方不明になった時期と一致する。アナザーの蛇骨館には彼の前世らしき騎士が眠っている。『アルティマニア』には、3年前蛇骨大佐たちの失踪事件をきっかけに生まれ変わった兵士だという可能性も捨てきれない、と表記されている。

### その他のキャラクター
マージ（Marge）
アルニ村で暮らしている女性で、セルジュの母。ホームでのみ登場。セルジュの姿がヤマネコとなったあとも変わらぬ態度で接する、広い心の持ち主。アナザーではセルジュの死後、後を追うように亡くなったとレナが語っている（『設定資料集』では行方不明と表記）。ヤマネコの姿で会いに行くと、セルジュとワヅキが神の庭から帰還した当時のことを話してくれる。神の庭から戻ったワヅキは人の姿をしていなかったことが語られた。
ワヅキ（Wazuki）
額にバンダナを撒いた青い髪を持つ精悍な男性で、セルジュの父。家の裏手でヒョウ鬼に襲われ、重傷を負った3歳のセルジュを助けるため、友人ミゲルと共に亜人の賢者がいるマブーレに向かったが、嵐により「神の庭」と呼ばれる領域に足を踏み入れてしまう。後にセルジュと共に帰還。しかし、アルニ村に戻った彼は、人ではなくなっていた。その後、精神に異常をきたして10年ほど前に失踪した（『アルティマニア』より）。
前述の通り、凍てついた炎に近づいたことで精神的に不安定になっており、そこへセルジュが抱いていた死のイメージ（ヒョウ鬼）が反映され、さらにフェイトの精神までが混ざり込んでしまい、ワヅキは「ヤマネコ」となった。
ミゲル（日本版：Migel、北米版：Miguel）
時空の狭間に囚われた男。
レナの父であり、ワヅキの友人。ヒョウ鬼に襲われて重傷を負ったセルジュを助けるべくワヅキと共にマブーレへ向かい、消息不明となる。ワヅキとセルジュが死海から戻った後も彼だけは帰ってこなかった。アナザーには登場しない（『アルティマニア』の記述では、何かしらの理由でフェイトに消された可能性があると表記されている）。
実はワヅキにフェイトの精神が混じった後、「未来を知ること（フェイトの力）」に魅せられ、情報の海（クロノポリス）と一体化。永遠を生きる権利を手にしたミゲルは、「生きることは、緩やかに死んでいくこと」と考えるようになる。後に死海化が起こった後は、フェイトにより死海の監視者とされた。凍てついた炎を求めて死海へやって来たセルジュらの前に姿を現し、仲間に誘うが拒否され戦いとなる。
セルジュたちに敗れた後、「君たちなら運命に打ち勝てるかもしれない」と成長を称えた。フェイトが死海ごと凍てついた炎を消滅させようとしているのを知ると逃げるように告げ、人の未来を託した。セルジュたちが立ち去った後、ミゲルはクロノたちの見守られながらその生を終えた。永遠の生命に魅入られ「生きる」ことを否定したミゲルだが、最期に願ったのは「娘が幸せな日々を『生きる』こと」であった。
クロノポリスでの会話によれば、死海化によってホームのフェイトが消滅したことでアナザーのフェイトはホームに干渉できなくなった。そこでミゲルを監視者として死海に定着させたという。言い換えれば死海における「フェイト＝ミゲル」である。
『設定資料集』によれば、自らの運命に絶望したことが語られている。またこの実力の高さについては、ディレクターの加藤曰く「死海の番人になったため」とのこと。
レナの祖母（日本版：Rena's Grandma、北米版：Leena's Grandma）
アル二村で暮らしている老婆。名前は不明。レナを仲間にした状態で話しかけると「若い頃はブイブイ言わせていた」という必殺技を伝授してくれる。
またレナの家にいるネコに話しかけると、14年前にセルジュが遭った災難について語ってくれる。
ウーナ（Una）
レナの弟。姉からたびたび鉄拳制裁を受けており、ホームでは矛先を逸らすためかセルジュとレナの仲を応援している。どちらの世界でも姉の手の早さに悩んでいる。
ダリオ（Dario）
アカシア龍騎士団四天王筆頭で、リデルの婚約者、グレンの兄。26歳。ある事件で死亡したとされている。
実は亡者の島の亡鬼討伐の際、そこにあったグランドリオンの怨念に呼び寄せられ、狂気に支配されてしまっていた。同行していたカーシュを殺そうとするが狂気と正気がせめぎ合い、手を下すことができず、その末にカーシュから反撃され崖から落ちてしまっていた。アナザーでは死亡しているが、ホームでは記憶をなくした状態で小島に暮らしていた。終盤のイベントではリデルを連れて行くことで記憶を取り戻し、呼び出されたグランドリオンを手にしてヤマネコ（セルジュ）たちに襲い掛かる。実はダリオこそ今代におけるグランドリオンの持ち主であり、ヤマネコはダリオが不在の間、魔剣を利用していたに過ぎなかった。セルジュたちに敗れた後はグランとリオンが目覚め、さらにドリーンが加わったことで狂気が祓われ、セルジュ専用の武器となった。
正気を取り戻した後は蛇骨館の復興に尽力し、孤児院に改装する。4年のブランクがあったため戦線に加わるのは不可能として、仲間には入らず蛇骨館に復興に力を注いだ。この条件を満たしたマルチエンディングでは、「蛇骨幼稚園」の運営資金を稼ぐべく「暴力バー（ぼったくりバー）」をテルミナに開いている。
いわゆる隠しボスであり、作中でも屈指の実力を誇る。使用する技は弟グレンと同一。
ガライ（Garai）
ダリオとグレンの父で、ラディウスの親友でありライバルだった。元アカシア龍騎士団四天王筆頭。二刀流。ある事件が原因で既に亡くなっている。
実は魔剣グランドリオンを手にし、狂気に捉われたラディウスによって殺害されていた。その怨念は根強く残り、イルランザーを求めてきたセルジュたちに亡霊として襲い掛かる。ラディウスのことは裏切り者と呼んでおり怒りを見せていたが、敗北後はイルランザーを持ち去ることを認め消え去った。またダリオとのイベントでは再び亡霊として現れ、グランドリオンに宿る怨念として登場した。ラストダンジョンではラディウスを先頭にして凍てついた炎を前にすることで、ガライはもうラディウスを許していることが判明する。
シュガール&ソルトン（日本版：Sugarl and Solton、北米版：Peppor and Solt）
カーシュの部下。背が低くて太っているのがシュガール、痩せていて背が高いのがソルトン。シュガールの方が「隊長」なので上司に当たるが、ソルトンの方が頭が良い（ただし酷い奇行をする）。騎士団内では落ちこぼれだったが、カーシュから目をかけられていたためそれを恩義に感じている様子。
アナザーではセルジュたちと何度か対峙し、そのたびに漫才コンビのようなやり取りを見せる。ホームでは記憶をなくした状態で本当に漫才師コンビとして暮らしていた。カーシュを連れて行くと記憶は取り戻さないが専用の会話が発生する。ホームの騎士団は多くが行方不明になっており貴重な生き残りとなっている。
アナザーでは、実は結婚式を間近に控えたダリオの死を訝しんでおり、カーシュが殺したのではないかと疑っていたことがマルチイベントで明らかになる。そのため、真実を知るべくセルジュたちにカーシュを連れて来るように要求。その後、闘いを通じてカーシュを信じるようになった。去り際にまた逢うことがあればカーシュから真実を話してほしいと言い残した。
時の預言者 / 理の賢者ガッシュ（日本版：Gash、北米版：Belthasar）
蛇骨館の図書室にいる老人。セルジュに二つの世界のことを教えた。その正体は、前作にも登場した古代の魔法王国ジールの3賢者のひとり「理の賢者」ガッシュ。クロノたちがラヴォスを倒したことにより、前作の滅びの未来とは別の時間軸にある平和な未来に漂流し、時喰い（サラ）の存在を知る。この時を喰らうものを倒すべく、時間要塞クロノポリスの前身を築き、セルジュをクロノ・クロスの使い手として覚醒させる「プロジェクト・キッド」を発動させた。
当初は正体を隠してアナザーの蛇骨館で登場し、「時の預言者」と名乗る。シルバードの改良版とも言うべき小型のタイムマシン、ネオ・シルバードを作った（本編での使用は不可）。
ザッパのかみさん（日本版：Zappa's Wife、北米版：Zippa）
鍛冶師ザッパの妻で、接客を担当。夫には心底惚れ込んでいるが、夫も敵わないほどの気の強さの持ち主。ガライ亡き後はダリオとグレンの母親代わりを務めた。
日本版では個人名が無いが、北米版では「ジッパ（Zippa）」と名前がつけられている。
バンクリフの父（日本版：Ban's Father、北米版：Gogh）
妻の死をきっかけに人生が変わった男。ホームでは売れない画家を続け、アナザーでは妻の死をきっかけに商人へ転身した。ホームとアナザーで顔グラフィックが2種類用意されている珍しいキャラクター。一人息子のバンクリフとも関係に差があり、ホームでは貧しくとも絆は深く、アナザーではどこか溝がある。しかし父親として子を想う気持ちはどちらの世界でも変わらない。
日本版では個人名が無いが、北米版では「ゴッホ（Gogh）」と名前がつけられており、北米版のバンクリフの英語名である「Van」と併せ、実在の画家のフィンセント・ファン・ゴッホを意識したネーミングとなっている。
リサ（Lisa）
テルミナのエレメントショップの看板娘。レナの幼馴染で友人。顔グラフィックが存在し、彼女がメインで登場するエンディングもあるが仲間にはならず、ストーリーにも絡まない。また、友人であろうと商売上の内容には一切おまけをつけないなど、徹底した商売人根性も持っている。
彼女の父はキノコ好きの男（後にホームで仲間になるキノコと同一人物）であり、彼女に店番を押し付けてキノコを追い求める父の所業には毎度呆れている。その後とうとうキノコ人間に変化してしまった彼に会わせても父とは気づかない。一方、ホームでリサの父がキノコに変化した後、アナザー側では人間である父が寝込んでしまい、リサが心配して落ち込む姿を見せる。
セルジュに関しては好意を持っており、デートに誘ったりと積極的。マルチエンディングではバイトに雇ったセルジュをレナ&キッドと取り合い、失言の応酬を交わすものがある。また蛇骨感謝祭美人コンテストで優勝するなど器量もよい（キッドは予選落ち）。
ディレア（Direa）
ガルドーブの巫女であり老婆村長。スティーナにとっては先代に当たる。人がまとう「風」を読むことで、その人物のことがわかってしまうという能力を持つ。かなりの高齢で、それに見合った多数の知識を秘めている。ホームではスティーナに後継を頼み死去し、彼女の力がスティーナの専用エレメント「ディレアの影」として宿る。
ティア（Tia）
オルハの双子の妹。エルニドでは双子は忌み嫌われる風習であったため、幼い頃に里子に出された。ホームでは生き別れたオルハの代わりにガルドーブで暮らしていたが、原因不明の昏睡状態に陥りドクの治療を受けている。オルハを連れてドクに話しかけることでイベントが起こり、再会できる。オルハの声に目を覚ますも余命いくばくもなく、そのまま命を落としてしまう。しかし姉妹の手にあった「青い石のブローチ」は二つの世界を通じて一つのものとなり、「青いブローチ」となった。そしてティアの意志もオルハと共に在り、「姉妹連拳」の取得に至らせた。
オルハが凍てついた炎に近づいた際に、（おそらくアナザー側の）ティアが生きていることが判明する。
ロゼッタ（Rosetta）
ラズリーの姉。水龍の島に住む妖精たちの中心的存在。一族の生命の源である母なる大樹を守っている。アナザーでは平穏に暮らしていたが、ホームでは妖精ドワッフたちから襲撃され重傷を負い、展開によって生死が分かれる。
ドワッフ長（Dwarf Chieftain）
ヒドラの沼で生活するドワッフたちのリーダー。ホームではヒドラが生き残っているため、森の生態系を崩させまいと一族を挙げてヒドラを守っている。自然を破壊する人間たちへの憎悪は深く、大陸では森林を次々に切り倒して町を拡大していることに言及し、人間を「進化の異端種」と罵る。ヒドラが倒されてしまうと沼をすぐに見捨てて行方不明となるが、新天地を求めて水龍の島の妖精たちを襲撃し、この方法は人間から学んだ手段と嘯く。セルジュたちに撃退されると運命を呪いながら一族ともども死滅してしまうが、ヒドラ撃破時にラズリーを連れて聞くとヒドラ―の子供が生き残っていることが判明。妖精たちに自分たちが犯した罪も死ぬまで消えることはない真実として生涯をかけて償うことを誓い、ヒドラ沼に帰っていく。その際には星の子供らがいずれ手を取り合えって共に暮らせる日を願っている。アナザーのドワッフ長はヒドラの沼が崩壊しているため、行方知らずだったが、マルチエンディングでは時を喰らうもの（龍神）の配下となり、エルニドから人間たちを駆逐した。こちらでは人間への憎悪に凝り固まっている模様であり、人間の駆逐に反対するマブーレの賢者を叱責し、「この連中から血祭りにあげようか」と笑うなど躊躇う素振りを見せていなかった。
賢者 / ケンジャ（Sage of Marbule）
マブーレに暮らす亜人たちの長。亜人を迫害した人間たちを憎んでいるかのような言動を見せるが、内心では共生できることを願っている。亜人の歌が持つ特別な意味を知る数少ない人物であり、そのためホームではファルガに拉致されてしまった。現在はゼルベスの清掃員として働いている。セルジュたちから死海に入る方法を聞かれるが答えなかったため戦いとなり、敗北後は素直に協力に応じた。
ホームではファルガが亜人であったゼルベスと結ばれたことから人間と亜人の共存のために種族間の壁を取り払ってくれると期待していたが、ゼルベスの死後はむしろ差別を助長する姿に失望している。しかし、同時にゼルベスを失って絶望しているファルガの心情は理解しており、彼を支えられなかったことも悔やんでいる。ホームでのファルガを改心させ、マブーレ復興を実現した場合ではファルガとはすっかり和解しており、昔話に花を咲かせている。
アナザーではマブーレの長として登場。他の亜人たちが人間という理由でセルジュたちに敵意や非友好的な態度を取る中でも、比較的穏当な姿勢を取る。
マルチエンディングでは、マブーレの復興に尽力するヤマネコ（セルジュ）に信を置き、今後は若い指導者の必要として自分の跡を継いでマブーレの長になってほしいと嘆願した。また別のエンディングでは、アナザーのドワッフ長と共に龍神の配下となってエルニドから人間を駆逐する。しかし、ドワッフ長とは違い龍神に「もはやそれ以外、道はないのですか」と問うなど、最後まで迷いを見せていた。
龍神（Dragon God）
個体は以下の6種類と、例外的なものとしてさらにもう1種類がいる。生息地がホームとアナザーで分かれており、どちらかでしか登場しない。
水龍（Water Dragon）
青のエレメントを司る。性別は♀。ホームの水龍の島に生息。カラフルな青いサンショウウオに似た姿をしている。展開によってはゲーム序盤にも出会うことになり、死炎山の溶岩を凍てつかせる「氷の息」を授ける。
緑龍（Green Dragon）
緑のエレメントを司る。性別は♂。ホームの世界のへそに生息。両生類にも似た不気味な姿をしている。
土龍（Earth Dragon）
黄のエレメントを司る。性別は♀。ホームの土龍の島に生息。ナメクジに近い質感の姿をしている。アナザーの土龍の島には彼女ではなく、ジンジルクスという別の魔物が住んでいる。
炎龍（Fire Dragon）
赤のエレメントを司る。性別は♂。アナザーの死炎山に生息。唯一二つの姿を持ち、普段は小柄な龍人のような姿で、変身すると巨大化する。力比べが好きで、序盤に出会った際にも勝負を挑んでくる。
黒龍（Black Dragon）
黒のエレメントを司る。性別は♂。アナザーのマブーレに生息。漆黒の鱗を持つ巨大な龍。眠り続けており、人が目にできる数少ない存在。展開によっては目覚めることがなく、戦いを回避することもできる。
天龍（Sky Dragon）
白のエレメントを司る。性別は♀。アナザーの天龍の島に生息。龍神のリーダーに当たり、四枚翼を持つ巨大な姿をしている。なお、通常はアナザーに生息し、ゲーム序盤で蛇骨館の上空を飛んでいる姿を確認できるが、死海でセルジュたちを助けた際はホームに登場している。
月龍（Dark Moon Dragon）
エレメントを統合する補佐な役割を持つ。性別は♀。放浪中。イレギュラーな龍神であり、人に近い容姿と心を持つ存在。
フェイト （FATE）
クロノポリス中枢に鎮座するマザー・コンピューター。本作における黒幕的存在。ラヴォスによって遠い未来から時間要塞クロノ・ポリスごと現代に呼び出された。人々が記録された歴史通りに行動するように、アナザーでエルニドの人々を操り予定調和の世界を作り上げていた。その正体はクロノポリスの管理コンピュータ。ホームではセルジュが生き残り、滅びの未来の可能性が強まっているので未来から来たフェイトの存在が消滅しており、死海となっているため介入が不可能となっている。そのためミゲルを仲間に引き入れ、彼を死海におけるフェイトとした。ヤマネコになったセルジュがアナザーへ渡れないように妨害していたが、ミゲルが死んだことで介入は不可となった。ベースとなっているのはマザーブレイン（未来が変わっているために同じ物ではないが、前作のA.D.2,300に登場したマザーブレーンに当たる存在）。なお、マザーは女性人格だったが、フェイトは男性人格である。クロノポリスのイベントでは一度だけ台詞を発しているが、「ヤマネコ」とはまったく異なる機械的な口調である。分身たる「ヤマネコ」がセルジュたちに倒された後、運命を共にした。
プロメテウス（Prometheus）
ルッカが発案したコンピュータの暴走防止用セーフティ・プログラム。ガッシュの手によって密かにフェイトに仕掛けられ、調停者セルジュ以外が凍てついた炎に接触できないよう妨害していた。
ラヴォスを倒す旅の仲間だったロボに思いを馳せてのものであり、その名称も彼の本名「プロメテス」に由来する。発明当時は特定の目的のために作られたわけではなかったが、未来においてガッシュにより、密かにフェイトに実装された。ただし『アルティマニア』において、この回路はロボに使用されていたシステムそのものではないと解説されている。フェイトがこの回路の存在に気づいても瞬時に記憶を消すため、フェイトがこのバグに対処することはできなかった。しかし、分身であるヤマネコがフェイトに「プロメテウスの抹消」を指示をしたため、プロメテウスのプログラムは消去されてしまった。最期の瞬間、未来を本物のセルジュに託した。
ルッカ・アシュティア（Lucca Ashtear）
天才発明家の女性で、パラレルワールドの存在にいち早く気付いた人物。孤児院ルッカハウスを経営しており、キッドを拾った育ての姉でもある。その後、襲撃してきたヤマネコに誘拐され消息不明となる。
後に彼女は死海にてクロノ、マールらと共に子供の姿の幻影で登場。3人そろってセルジュに「未来を殺した」ことを咎め罵倒した。「（彼女たち自身は）この時間軸には存在しない」と発言している。『アルティマニア』では、幻影の姿は既に彼らが故人であることの暗示とされる。最終局面でキッドを連れてオパーサの浜で話しかけるとイベントが起こり、サラが自分とは違う人生を歩んでほしいと願ってキッドを生みだしたことを推測する。そして、キッドがステキな女の子に成長したことを喜んでいた。
なお、前作の移植版のエンディングムービーにて彼女が赤ちゃんを拾うシーンがある。しかし、『アルティマニア』によれば、ルッカがキッドを拾ったのはガルディア王国崩壊より2年後、A.D.1,007年頃とされる。
クロノ（日本版：Chrono、北米版：Crono）
前作の主人公。マールと結婚した後、ガルディア王国の王になる。今作では幼い子供の姿をとった幻影が登場する。本作の時間軸においては死亡している可能性が高いが、いつ頃どのようにして亡くなったかは定かではない。前作では全く喋らなかったが、本作では子供の口調ながらセリフが存在する。ヤマネコの肉体が変異したワヅキだったことを伝え、セルジュを「新たなるクロノ・トリガー」として最終決戦へと送り出した。
マール（日本版：Marl、北米版：Marle）
ガルディア王国の王妃マールディア。ルッカ、クロノと同様、子供の姿の幻影が登場する。気の強さは今作でも変わらず、死海で登場した際はセルジュのせいで時喰いによって歴史が滅ぼされたことを責めていた。
ルッカ、クロノ、マールにより、全ての真相と想いはセルジュたちへと伝えられた。特にマールはサラを助けてほしいという想いをセルジュたちに伝えている。
『ラジカル・ドリーマーズ -盗めない宝石-』の「Kid 盗めない宝石編」では、ルッカの「幼馴染の男性」と「友達（女性）」が結婚したことが語られている。後にその「友達」は死去し、彼女の墓があるというが、それがマールとは明言されていない。
サラ（日本版：Sarah、北米版：Schala）
古代の魔法王国ジールの王女。魔法王国崩壊の際に消息不明となる。実の母である女王ジールの指示により、魔神器を用いてラヴォスの力を利用しようとしたが、それによってラヴォスが一時的に目覚めた際、発生した次元の渦に飲み込まれてしまっていた。
時空の狭間を彷徨っている時に、ヒョウ鬼の毒に苦しむセルジュの泣き声に導かれ、この時間軸に接触。自らの分身を生み出した。自身は時喰いに飲まれ、一縷の希望となる半身はキッドとなる。なお、前作では青色の髪だったが、本作では髪の色が金髪に変化している。ルッカによれば、サラは自分とは違う人生を歩んでほしくてキッドを誕生させたと推測している。
これらの事情から強い負の感情を抱き「自身も含めたすべての消滅」を願うようになってしまったが、本来は誰に対しても分け隔てなく接する優しい女性である。
『アルティマニア』では、魔神器を制御する力を持っていたサラも調停者に近い存在であったことが記されている。
後に発売されたDS版『クロノ・トリガー』では、ラヴォスの怨念に囚われたサラが隠しボス「夢喰い（ゆめくい）」となって登場した。ラヴォスに侵食され、その精神は負の感情で満たされているが、「自分自身も含めたすべての消滅」はサラ自身が望んだことだった。クロノたちが使う魔法は、ラヴォス（の一部）が人類を進化させて与えた力。そのためラヴォスの力ではラヴォスを倒すことはできず、クロノたちは敗北。しかし一瞬だけ正気を取り戻したサラは、最後の力を用いてクロノたちを逃がした。その際、「敵を倒すための力」では今のラヴォスは倒せないことを告げた。
グラン（日本版：Gran、北米版：Masa）
古代魔法王国ジールより存在する精霊三姉弟の長男。かつての聖剣グランドリオンに宿ったまま、眠りについていた。
リオン（日本版：Leon、北米版：Mune）
精霊三姉弟の次男で末っ子。風が好き。グランと共にグランドリオンに眠る。前作では兄のことを「グラン兄ちゃん」と慕い、一人称もグランと同じ「ボク」だったが、本作では「グラン」と呼び捨てで呼び、一人称も時々「俺」に変わることがある激しい性格に変わっている。
ドリーン（Doreen）
精霊三姉弟の長女で、グランとリオンの姉。夢が好きで、前作でも夢の研究がされていたエンハーサを彷徨っていた。前作ではグランとリオンが力を合わせて武器「グランドリオン」となり、ドリーンは連携技の「グランドリーム」時のみ参加していたが、今作では武器自体にドリーンも加わり3人が宿った「グランドリーム」となる。この形態が本来の姿とのこと。
トマ14世（Toma XIV）
前作に登場した冒険家トマ・レバインの子孫で、冒険家。ホームに登場し、各地を探検して回っている。あるイベントを行うと、極度の恥ずかしがり屋の人魚と結婚する。なお、前作ではA.D.600（中世）に先祖であるトマ・レバインが、A.D.1,000（現代）にトマ13世が登場していた。
ギル（日本版：Gil、北米版：Magil）
クロノポリスに記録された手記にて、本作のホーム・アナザーともさらに異なる別世界のセルジュ、キッドと共に行動していることが記されている人物。本作中に姿は登場せず、セルジュやキッドと違い同名の人物もいない。実は本作の前身である『ラジカル・ドリーマーズ -盗めない宝石-』に登場していた仮面の魔導師であり、手記の内容も同作に準じたものになっている。初めて手記を見る前にキッドを連れて行くと専用の会話が見られる。なお、『ラジカル・ドリーマーズ』では展開によって正体が変わり、メインシナリオである「Kid 盗めない宝石編」でのギルの正体は『アルティマニア』によると前作に登場した「魔王（ジャキ）」とされている。
ラヴォス（Lavos）
原始に宇宙より飛来した鉱物生命体。名前は前作によると原始語で「ラ＝火」「ヴォス＝大きい」となっており、合わせて「大きい火」の意味。前作の最終ボス。地下深くで星のエネルギーを喰らい、地上に誕生した生命の遺伝子を収集して自己を進化させ、星を滅ぼしてから子を産んだのち、新たな星を求めて宇宙へ旅立つとされる。A.D.1,999年においてクロノたちにより倒されたことで、本作の世界を含めた無数の未来が生まれることとなる。
本作のラストボスである「時喰い」は、クロノたちに倒された時間軸のラヴォスが時の闇の彼方でサラを始めに、幾多の無念・負の感情を抱いて倒れた生命体を取り込んだことで進化したものである。後に発売されたニンテンドーDS版『クロノ・トリガー』のマルチエンディングでは、「クロノたちと魔王の協力により倒された並行世界のラヴォス」が「夢喰い（ゆめくい）」となり、サラを取り込んだ状態で隠しボスとして登場し、『クロノ・クロス』に繋がることを示唆した展開が描かれる。
スペッキオ（Spekkio）
次元の狭間に登場する戦の神。前作にも登場したキャラクターだが、本作ではストーリー本編には直接関係せず、実際に戦うことはない。見る者によって姿を変えると言われており、前作ではこちらの強さに応じて様々な姿をしていたが、本作ではタコのようなモンスターの姿で、水色の小型の形態と、橙色の巨大な形態を見せる。2周目以降で後述の三魔騎士を召喚するほか、条件を満たすと貴重なアイテムをくれる。
三魔騎士 / ビネガー&ソイソー&マヨネー（日本版：Vinegar, Soysau, and Mayonnai、北米版：Ozzie, Slash, and Flea）
前作に登場した魔王配下の3人組。2周目以降の次元の狭間で戦える隠しボス。前作から姿は多少変化しているが、個性的な技の数々は今作でも健在。前作同様、マヨネーは一見すると女性のようだが実は男性であり、本作では戦闘中の性別にも反映されている。なお、本作で戦える彼らは3人とも魔族タイプではなく物質タイプとなっている。彼らと戦って習得することで、スプリガンがスタイルコピーによって三魔騎士の姿に変身し、その能力を使用できるようになる。これはセルジュ、キッド、スプリガン（ソイソーに変身状態）の3人技「ゼット斬り」を行うための必須条件となっている。

## 開発

### 経緯
もともと、『ゼノギアス』が『クロノ・トリガー2』という企画から発足しており、『ゼノギアス』制作後にチームが再編成して、改めて『クロノ・トリガー』の続編を作るべく発足したのが『クロノ・クロス』の制作チームである。そのため本作には『ゼノギアス』との類似点が多々存在し、戦闘システムなども『ゼノギアス』のものを発展させた形となっている。
また、『ゼノギアス』のデモムービーで使われていた、「さあ、愛に血を流させてやろう！地獄の海のように、紅く……深く……！」という台詞も、『ゼノギアス』本編ではなく、『クロノ・クロス』本編で使われている。

### 仲間キャラクターについて
当初の企画では短いシナリオを予定していたため、町の住人全員を誰でも仲間にできるというシステムが予定されていたが、さすがに多すぎたためメンバーを絞り込むことになり、一旦は64名まで絞り込まれた後、最終的に製品版での45名に減らされることになった。ウーナ、リサ、ザッパのかみさんなどメインストーリーにほぼ絡まない人物にも顔グラフィックが存在するのはその名残である。開発中は、仲間になるキャラクター全員にそれぞれ独自のエピソードを盛り込むことが予定されており、各キャラクター別の個別分岐エンディングを用意するなどの案もあったが、メインシナリオが長くなったため開発期間が足りず、製品版に入らなかったイベントもいくつか存在したとされている。

### ストーリーの変更
当初は前作に登場したサラとジャキ（魔王）のアフター・ストーリーとして本編シナリオが展開されることになっていたが、パーティーメンバーが総勢45人という仕様になった時点でこれを諦め、結果としてゲーム中で描かれることはなかった。終盤のイベントで、ルッカが遺した手紙をキッドが受け取るイベントがあり、その文中の一節に、パーティメンバー中の誰かの正体がジャキであるという推測を示唆しているものがあるが、これはジャキがパーティにいるという設定の元で開発初期に書かれたものであり、パーティに必ずしもジャキがいると断言するものではないため、あえてそのまま残されたもの。
なお、『クロノ・クロス』の雛形である『ラジカル・ドリーマーズ』では、ギルと名乗る人物がセルジュ、キッドと行動を共にしている。このギルは、メインストーリーの「Kid 盗めない宝石編」においては、正体は『クロノ・トリガー』の魔王ジャキそのものである。『クロノ・クロス』にギル本人は登場しないが、ゲーム内で見られる手記に名前のみ登場する他、どこかにその面影が存在するとされる。

### 体験版からの大幅な仕様変更
初回版の『聖剣伝説 LEGEND OF MANA』には『クロノ・クロス』の体験版が付随していたが、本作とは処理速度などの基本性能から、ロード時間、キャラクターの移動およびバトル時のポリゴンモデルからモーション、はたまたエレメントのエフェクトまで大きく異なっている。特に、後に製品版では見直したとされるプログラムによるロード時間は比較にならないほど遅く、敵キャラクターが行動する毎にロードが発生していた。のちに公式サイトのトピックで急遽「体験版を出すのが早過ぎた。あの後すべてがパワーアップした。こんなことなら体験版を出さなければ良かった。」というメッセージが載せられた。
また、敵の回避率が異様に高かったが、これも敵側の基本回避率の撤廃などを通して改善されることとなった。ただし、製品版にもごく一部ではあるが、例外的に回避率を有する敵が存在する。このため、回避率を半減するエレメントである「スリップ」などは一部の敵以外に対してはほぼ意味がないものとなっている。
なお、体験版ではキッドの顔グラフィックが異なる他、バトルのチュートリアルや体験版限定の特殊イベント（本来登場しないはずのキッドとグレンが特別に一時加入する）など、製品版にはない要素も存在した。『ゼノギアス』の体験版と同様に「まだ出番は先だけど」とメタ的な台詞が入っている。また、体験版をクリアした際の予告ムービーデモに登場する演出や台詞は、製品版の本編とは一部内容が異なるものとなっていた。本編には採用されなかった演出の一部は、製品版のオープニングデモやマルチエンディングなどで登場している。

### 主なスタッフ
| 職制                       | 担当                                                               |
| -------------------------- | ------------------------------------------------------------------ |
| 監督・脚本・演出           | 加藤正人                                                           |
| プロデュース               | 田中弘道                                                           |
| キャラクターデザイン       | 結城信輝                                                           |
| モンスターデザイン         | 相場良祐                                                           |
| 音楽                       | 光田康典                                                           |
| エンディングテーマ         | みとせのりこ（歌・作詞） 光田康典（作曲・編曲） 吉良知彦（ギター） |
| メインプログラム           | 吉井清史                                                           |
| バトルプログラム           | 樋口勝久                                                           |
| イベントプラン             | 千葉広樹                                                           |
| 美術監督・アートコンセプト | 本根康之                                                           |
| フィールドマップデザイン   | 新井考                                                             |
| キャラクターモデリング     | 内山博                                                             |
| モンスターモデリング       | 佐藤範一                                                           |
| ムービーディレション       | 高見典宏                                                           |
| 開発協力                   | 北瀬佳範 河津秋敏 高井慎太郎                                       |

## 評価
加藤自身が10ではなく9と評価されるゲームと語ったように、国内ではそれなりに高い評価を受け全部門にノミネートされるがすべて受賞には至らず、巨匠クリエイターによる企画と大々的に宣伝された前作の国内200万本以上に比べて、本作は60万本以上と売上を大幅に減らす結果となった。海外ではミリオンには至らなかったものの、高い評価を受け複数の賞を受賞するなどし、大手ゲームレビューサイト「GameSpot」では10.0と非常に高いスコアを誇っている。しかし加藤自身は「9点が最高のほめ言葉。絶対にヘンなゲームですからね」と語っている。

## 移植版『クロノ・トリガー』
本作発売の2週間前である1999年11月2日に、『クロノ・トリガー』のPlayStation移植版が発売された。特定の条件を満たすと『クロノ・クロス』に繋がる時間軸への分岐を描いたアニメーションムービーが流れるようになっている。ただし、後に発売された『クロノ・クロス』本編とは一部食い違う描写がある。なお、両作間でセーブデータの互換性やゲーム上の連動特典などは一切無い。
その後、2008年11月20日にはニンテンドーDS移植版『クロノ・トリガー』も発売された。前述のPS版にあったアニメーションムービーの他、『クロノ・クロス』本編との関連を思わせる新イベント、新エンディングが追加されている。これらの追加イベントは後のフィーチャーフォン・スマートフォン移植版にも収録されている。

## 関連商品
書籍
- 『クロノ・クロス -パラレルナビゲーター- （Vジャンプブックス ゲームシリーズ）』 ISBN 4-08-779043-6 / 集英社、1999年11月
- 『クロノ・クロス設定資料集 “Missing Piece”』 ISBN 4-925075-72-1 / デジキューブ、1999年12月
- 『クロノ・クロス アルティマニア』 ISBN 4-925075-73-X / デジキューブ、2000年1月 - スクウェア・エニックスより、2004年7月に再発売（ISBN 4-7575-1249-X）

楽譜
- 『楽しいバイエル併用 クロノ・クロス オリジナル・サウンドトラック』 ISBN 4-8108-6360-3 / ドレミ楽譜出版社、2000年4月
- 『Chrono Cross Guitar Arrangement』 ISBN 978-4990430917 / プロキオン・スタジオ、2002年12月

サウンドトラック
| 発売日         | タイトル                                                                                             | 規格品番                           | レーベル               | 備考 | 最高位 |
| -------------- | --- | ---------------------------------- | ---------------------- | --- | ------ |
| 1999年12月18日 | クロノ・クロス オリジナル・サウンドトラック                                                          | SSCX-10040                         | デジキューブ           | クロノ・クロスの全曲を収録した3枚組。 | ー     |
| 2005年06月29日 | クロノ・クロス オリジナル・サウンドトラック                                                          | SQEX-10047〜9 （再販）             | スクウェア・エニックス | クロノ・クロスの全曲を収録した3枚組。 | ー     |
| 2015年10月14日 | クロノ・トリガー&クロノ・クロス アレンジアルバム / ハルカナルトキノカナタへ                          | SQEX-10501                         | プロキオン・スタジオ   | 光田康典作家20周年を記念し制作されたアレンジアルバム。                                                                                    | 6位    |
| 2015年12月16日 | クロノ・トリガー&クロノ・クロス アレンジアルバム / ハルカナルトキノカナタへ                          | SQEX-10517〜8 （アナログレコード） | プロキオン・スタジオ   | 光田康典作家20周年を記念し制作されたアレンジアルバム。                                                                                    | 6位    |
| 2019年08月07日 | Chrono Cross Original Soundtrack Revival Disc                                                        | SQEX-20068                         | スクウェア・エニックス | リマスターした楽曲が収録されたゲーム映像付きサウンドトラックBlu-ray。                                                                     | 30位   |
| 2019年9月4日   | CHRONO CROSS Orchestral Arrangement                                                                  | SQEX-10725                         | スクウェア・エニックス | 東京フィルハーモニー交響楽団によるフルオーケストラ版。                                                                                    | ー     |
| 2019年9月4日   | CHRONO Orchestral Arrangement BOX                                                                    | SQEX-10727〜9                      | スクウェア・エニックス | 東京フィルハーモニー交響楽団によるフルオーケストラ版。『CHRONO TRIGGER Orchestral Arrangement』とのセットボックス。ピアノアレンジCD付き。 | 21位   |
| 2021年4月14日  | CHRONO CROSS 20th Anniversary Live Tour 2019 RADICAL DREAMERS Yasunori Mitsuda & Millennial Fair FIN | VLPS-4                             | プロキオン・スタジオ   | クロノ・クロス発売20周年を記念して行われたクロノ・クロスライブツアー。中野サンプラザにおける最終公演を収録したBlu-ray作品。               | 25位   |

コンピレーション
| 発売日         | タイトル                                             | 規格品番   | レーベル               | 備考                                                                            | 最高位 |
| -------------- | ---------------------------------------------------- | ---------- | ---------------------- | ------------------------------------------------------------------------------- | ------ |
| 2001年6月20日  | SQUARE Vocal Collection                              | SSCX-10052 | デジキューブ           | 『RADICAL DREAMERS〜盗めない宝石〜』が収録。                                    | ー     |
| 2009年08月26日 | Colours of Light -Yasunori Mitsuda Vocal Collection- | SBPS-0015  | プロキオン・スタジオ   | 『RADICAL DREAMERS〜盗めない宝石〜』が収録。                                    | ー     |
| 2010年9月15日  | Symphonic Fantasies-music from SQUARE ENIX           | SQEX-10202 | スクウェア・エニックス | アレンジメドレーが収録。                                                        | 102位  |
| 2011年11月23日 | Cafe SQ                                              | SQEX-10276 | スクウェア・エニックス | 『時のみる夢』が収録。                                                          | 134位  |
| 2015年9月17日  | SQUARE ENIX MUSIC Presents LIFE STYLE：Drive         | SQEX-10511 | スクウェア・エニックス | イベント会場限定販売のコンピレーションCD。『CHRONO CROSS 〜時の傷跡〜』が収録。 | ー     |
| 2015年9月17日  | SQUARE ENIX MUSIC SAMPLER CD Vol.10                  | SQEX-2015P | スクウェア・エニックス | イベント会場限定販売のコンピレーションCD。『次元の狭間』が収録。                | ー     |

コラボレーション
WFS開発のiOS/Android/Microsoft Windows用ゲーム『アナザーエデン 時空を超える猫』にて、本作とのコラボレーションとして、2021年12月9日よりイベント「協奏 COMPLEX DREAMS」が5年の期間として実装（終了予定日2026年12月9日）。セルジュ、キッド、ツクヨミがプレイアブルな仲間キャラクターとして登場する他、ヤマネコ、グレン、星の子もストーリー中のサブキャラクターとして登場する。後日追加イベントで星の子もプレイアブルな仲間キャラクターとして実装した。